# Guerre d'Algérie
Ne doit pas être confondu avec  Guerre civile algérienne.
Notes
- Selon l'Algérie : 1,5 million de pertes algériennes[22]
- Selon la France: + de 250 000 pertes algériennes (y compris civils)
- 1 000 000 d'Européens contraints de fuir l'Algérie[23]

2 000 000 à 3 000 000 d'Algériens déplacés (sur une population de 10 000 000 de personnes)
Batailles
- Toussaint rouge
- Opération Eckhmül
- Opération Aloès
- Opération Véronique (en)
- Opération Violette
- Massacres d'août 1955 dans le Constantinois
- Opération Timgad
- Bataille d'El Djorf
- Opération Oiseau bleu
- Embuscade de Palestro
- Bataille d'Alger
- Bataille de Bouzegza
- Bleuite
- Bataille de Timimoun
- Bataille des Frontières
- Combat du Fedj Zezoua
- Coup d'État du 13 mai 1958
- Opération Résurrection
- Opération Couronne
- Opération Brumaire
- Plan Challe
- Opération Jumelles
- Semaine des barricades
- Manifestations de décembre 1960
- Putsch des généraux

- Bataille de Bab El Oued
- Fusillade de la rue d'Isly
- Massacre d'Oran

La guerre d'Algérie (en arabe : ثورة التحرير الجزائرية), aussi connue sous les appellations événements d'Algérie, révolution algérienne, guerre d'indépendance algérienne et guerre de libération nationale, est un conflit armé qui se déroule de 1954 à 1962 en Algérie française, colonie française depuis 1830, divisée en départements en 1848. La guerre se termine par la reconnaissance de l'indépendance, validée par une large majorité lors d’un référendum populaire et la victoire politique du Front de libération nationale.
En tant que guerre d'indépendance et de décolonisation, elle oppose des nationalistes Algériens, principalement réunis sous la bannière du Front de libération nationale (FLN), à la France. Elle est à la fois un double conflit, militaire et diplomatique, et une double guerre civile, entre les communautés d'une part et à l'intérieur des communautés d'autre part. Elle a lieu principalement sur le territoire de l'Algérie française, mais a également des répercussions en France métropolitaine, où les attentats de l'OAS causent plus d'un millier de morts.
La guerre d'Algérie entraîne de graves crises politiques en France, qui ont pour conséquences le retour au pouvoir de Charles de Gaulle et la chute de la Quatrième République, à laquelle succède la Cinquième République. Après avoir donné du temps à l'armée française pour lutter contre l'Armée de libération nationale (ALN) en utilisant tous les moyens à sa disposition, le général de Gaulle penche finalement pour l'autodétermination en tant que seule issue possible, ce qui conduit une partie des officiers supérieurs français à se rebeller contre De Gaulle lors du putsch des généraux.
La guerre d'Algérie présente un bilan lourd, et les méthodes employées durant la guerre par les deux camps (torture, répression de la population civile) sont dénoncées. Selon les études menées par des historiens français, on estime qu'environ 250 000 Algériens sont tués dans cette guerre (dont plus de 140 000 combattants, ou membres du FLN), et jusqu'à deux millions ont été envoyés dans des camps de regroupement (sur une population totale de dix millions). Près de 25 600 militaires français sont morts et 65 000 ont été blessés. Les victimes civiles d'origine européenne dépassent les dix mille, dont un millier en France métropolitaine, au cours de quarante-deux mille incidents violents enregistrés.
Le conflit débouche, après les accords d'Évian du 18 mars 1962, sur l'indépendance de l'Algérie le 3 juillet suivant. Il précipite l'exode des habitants d'origine européenne, dits pieds-noirs, des Juifs d'Algérie, ainsi que le massacre de harkis qui s'est poursuivi jusqu'à la fin de l'année, évalué à plus de cinquante mille victimes.

## Dénominations
Le terme employé à l'époque par la France était « événements d'Algérie », bien que l'expression « guerre d'Algérie » ait eu cours dans le langage courant,. L'expression « opérations de maintien de l'ordre en Algérie » a également été utilisée ou encore «pacification» contre les «rebelles».
L'expression « guerre d'Algérie » n'a été officiellement adoptée en France que le 18 octobre 1999,,.

## Contexte
La guerre d'Algérie prend place dans le mouvement de décolonisation qui affecta les empires coloniaux occidentaux après la Seconde Guerre mondiale. Elle s'inscrit dans le cadre du combat anti-impérialiste et conduira à une Histoire sociale de l'Algérie française parfois antagoniste.
Elle oppose principalement le Front de libération nationale (FLN), à l'origine de l'insurrection, et sa branche armée l'Armée de libération nationale (ALN, constituée de moudjahidines, djoundis, moussebilines, etc.) à l'armée française (comptant troupes d'élite (parachutistes, légionnaires), goumiers marocains jusqu'en 1956, gardes mobiles, CRS, appelés du contingent ou supplétifs musulmans).
Entre 1954 et 1962, 1 101 580 appelés ou rappelés et 317 545 militaires d'active (soit 1 419 125 militaires) ont été envoyés en Algérie. En outre, selon Jacques Frémeaux, fin 1960, jusqu'à 200 000 musulmans algériens (50 000 réguliers et 150 000 supplétifs), combattent au même moment du côté français, soit selon lui « bien plus que les effectifs que met en ligne l'ALN »,. D'autres chiffres, « gonflés », ont été lancés à des fins de propagande selon Charles-Robert Ageron.
Le conflit se double d'une guerre civile et idéologique à l'intérieur des deux communautés, donnant lieu à des vagues successives d'attentats, assassinats et massacres sur les deux rives de la mer Méditerranée. Côté algérien, elle se traduit par une lutte de pouvoir qui voit la victoire du FLN sur les partis algériens rivaux, notamment le Mouvement national algérien (MNA), et par une campagne de répression contre les Algériens pro-français soutenant le rattachement de l'Algérie à la République française. Par ailleurs, elle suscite côté français l'affrontement entre une minorité active hostile à sa poursuite (Libéraux d'Algérie, mouvement pacifiste), une seconde, favorable à l'indépendance (les « porteurs de valises » du réseau Jeanson, le Parti communiste algérien) et une troisième, voulant le maintien de l'Algérie française (Front Algérie française, Jeune Nation, Organisation de l'armée secrète (OAS)).
Cette guerre s'achève à la fois sur la reconnaissance de l'indépendance de l'Algérie le 3 juillet 1962, lors d'une allocution télévisée du général de Gaulle faisant suite au référendum d'autodétermination du 1er juillet prévu par les accords d'Évian du 18 mars 1962, sur la naissance de la République algérienne démocratique et populaire, le 25 septembre, et sur l'exode d'une grande partie des Pieds-Noirs (au nombre d'un million).

## Contexte socio-économique

### Société algérienne

#### Évolution démographique
La population algérienne diminue sensiblement de 1856 à 1872, selon le chercheur et démographe Kamel Kateb :
« En 1872, avec 2,1 millions de personnes recensées, la population indigène est inférieure à l'effectif dénombré en 1856 (2,3 millions), en 1861 (2,7 millions) et en 1866 (2,6 millions) » soit une régression annuelle de -3.6 %. Cette régression est due notamment aux famines organisées par la gestion coloniale mais également par l'émergence de maladies européennes alors inconnues en Afrique du Nord ainsi que les différents massacres et meurtres commis dans le cadre de la colonisation des territoires algériens.
Entre 1866 et 1868, une famine est causée artificiellement par la gestion coloniale, selon le comte Le Hon « Ce n’est pas la difficulté de les alimenter qui a tué les [Algériens] mais le régime sous lequel ils vivent ». Cette famine révèle l'incompétence de la gestion de la crise, ainsi que la faiblesse de la production coloniales.
À partir de 1880 la population croît (environ trois millions de musulmans, pour environ 500 000 non-musulmans. En 1960, l'Algérie compte environ 9,5 millions de musulmans, environ un million d'Européens non-musulmans ainsi que 130 000 Juifs d'Algérie[réf. nécessaire].
Les villes sont traditionnellement peuplées surtout d'Européens et de Juifs séfarades, mais la population musulmane urbaine progresse pendant toute la première moitié du XXe siècle. En 1954, certaines villes sont à majorité musulmane comme Sétif (85 %), Constantine (72 %) ou Mostaganem (67 %).
Pour la période 1950-1954, l'espérance de vie à la naissance de la population algérienne musulmane est la moitié de celle de la population européenne (respectivement 34 et 60 ans pour les hommes et 33 et 67 ans pour les femmes). Selon la Banque mondiale, elle s’établit à 46 ans en 1960 pour la moyenne de l'ensemble des populations.
La mortalité infantile est très élevée en Algérie. Elle diminue fortement pour les populations européennes entre 1946 et 1954 (environ 50 pour 1 000), mais reste très forte pour les musulmans (environ 85 pour 1 000 en 1954).

#### Statuts juridiques coloniaux
Jusque vers la fin de la Seconde Guerre mondiale, la population algérienne est divisée en deux catégories distinctes, soumises à des statuts juridiques inégaux nés du sénatus-consulte du 14 juillet 1865 et découlant en une situation d'apartheid (tel que caractérisée par la chercheuse et historienne spécialiste de l'Indépendance Algérienne Sylvie Thénault) : d'une part, un million d'Européens, citoyens français de statut civil de droit commun (surnommés plus tard les « pieds-noirs ») qui étaient installés en Algérie souvent depuis plusieurs générations et auxquels étaient associés les juifs autochtones (excepté pour la période du statut des Juifs de 1940 à 1943 avec l'abrogation du décret Crémieux), et d'autre part, près de neuf millions d'Algériens, sujets français de statut personnel de droit local (appelés « Musulmans » ou « indigènes ») il ne disposaient pas de la nationalité française et leurs droits étaient limités.
Cette discrimination ethno-raciale se matérialisait également via l'existence de l'impôt "arabe" prévu par le Code de l'Indigénat lui-même basé sur la discrimination raciale :« L'impôt colonial prévu par le Code de l'Indigénat que subissaient les indigènes pour des raisons raciales et religieuses impliquait un paiement d'un impôt "sur la race" par les indigènes des différentes colonies, en Algérie, « Les colons européens en étant exonérés, la fiscalité fut ainsi une mécanique de paupérisation dirigée contre une population particulière. Dès lors, elle apparut comme un système d’impôts « ethniques » faisant obstacle à l’adoption de toute culture « civile », aussi bien parmi les colons que parmi les Algériens. Elle empêchait toute solidarité universaliste ou de classes entre Algériens et colons et, à n’en pas douter, démonétisait aussi bien les attitudes « civiles » intégrationnistes que socialistes ».
Si les citoyens français jouissaient exactement des mêmes droits et devoirs que leurs compatriotes métropolitains, les sujets Algériens qui étaient soumis aux mêmes devoirs (ils étaient notamment mobilisables par le contingent), étaient privés d'une partie de leurs droits civiques (ils votaient au Second collège électoral où il fallait neuf de leurs voix pour égaler la voix d'un seul votant du Premier collège).
En 1946, la Loi Lamine Guèye, parfois comparée à l'édit de Caracalla, promulguée le 7 mai 1946, reconnaît enfin la citoyenneté française à « tous les ressortissants des territoires d’outre-mer (Algérie comprise) ». Grâce à elle, la citoyenneté se libère définitivement de sa dépendance au Code civil pour se rattacher à la nationalité, avec laquelle elle se confond depuis lors. Le droit de vote s'élargit à tous les Algériens de plus de 21 ans,.
La nouvelle citoyenneté est définitivement consacrée par la Constitution du 27 octobre 1946 qui reprend en son article 80 le contenu de l'unique article de la loi du 7 mai 1946, confirme en son article 82 la rupture définitive du lien, mis en place par le sénatus-consulte de 1865, entre la jouissance des droits de citoyen et le statut personnel, et réaffirme l'égalité entre les différents statuts civils,.
L'arrivée au pouvoir de Charles de Gaulle en 1958 et la promulgation des ordonnances du 15 novembre 1958 uniformise le statut des populations d'Algérie. Ces ordonnances rompent définitivement le lien entre la citoyenneté et le Code civil, suppriment les deux collèges électoraux et fusionnement finalement les populations en une seule catégorie de « Français à part entière » ; elles octroient enfin à la population algérienne une représentation politique plus équitable, proportionnelle à son importance dans chaque département algérien : 46 députés sur 67 et 22 sénateurs sur 31.

### Économie algérienne
En Algérie, depuis les années 1930, près d'un million de pieds-noirs y vivent dont quelques milliers possèdent les meilleures terres agricoles (les plus fertiles et les moins exposées aux risques climatiques subtilisées aux indigènes ou plus rarement achetées à bas prix lors de la période de conquêtes).[réf. nécessaire]
|                             | Musulmans | Pieds-Noirs | Total      |
| Population                  | 9 196 000 | 1 136 000   | 10 332 000 |
| % de la population totale   | 89        | 11          | 100        |
| % des terres agricoles      | 75        | 25          | 100        |
| % de la population agricole | 98        | 2           | 100        |

De nombreux agriculteurs européens sont des viticulteurs (400 000 ha consacrés à la vigne en Algérie) dont les productions sont exportées surtout vers la France métropolitaine. L'agriculture n'occupe que 9 % de la population active française (contre 26 % en métropole) mais les paysans d'origine française occupent l'essentiel des meilleures terres cultivables. [citation nécessaire] Cependant certaines sources certifient que ne sont attribuées aux colons que des terres alors en friche[réf. à confirmer]. Le colon en réclame autant qu'il pense pouvoir en cultiver avec sa famille, mais doit dès la deuxième année acquitter l'impôt foncier proportionnel à la surface, ce qui dissuade les abus.
Les différentes tentatives d'industrialiser l'Algérie se sont soldées par des échecs en raison de la concurrence de l'Europe, où l'outillage est plus performant et le personnel formé, et en raison de l'absence de houille et de chute d'eau pour alimenter en énergie les industries. Face à ces difficultés, l'État français encourage l'émigration vers la métropole des autochtones. Entre 1946 et 1962, environ 400 000 ouvriers Algériens sont embauchés en métropole et envoient des centaines de millions de francs vers l'Algérie chaque année.
Entre 1949 et 1953, les investissements dans les infrastructures algériennes sont subventionnés à 90 % par la métropole. Ce pourcentage monte à 94 % jusqu'en 1956.
L'essentiel de la population musulmane est pauvre. Ce sont essentiellement de petits propriétaires terriens vivant sur les terres les moins fertiles, ou des journaliers. Dans les années 1950, les surfaces cultivables stagneraient autour de 7 millions d'hectares. La production agricole augmente peu entre 1871 et 1948, contrairement au nombre d'habitants. Selon Daniel Lefeuvre, la production annuelle de céréales passe de 3,88 quintaux/hab. à 2 q/hab. L'Algérie doit donc importer des produits alimentaires. La pauvreté des musulmans ne fait que s'aggraver en raison de l'explosion démographique de cette population. Entre 1948 et 1954, la valeur des importations alimentaires doit être triplée.
Une autre conséquence est l’installation d'un chômage très important parmi les populations musulmanes. 1,5 million de personnes sont sans emploi en 1955. La commune d'Alger aurait compté 120 bidonvilles avec 70 000 habitants en 1953.
Si la population musulmane est majoritairement pauvre, Daniel Lefeuvre rapporte qu'environ 600 000 Algériens musulmans « appartiennent aux groupes sociaux les plus favorisés » (grands propriétaires fonciers, professions libérales, membres de l'armée et de la fonction publique).
Après la fin de la Seconde Guerre mondiale, le plan Marshall prévoit une aide économique à la France et l'Algérie.

#### Conséquences sur l'économie, le patrimoine et l'héritage algérien
La présence coloniale est synonyme pour les autochtones algériens musulmans d'un vol et d'une spoliation de leurs biens fonciers :
« La colonisation en Algérie ne supporte pas non plus le coût foncier des premières installations. Les terres sont purement et simplement confisquées. Ce sont donc les natifs qui financent l’investissement foncier. Nous avons le chiffre exact des terres livrées jusqu’en 1937 par l’État à la colonisation : 1.657.405 ha, soit 60 % du domaine foncier colonial privé. »
La conquête d'Alger a impliqué la destruction d'un patrimoine millénaire ayant eu un impact sur l'héritage culturel algérien : « De 1830 à 1833 environ, un quart du bâti de la ville d’Alger est détruit ou endommagé, tandis que la présence massive de l’armée, les exils et la venue d’Européens accélèrent la désagrégation d’une société urbaine déjà fragilisée (Ruedy, 1992, 23). Dans le même temps, la ville est le théâtre de conflits de compétences qui débordent le cadre local pour faire écho, en France, aux interrogations sur la définition de la propriété et du droit d’expropriation. La dénonciation des exactions et des destructions en 1834 par la Commission d’Afrique, envoyée sous l’égide du Parlement, conduit à faire de cette première période un contre-exemple futur des politiques urbaines coloniales avant la loi de 1844 sur les expropriations ».

## Contexte politique

### Côté français
Pour un article plus général, voir Politique étrangère de la France depuis 1945.

#### L’évolution vers un engagement européen, contradictoire avec le maintien de l’ancien Empire
À la suite de la Seconde Guerre mondiale, la France s'engage résolument dans une politique européenne qui dessine l'avenir de la nation.
Le 18 avril 1951, la France signe le traité instituant la Communauté européenne du charbon et de l'acier (CECA). Le 27 mai 1952, le traité instituant la Communauté européenne de défense (CED) est adopté par le gouvernement français (mais ne sera pas ratifié par le Parlement). Le 1er juin 1955 se tient la conférence de Messine préparant le traité de Rome du 25 mars 1957 qui institue la Communauté économique européenne, prélude à l’Union européenne d’aujourd’hui, née le 7 février 1992.
Cependant, au début de la guerre d'Algérie, des forces politiques encore puissantes essayent de maintenir ce qui reste de l'Empire colonial français.

#### La fin de la guerre d'Indochine et la décolonisation de l'Union française
Le conflit s'inscrit dans le cadre du processus de décolonisation qui se déroule après la fin de la Seconde Guerre mondiale. Pour la France, cela concerne entre autres les colonies françaises d'Indochine (guerre d'Indochine de 1946-1954), la Guinée, Madagascar (insurrection malgache de 1947), l'Afrique-Équatoriale française et l'Afrique-Occidentale française, ainsi que les protectorats du Maroc et de la Tunisie, qui obtiennent leur indépendance respectivement le 2 et le 20 mars 1956.

#### L’impossibilité des réformes sous laIVeRépublique
La principale cause du déclenchement de cette guerre réside dans le blocage de toutes les réformes, en partie causé par l'opposition de la majorité des pieds-noirs et de leurs représentants hostiles à toute réforme en faveur des musulmans, les gouvernements ne souhaitant pas se l’aliéner. Par ailleurs, la loi sur le nouveau statut de l'Algérie, proposée en 1947, n'est votée ni par les députés du colonat, ni par les quinze représentants des « Français musulmans » d'Algérie.
Alors que des dizaines de milliers d’habitants de l'Algérie française, estimés à 68 000 combattants, ont participé à la libération de la France et que plusieurs intellectuels revendiquent l’égalité des droits, les habitants musulmans de l'Algérie française sont à l'époque considérés comme des citoyens de second ordre, alors même que le régime de l'indigénat a été abrogé en théorie en 1945.
En 1947, l'application du nouveau statut de l'Algérie fut presque ouvertement faussée par l'administration, qui fit arrêter les « mauvais » candidats et truqua les résultats en faveur des intransigeants, au point que certains furent élus çà et là par plus de 100 % des inscrits.
Pendant les douze mois qui précédèrent le déclenchement du 1er novembre, ce ne sont pas moins de 53 attentats « anti-français » qui furent commis.

#### Les combattants indigènes d'Algérie dans l'Armée française
En 1960, 85 000 musulmans (appelés, engagés, militaires d'active, appelés FSNA ou Français de souche nord-africaine) servaient dans l'Armée régulière plus environ 150 000 supplétifs (60 000 harkis, 62 000 GAD, 8 600 GMS et 19 000 moghaznis) soit au total près de 235 000 musulmans combattant aux côtés des soldats français.
Au total, un peu plus de 110 000 FSNA furent incorporés dans l'armée régulière de 1956 à 1961.
Le 19 mars 1962, jour du cessez-le-feu, selon le rapport à l'ONU du contrôleur général aux armées Christian de Saint-Salvy, on dénombrait en Algérie, 263 000 musulmans engagés du côté français (60 000 militaires (FSNA), 153 000 supplétifs dont 60 000 harkis et 50 000 notables francophiles) représentant, familles comprises, plus de 1 million de personnes menacées sur 8 millions de musulmans Algériens.
L'Armée française recruta également environ 3 000 anciens éléments du FLN et de l'ALN dont certains formèrent le célèbre Commando Georges du lieutenant Georges Grillot. La plupart d'entre eux furent victimes de représailles à partir de 1962.
Selon Maurice Faivre, on comptait ainsi quatre fois plus de combattants musulmans dans le camp français que dans celui du FLN.
Concernant le nombre des supplétifs ayant servi du côté français durant toute la guerre d'Algérie, François-Xavier Hautreux, estime qu'il est impossible à connaître avec exactitude sans registre précis, mais donne un ordre de grandeur « entre 200 000 et 400 000 hommes, soit 10 % à 20 % de la population algérienne susceptible d'être recrutée. » Selon lui, l'ordre de grandeur témoigne d'un « phénomène massif, qui a concerné avec plus ou moins d'intensité la société rurale algérienne dans son ensemble ». Par ailleurs, il considère que comparer les effectifs des musulmans algériens combattant de l’armée française et ceux de l’ALN « relève d’un non-sens », la stratégie du combat clandestin de l’ALN ne permettant pas la présence d’effectifs armés importants et la nature du combat mené par les nationalistes algériens ne devant pas être réduite à un engagement militaire.

### Côté algérien

#### Naissance du mouvement national algérien

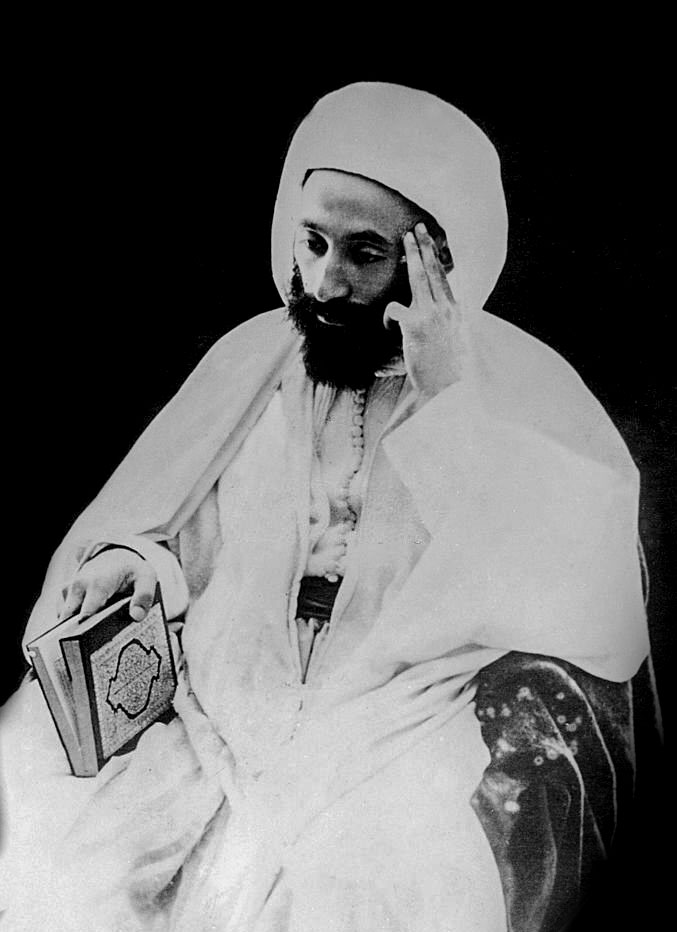
Ben Badis (1889-1940).

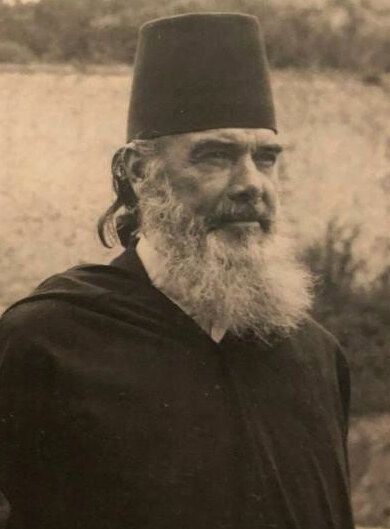
Messali Hadj (1898-1974), père du nationalisme algérien et président fondateur du Parti du peuple algérien.

Au début du XXe siècle, plusieurs dirigeants algériens exigent de la France le droit à l'égalité ou à l'indépendance.
Plusieurs partis vont être créés et plusieurs pamphlets seront écrits pour défendre le droit des Algériens. Plusieurs penseurs algériens vont vilipender les plus importantes personnalités du régime colonial français.
La plupart des figures du mouvement algérien vont être surveillées de près par les services policiers français, d'autres seront exilées vers d'autres pays comme l'a été l'émir Khaled el-Hassani ben el-Hachemi (1875-1936) en Égypte puis en Syrie.
Malek Bennabi, Mohamed Hamouda Bensai, Saleh Bensai, Messali Hadj, Ben Badis, Mohamed Bachir El Ibrahimi, Fodil El Ouartilani, Larbi Tébessi, Ferhat Abbas, Omar Ouzeggane, etc., tous vont diverger entre eux sur la question algérienne, cela provoquera l'émergence de plusieurs associations et partis algériens : Parti de la réforme ou mouvement pour l'égalité, Association des oulémas musulmans algériens, association de l'Étoile nord-africaine, le Parti du peuple algérien, Amis du Manifeste des Libertés, Parti communiste algérien, etc.

#### Le massacre du 8 mai 1945

Le drapeau utilisé par le FLN durant les années 1950, devenu officiellement le drapeau de l'Algérie en 1962.

Le 8 mai 1945 ont lieu des manifestations d’Algériens dans plusieurs villes de l’Est du pays (Sétif, et le Constantinois), qui devaient permettre de rappeler leurs revendications nationalistes, de manière concomitante avec la liesse de la victoire. À Sétif, après des coups de feu, un policier qui tue un jeune scout ayant brandi le drapeau algérien et une petite fille européenne est tuée par une balle perdue, la manifestation tourne à l’émeute et la colère des manifestants se retourne contre les « pieds noirs » : 27 Européens et Juifs sont assassinés (103 trouveront la mort dans les jours suivants), ainsi que 700 Algériens. La répression de l’Armée française est brutale, quelques images de ces événements ont été archivées et diffusées par la télévision algérienne en 2005.
Officiellement, elle a fait 1 500 morts parmi les indépendantistes, chiffre plus proche des 5 000 à 6 000 selon Charles-Robert Ageron, ou des 6 000 à 6 500 calculés par le Service Historique de la Défense et Roger Vétillard, tout en précisant qu'il s'agit d'une estimation haute. Selon l’historien Benjamin Stora, il s'élève entre 20 000 et 30 000. Le Parti du peuple algérien (PPA) estime qu'il y a eu 45 000 morts. Du fait de la radicalisation qu'ils ont engendrée dans les milieux nationalistes algériens, certains historiens considèrent ces massacres comme le véritable début de la guerre d'Algérie, opinion qui, pour Charles-Robert Ageron, « ne peut pas être acceptée comme un constat scientifique ».
Dans son rapport, le général Duval, maître d'œuvre de la répression, se montra prophétique : « je vous donne la paix pour dix ans, à vous de vous en servir pour réconcilier les deux communautés »,.

#### De 1945 à 1954
À la suite de la mort de Ben Badis en 1940, de l'emprisonnement de Messali Hadj et de l'interdiction du Parti du peuple algérien, le parti Mouvement pour le triomphe des libertés démocratiques (MTLD) revendique, après le statut de l'égalité, l'indépendance de l'Algérie en 1948. L'Association des oulémas musulmans algériens est alors interdite. L'Organisation spéciale apparait et a pour but de rassembler des armes pour le combat. Mohamed Belouizdad est le premier chef de l'organisation clandestine. Hocine Aït Ahmed prend ensuite la tête de l'Organisation et continue à œuvrer pour l'achat des armes. La poste d'Oran est attaquée par les membres de l'OS.
Ahmed Ben Bella prend la place de Hocine Aït Ahmed en 1949. Le plan de l'organisation est dévoilé et des arrestations en chaîne sont opérées par les autorités françaises en 1950. Le Mouvement pour le triomphe des libertés démocratiques nie tout relation avec l'Organisation spéciale afin d'éviter des arrestations.
Le CRUA, fondé en mars 1954, organise la lutte armée. Le parti du Mouvement national algérien (MNA) est fondé en juillet 1954 par les messalistes. Par la suite, le Front de libération nationale (Algérie) (FLN) est fondé en octobre 1954 par la branche du CRUA (Comité révolutionnaire d'unité et d'action).
Le Front de libération nationale (FLN) et le Mouvement national algérien (MNA) rivalisent non seulement pour prendre le contrôle de la révolution mais surtout pour la représentation du futur État. Messali Hadj sera libéré de prison en 1958 et sera assigné à résidence surveillée en France.

#### Décision de lutte armée
En 1954, l'élimination des nationalistes Algériens lors des élections de l'Assemblée algérienne marque le point de rupture politique et l'échec des nationalistes. Lors de la réunion des 22, le vote se prononce en faveur de la lutte armée. L'action armée va venir du Comité révolutionnaire d'unité et d'action (CRUA). Le déclenchement de la révolution algérienne a été décidé à Alger lors de la réunion des 6 chefs du CRUA,. Le CRUA se transformera en Front de libération nationale (FLN). Les six chefs du FLN qui ont fait le déclenchement des hostilités le 1er novembre 1954 sont Rabah Bitat, Mostefa Ben Boulaïd, Mourad Didouche, Mohamed Boudiaf, Krim Belkacem et Larbi Ben M'Hidi. La Déclaration du 1er novembre 1954 est émise par radio depuis Tunis. Dans la nuit du 1er novembre 1954, la caserne de la ville de Batna est attaquée par les moudjahidines. Cette nuit sera appelée par les historiens français « Toussaint rouge ». Un caïd et deux enseignants français vont être abattus sur la route de Biskra et Arris. Il y aura deux versions différentes des faits. Des attentats sont enregistrés dans les trois districts de Batna, Biskra et Khenchela et le reste du pays.

##### Impérialisme et colonialisme dogmatiques
Au cours d'un voyage en Algérie, François Mitterrand, alors ministre de l'Intérieur dans le gouvernement Pierre Mendès France, déclare « La présence française sera maintenue dans ce pays ». Les opérations sont déclenchées dans les Aurès. L'Armée de libération nationale (ALN) ne dispose alors que de 500 hommes qui seront, après quelques mois, plus de 15 000 à défier l'autorité française. 100 000 soldats français sont affectés dans les Aurès et plus tard ils seront plus de 400 000 en Algérie. Le général Cherrière donne l'ordre de faire le ratissage des Aurès. Il croit gagner, mais va subir une importante défaite.
Les massacres du Constantinois des 20 et 21 août 1955, notamment à Skikda (Philippeville) par leur cruauté du côté des insurgés algériens comme par la sanglante répression du côté français sont une étape supplémentaire dans la guerre. La même année, l'affaire algérienne est inscrite à l'ordre du jour à l'Assemblée générale de l'ONU. À noter aussi la mort de Mostefa Ben Boulaïd, de Zighoud Youcef, etc. Plusieurs chefs sont emprisonnés.

###### Français décoloniaux alliés du FLN
Des intellectuels français vont aider le FLN. Maurice Audin fut torturé et tué par les services français. Frantz Fanon s'engage auprès de la résistance algérienne et a des contacts avec certains officiers de l'ALN (Armée de libération nationale) et avec la direction politique du FLN, Ramdane Abane et Benyoucef Benkhedda en particulier. Il donne sa démission de médecin-chef de l'hôpital psychiatrique de Blida-Joinville en novembre 1956 au gouverneur Robert Lacoste, puis est expulsé d'Algérie en janvier 1957. Albert Camus, natif d'Algérie, fut un défenseur des droits Algériens, dans les années 1940, avant de refuser de prendre position pour l'indépendance par ces phrases prononcées à Stockholm en 1957 : « En ce moment, on lance des bombes dans les tramways d’Alger. Ma mère peut se trouver dans un de ces tramways. Si c’est cela la justice, je préfère ma mère. » En mai 1955, le premier militant français incarcéré pour son soutien à la cause algérienne est un ouvrier communiste libertaire, membre de la Fédération communiste libertaire (FCL) : Pierre Morain. Il est condamné à un an de prison ferme. Dès 1956, Jean-Paul Sartre et la revue Les Temps modernes prennent parti contre l'idée d'une Algérie française et soutiennent le désir d'indépendance du peuple algérien. Sartre s'élève contre la torture, revendique la liberté pour les peuples de décider de leur sort, analyse la violence comme une gangrène, produit du colonialisme. En 1960, lors du procès des réseaux de soutien au FLN, il se déclare « porteur de valise » du FLN. Cette prise de position n'est pas sans danger, son appartement sera plastiqué deux fois par l'OAS et Les Temps modernes saisis cinq fois.
Après la condamnation de Larbi Ben M'Hidi et après le déroulement du Congrès de La Soummam, le FLN intègre les dirigeants du Mouvement national algérien (MNA). Plusieurs partis Algériens adhèrent à la cause du FLN. Le Front de libération nationale et l'armée française tiennent le même langage : « Ceux qui ne sont pas avec nous, sont contre nous ».
La guerre éclate entre les chefs kabyles (Krim Belkacem, Ouamrane, etc) et les chefs chaouis et aussi entre les chefs chaouis des Aurès et les chefs chaouis de Nemencha. Abdelhai et Abbès Leghrour seront condamnés à mort par le Comité de coordination et d'exécution (CCE). Il y aura aussi un conflit entre les hommes du Sud algérien et les dirigeants kabyles. La Tunisie va être le théâtre d'affrontements entre les différents chefs. Le président Bourguiba devait intervenir pour pacifier les choses. Les Aurès, le Constantinois, l'Ouest de l'Algérie, la Kabylie, seront les zones les plus stratégiques de la révolution. Le Maroc aussi va jouer un rôle important, notamment pour faire transiter les armes, organiser des réunions du FLN et héberger des troupes militaires algériennes. Le Maroc et la Tunisie, sous protectorat français jusqu'en 1956, hébergeront néanmoins les deux armées de l'ALN aux frontières ainsi que plusieurs chefs du FLN comme Ferhat Abbas.
L'armée française fait construire le barrage de la mort, 320 km de long, 7 000 volts, un poste de contrôle chaque 15 km, des milliers de mines terrestres, etc., pour empêcher le passage des armes dans les Aurès et dans tout l'est de l'Algérie. Mais les éléments de l'ALN (Armée de libération nationale) déjouent toute la stratégie militaire française. Les villes (population algérienne) passent sous le contrôle de l'Armée de libération algérienne. La bataille d'Alger fait la une de la presse internationale et intérieure. Le conflit est porté jusqu'à L'ONU. Il y a également plusieurs grèves et manifestations dans les villes. Les protestations ont été organisées par le FLN.
Le colonel Amirouche Aït Hamouda se rend dans les Aurès en voulant intervenir pour unifier des zones des Aurès et faire passer les armes en Kabylie. L'Aurès fut le lieu de passage des armes vers l'intérieur du pays. Le colonel Amirouche Aït Hamouda réussit à faire passer les armes qui provenaient d'Égypte en passant par la frontière de Tunisie et de l'Algérie. Il franchit les Aurès pour rejoindre la Kabylie. Une vingtaine de chaouis sont du voyage, mais, à la fin, ils abandonnent les troupes du colonel Amirouche pour revenir aux Aurès. Krim Belkacem voulait contrôler la région des Aurès pour établir l'union des forces. Les hommes de Ben Bella et de Abdelhafid Boussouf désiraient aussi avoir un pied dans les Aurès. Au même moment, la France connaît une crise interne qui aboutit à l'arrivée au pouvoir du général de Gaulle. Les ultras européens veulent garder l'Algérie française. L'Armée française décide de créer les zones interdites sous contrôle des SAS (sections administratives spécialisées) et entame une lutte contre les Djounoudes (maquisards) et la population locale, dans les villes, dans les villages, dans les douars et sur tous les territoires sensibles au FLN. Les bombardements massifs, les tueries, les massacres, la torture, les viols, etc., tous les types d'actes criminels ont été employés dans cette guerre. Plusieurs attentats ont été organisés par l'ALN dans les villes et les villages, dans les zones interdites et dans les zones montagneuses des Aurès. Le CCE (Comité de coordination et d'exécution) s'est agrandi et a décidé de garder le cap sur les objectifs militaires ainsi que la primauté de l'intérieur par rapport à l'extérieur. Une grave crise apparaît entre les membres du Comité de coordination et d'exécution.
Selon Yves Courrière, Ramdane Abane s'oppose sévèrement aux militaires. Il choisit de prendre le maquis et désigne Hadj Ali, un homme de l'Aurès, pour renverser le CCE à Tunis mais il est condamné à la prison au Maroc par le CCE. Plus tard, il est tué au Maroc, mais les sources du FLN diront qu'il a été tué lors d'un accrochage avec l'Armée française. Le général Charles de Gaulle chef de l'État français engage une lutte contre les éléments de l'armée de libération nationale algérienne et il apporte les réformes tant attendues pour donner tous les droits aux Algériens. L'Armée française élimine presque tous les réseaux de l'Armée de libération nationale en Kabylie et dans quelques régions sensibles dans l'Opération jumelles. Les colonels Amirouche Aït Hamouda et Si el haouès sont tués lors d'un accrochage avec les éléments de l'Armée française. Le FLN appelle les éléments de son armée à tenir jusqu'au bout.
La délégation des principaux dirigeants du FLN (Mohamed Khider, Mostefa Lacheraf, Hocine Aït Ahmed, Mohamed Boudiaf et Ahmed Ben Bella) est arrêtée, à la suite du détournement, le 22 octobre 1956 par l'armée française, de leur avion civil marocain, entre Rabat et Tunis, en direction du Caire (Égypte).
En 1959, Messali Hadj sort de prison, et est assigné à résidence surveillée en France. Les Algériens en France organisent des attentats et des manifestations en métropole en faveur du FLN.
Le début de l'année 1960 est marqué par la semaine des barricades à Alger. La même année, l'ONU annonce le droit à l'autodétermination du peuple algérien. Le côté français organise des pourparlers avec le Gouvernement provisoire de la République algérienne. Plusieurs réunions à l'extérieur du pays vont aboutir aux accords d'Évian.
Le général de Gaulle annonce la tenue d'un référendum sur l'autodétermination de l'Algérie. Des militaires français se rebellent contre l'autorité du Général, notamment lors du putsch des généraux. En parallèle, le Gouvernement provisoire de la République algérienne est proclamé. Ferhat Abbas décline l'invitation française.
Dans un contexte de violence croissante qui voit augmenter les attentats du FLN contre les forces de l'ordre et se former des groupes « anti-terroristes » prêts à se faire justice eux-mêmes[réf. nécessaire], le ministre de l'Intérieur et le préfet de police décident d'instituer un couvre-feu envers les seuls Algériens. Le 17 octobre 1961, une manifestation organisée à Paris par le FLN visant à boycotter le couvre-feu nouvellement appliqué, est réprimée par la police. La répression fait plusieurs centaines de blessés et un nombre de morts qui reste discuté, de plusieurs dizaines selon les estimations les moins élevées, à plus de 120 selon les historiens britanniques Jim House et Neil MacMaster.
L'Organisation armée secrète (OAS) organise des attentats contre les Algériens malgré l'accord de cessez-le-feu et les résultats du référendum pour l'indépendance pour sanctionner les gens qui étaient pour. L'indépendance de l'Algérie est proclamée après les résultats. La plus grande bibliothèque d'Alger a été complétement détruite par l'OAS.

## Vecteurs de révolte et violences faites aux Algériens

### Une pauvreté et une marginalisation endémique des indigènes par la gestion coloniale
Un vaste mouvement de révoltes naît au fil des ans du fait de nombreuses discriminations et injustices coloniales.
L'Algérien, sujet sans droit politique de la France, devient seulement officiellement citoyen français par la loi du 20 septembre 1947, mais officieusement des inégalités économiques, politiques et ethniques extrême subsistent liées notamment aux droits électoraux ; la citoyenneté française pleine ou entière est accordée aux Algériens en 1958, « bien trop tard pour arrêter le conflit » selon l'historienne Valérie Morin.
Les infrastructures construites en Algérie pendant la période coloniale étaient financées par l'impôt indigène et servaient exclusivement aux colons et non pas aux indigènes Algériens dans un régime d'apartheid non officiel, la majorité des Algériens vivaient encore dans les campagnes désindustrialisées et « clochardisées » (comme le qualifiait Germain Tillion) par la grande misère dans laquelle étaient maintenus les indigènes, misère qui avait été créé artificiellement par le colonialisme français.

#### Maintien hors de la scolarisation
Avec l'aide américaine du plan Marshall, 403 503 élèves sont scolarisés dans l'enseignement primaire en 1951 - 1952 à travers tout le territoire de l'Algérie : en 1962 à la veille de l'Indépendance moins de 15% des garçons et près de 2% des filles étaient scolarisés, cette scolarisation avait pour but de convaincre les Algériens que la France coloniale se préoccupait de leur sort, elle était structurée de manière à servir les intérêts de la colonisation.
La scolarisation tardive était un moyen pour la gestion coloniale d'occulter les conditions de vies majoritaires des indigènes durant la période coloniale : en 1930 57 000 garçons et 7 000 filles de 6 à 13 ans le sont, soit respectivement 11 % et 1 %. L'instruction était perçue par les colons et le gouvernement français comme un vecteur d' « humanisation » des indigènes et un moyen pour eux de prendre conscience du caractère arbitraire de leur condition et donc un outil de révolte. Cependant le programme pour agrandir les villes et diminuer la proportion de gens des campagnes n'a été réalisé que partiellement par le gouvernement français et ce durant les trois dernières années de la colonisation, alors que la guerre d'Algérie avait atteint le point de non-retour.

## Crimes de guerres et actions violentes
Nombre d'exactions, de crimes, de violences sexuelles et d'exaction commises par l'armée coloniale française durant la guerre d'Indépendance algérienne tombent selon la convention de Genève sous la dénomination de crimes de guerre.

### Déplacements de populations et camps de détention/concentration
Des éléments de l'armée française restent en Algérie pour aider à l'évacuation de Harkis et de plusieurs centaines de milliers de pieds-noirs. Un million de réfugiés Algériens reviennent en Algérie. Les Algériens viennent des quartiers périphériques ou des régions rurales dans les centres-villes en remplaçant les européens partis.
Dans leur lutte contre la guérilla, les autorités militaires décident de prendre le contrôle de la population pour priver le FLN des moyens logistiques (abri, nourriture) qu'il obtient de force dans les campagnes. Pour cela, des zones interdites sont créées, où tout être vivant, homme ou animal, est abattu sans sommation (qu'importait son genre, son âge, son statut socio-économique, sa participation réelle ou non au conflit ou sa culpabilité). La population qui y vit est chassée de ses habitations et regroupée dans des villages de tentes ou construits à cet effet, sous la surveillance de l'armée. Les villages vidés de leurs habitants sont souvent détruits pour ne pas pouvoir être utilisés par le FLN. Le déplacement de la population est en général forcé, une fois déplacées ces populations étaient concentrées dans des camps dits de regroupements. Dans ces camps, les conditions de vies sont extrêmement précaires et difficiles du fait de l'absence de logements et d'infrastructures. Cela y a causé une surmortalité de la population : selon Fabien Sacriste au moins 200 000 personnes (surtout des enfants) y moururent.
« Pourtant pour ceux qui vivent [dans ces camps] — plus d'un million de personnes pour la seule année 1959, et qui, avec le déplacement ont perdu leurs terres, leurs troupeaux, leurs poulets, bref, tous leurs moyens de survie, mais qui sont aussi dépossédés de toute culture, de toute initiative personnelle et de toute possibilité de compréhension d'un monde —, les camps deviennent d'immenses mouroirs : "il meurt à peu près un enfant tous les deux jours dans chaque camp" affirme Michel Rocard (près de 500 enfants par jour dans les seuls camps visités par Michel Rocard). Jean Amrouche avance des chiffres plus importants de l'ordre de 1500 à 2000) pour l'ensemble des camps se trouvant sur tout le territoire. »
Environ 3 525 000 personnes sont déplacées durant le conflit, soit 41% de la population colonisée. 1 175 000 se sont recasés en construisant des habitations de fortune par leurs propres moyens ou en rejoignant des villages ou des villes et 2 350 000 ont été regroupés dans des camps créés par les autorités françaises, soit un tiers de la population rurale musulmane d'Algérie.
Déracinés de leurs villages, sans bétails, terres agricoles, encrage familiale ou culturel, de nombreux indigènes sombreront dans une pauvreté encore plus forte,.
Seule une minorité de moins de 20% reviendra dans son village d'origine, d'autres resteront dans les camps, parfois pendant une longue période ou migreront dans les villes.
En 1959 (jusqu'alors, les métropolitains ignoraient l'existence de ces camps) un documentaire du Figaro est réalisé dans ces camps par le journaliste Pierre Macaigne, ces camps sont très rapidement comparés par les métropolitains à des camps de concentration nazis.
« Loin d'être des cas isolés [ces camps] furent le résultat d'une politique programmée, si bien que le terme de génocide fut utilisé sans hésitation par Michel Rocard et Jean Amrouche »

### Utilisation de gaz toxiques
Le recours à une large échelle entre 1956 et 1961 à un gaz toxique, le CN2D, contenant de la diphénylaminechlorarsine (DM), est révélé en avril 2022 grâce à une enquête de la journaliste Claire Billet parue dans la revue XXI, fondée sur des témoignages d’anciens militaires français et ultèrieurement par le documentaire Algérie, sections armes spéciales. À cette date, l'accès aux archives de l'armée française n'est toujours pas autorisé. L'utilisation de ce gaz est interdite par le protocole de Genève signé par la France en 1925. Le texte proscrit « l’emploi à la guerre de gaz asphyxiants, toxiques ou similaires et de moyens bactériologiques ». La France s'est dispensée de suivre le protocole, considérant que la guerre d'Algérie n'était pas une guerre, mais une opération de maintien de l'ordre. L'utilisation de ce gaz toxique peut être qualifié de crime de guerre selon le protocole de Genève mais également la convention de Genève relative aux droits humains.
Le CN2D n'est pas mortel en règle générale mais peut le devenir dans un lieu fermé. Or il a servi dans le cadre de la « guerre des grottes » contre des nationalistes Algériens qui s'étaient réfugiés dans ces lieux souterrains. Cette utilisation des gaz rappelle les enfumades de 1844-1845 qui ont fait des milliers de victimes lors de la conquête de l'Algérie.
Le général de Gaulle étend à travers l'Algérie les « sections des grottes » dans les troupes françaises, dès 1959 ; ces sections reçoivent une formation de la part des unités de la batterie des armes spéciales (BAS), dont la première est créée en 1956.

### Violences sexistes et sexuelles sur les femmes algériennes

#### Viol comme moyen de torture et arme de guerre «genrée»

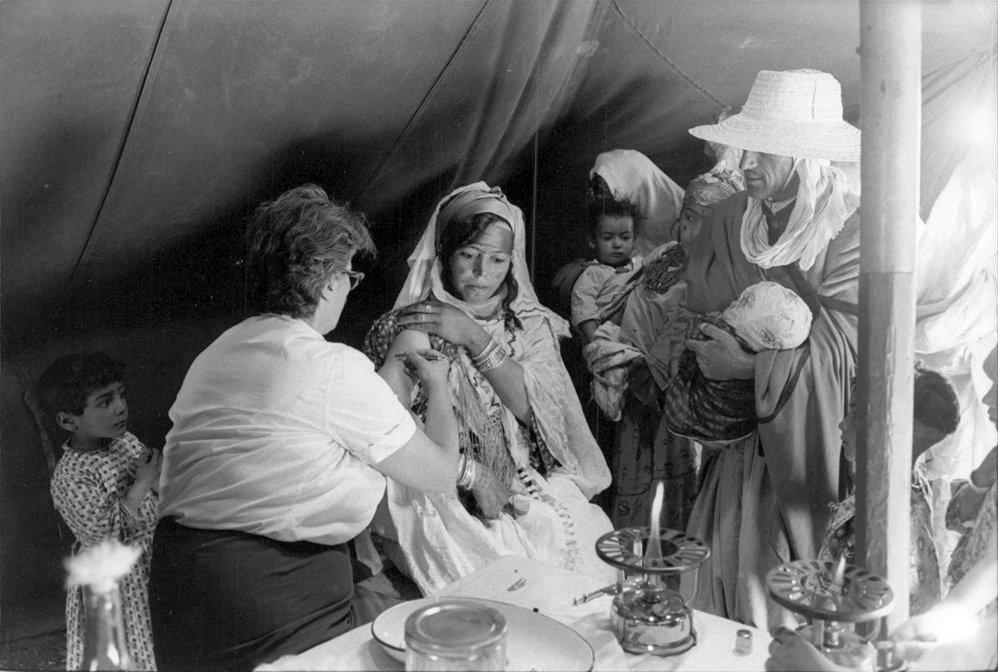
Une femme se fait soigner par une infirmière pendant la guerre d'Algérie.

Les violences faites aux femmes, les agressions sexuelles, les mutilations génitales, les viols sont monnaies courante au sein de l'armée coloniale française, de nombreux combattants du côté algérien en ont été victimes, tels que Djamila Boupacha et Louisette Ighilahriz.
Raphaëlle Branche, professeure d'histoire contemporaine à l'université Paris-Nanterre et spécialiste des violences en situation coloniale, analyse ce phénomène et l'illustre au moyen de plusieurs études et exemples : « Ugo Iannucci décrit à plusieurs reprises la tentation puis la réalisation de réduire les « femmes de fellouzes » arrêtées en esclaves sexuelles. Tentant de discuter avec les autres soldats, il note dans son journal, dépité, ces bribes de conversation : « “On est bien d’accord avec toi, Ugo. C’est dégueulasse ce qu’on a fait. Mais c’est la guerre, et les femmes de fel, qui ont coupé les couilles à nos copains”. Toujours la même “logique”, commente-t-il. En réalité, racisme et couilles trop pleines »
Selon un ancien appelé interrogé par Le Monde, « les détenues subissaient ce sort « en moyenne neuf fois sur dix ». Un homme né en 1960 du viol d’une Algérienne par des soldats français demande aujourd’hui réparation ». « Dans mon commando, les viols étaient tout à fait courants. Avant les descentes dans les mechtas (maisons en torchis), l’officier nous disait : « Violez, mais faites cela discrètement » », raconte Benoît Rey, appelé comme infirmier dans le Nord constantinois à partir de septembre1959, et qui a relaté son expérience dans un livre, Les Egorgeurs. « Cela faisait partie de nos « avantages » et était considéré en quelque sorte comme un dû. On ne se posait aucune question morale sur ce sujet. La mentalité qui régnait, c’est que, d’abord, il s’agissait de femmes et, ensuite, de femmes arabes, alors vous imaginez »
« Pour Henri Pouillot, il y avait deux catégories de viols : « Ceux qui étaient destinés à faire parler, et les viols « de confort », de défoulement, les plus nombreux, qui avaient lieu en général dans les chambrées, pour des raisons de commodité ». Il se souvient que la quinzaine d’hommes affectés à la villa Sesini avait « une liberté totale » dans ce domaine. « Il n’y avait aucun interdit. Les viols étaient une torture comme une autre, c’était juste un complément qu’offraient les femmes, à la différence des hommes. » »
« Les prisonniers qu’on torturait dans ma compagnie, c’étaient presque toujours des femmes, raconte de son côté l’ancien sergent Jean Vuillez, appelé en octobre 1960 dans le secteur de Constantine. Les hommes, eux, étaient partis au maquis, ou bien avaient été envoyés dans un camp de regroupement entouré de barbelés électrifiés à El Milia. Vous n’imaginez pas les traitements qui étaient réservés aux femmes. Trois adjudants les « interrogeaient » régulièrement dans leurs chambres. En mars 1961, j’en ai vu quatre agoniser dans une cave pendant huit jours, torturées quotidiennement à l’eau salée et à coups de pioche dans les seins. Les cadavres nus de trois d’entre elles ont ensuite été balancés sur un talus, au bord de la route de Collo. »
« L’évidence était apparemment répandue : les Algériennes étaient des femmes qui pouvaient être violées. C’est ce que notait par exemple un pasteur en 1956 à propos de secteurs où « le viol devient une manière de pacification » » « C’est la femme elle-même qui est visée. Le désir y est moins sexuel que volonté de possession et d’humiliation. À travers la femme, bousculée, violentée, violée, les militaires atteignent sa famille, son village, et tous les cercles auxquels elle appartient jusqu’au dernier, »
Néanmoins, toujours selon Raphaëlle Branche, pour autant que les archives permettent de le savoir, « aucun texte n’autorise à conclure à une volonté politique ou stratégique prônant les viols pour asseoir la puissance française en Algérie ; aucun document même ne tente d’en recommander l’usage ou de laisser les soldats s’y livrer. » Le viol est totalement interdit dans l’armée française étant un crime au regard du code pénal. Si rares sont les viols qui arrivent à la connaissance des autorités supérieures, ces « viols signalés à l’autorité militaire semblent avoir été sanctionnés disciplinairement et leurs auteurs peuvent même avoir été déférés devant la justice militaire. En tout cas, les quelques enquêtes connues sur des viols aboutissent toujours à des sanctions et à des inculpations ».
Elle ajoute en revanche que malgré les interdictions, les viols survenaient tout de même très régulièrement : « Les viols ont été nombreux en Algérie même s’ils sont demeurés officiellement interdits et ont pu être sanctionnés. Dans certains endroits, néanmoins, ils semblent avoir été particulièrement massifs. Il faudrait toutefois encore travailler sur ce point. Les témoignages sont rares et les sources peu abondantes. Mouloud Feraoun, commentateur des progrès de la guerre dans sa Kabylie natale, constitue sur ce point une source exceptionnelle. Dans son journal, il décrit le viol comme une pratique courante en Kabylie et évoque bien le lien entre fouille et viol : « Lorsque les militaires les délogent de chez eux, les parquent hors du village pour fouiller les maisons, [les hommes du village] savent que les sexes des filles et des femmes seront fouillés aussi ».
Comme le souligne Catherine Brun (universitaire à la Sorbonne), « Le viol de guerre est une violence politique – c’est-à-dire en dernière instance, à cette époque, une affaire d’hommes. À l’inverse, en choisissant de l’ignorer, de l’effacer, les Algériens déniaient à l’armée française son pouvoir destructeur, alors que la sape était à l’œuvre quotidiennement ». « En Algérie, la guerre a réactivé des germes existants, ceux d'un discours raciste sur les indigènes, ces sauvages, qui fantasme une hystérie des femmes et une hyper-virilité des hommes. Ces viols étaient aussi intégrés dans une stratégie militaire de terreur. Et de ces exactions là, les Algériennes, telles Louisette Ighilahriz, qui finit par briser le silence dans la douleur, n'ont pu parler pendant des décennies ».

#### Fouilles, dévoilement et tentatives de sexualisation des Algériennes
Les autorités coloniales, soucieuses d'abord de ne pas laisser échapper des hommes cachés sous-vêtements féminins, ont mené des fouilles à corps dans le but particulier de contrôler le sexe des femmes. Ces fouilles pouvaient aller d'une palpation sur les vêtements jusqu'à l'obligation faite aux Algériennes de soulever leur robe. C'était le cas notamment pour les femmes de maquisards soupçonnées de continuer à voir leurs maris : un pubis rasé étant tenu pour preuve de relations sexuelles récentes, vérifier la longueur des poils pubiens devenait un aspect de la recherche du renseignement.

### Usage de Napalm
« Pendant cette guerre, la France a utilisé du napalm, miné massivement le territoire, dressé des barrages à 20 000 volts aux frontières et parqué des populations entières dans des camps de regroupements. « Un quart des huit millions d'Algériens ont dû partir de chez eux, c'est colossal », explique Sylvie Thénault.
Jusqu'au bout, la logique de cette guerre aura été celle de la terreur. »

## Chronologie

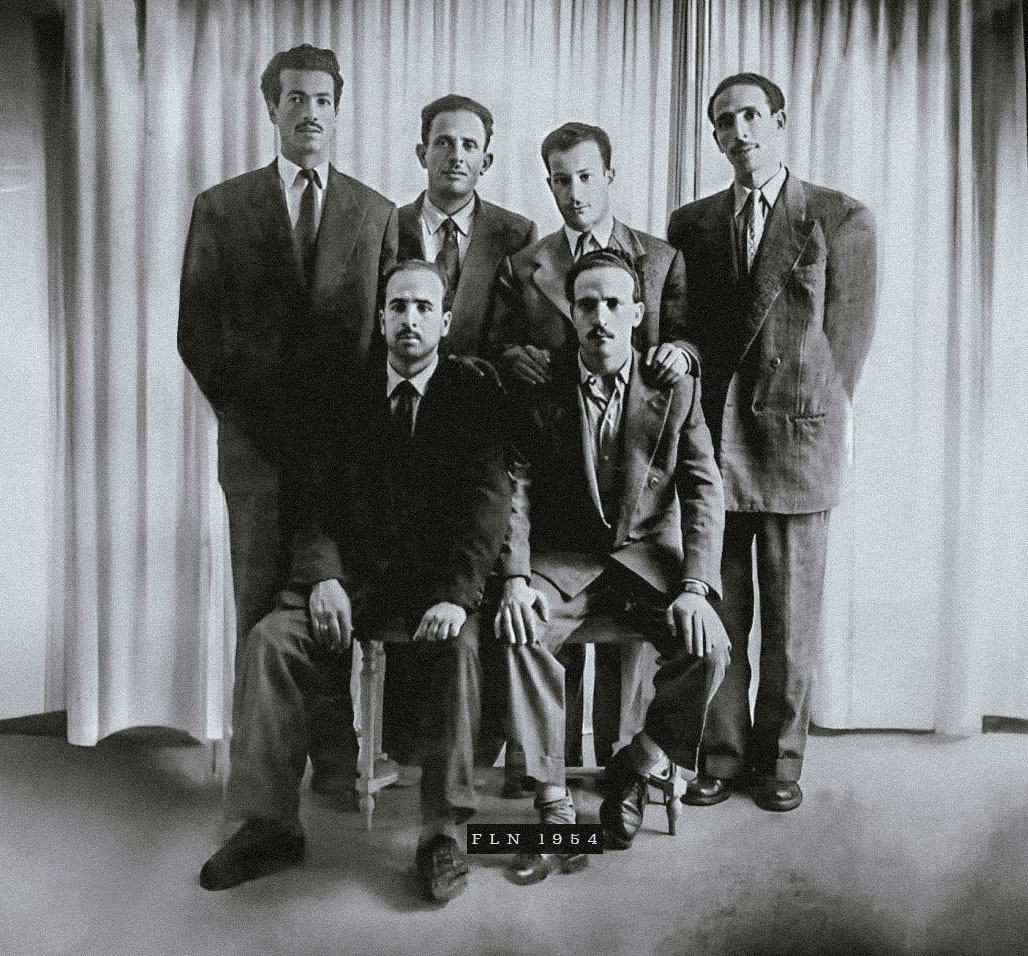
« Groupe des six », chefs du FLN. Photo prise à Alger, boulevard de la Marne, juste avant le déclenchement des hostilités le 1 novembre 1954. Debout, de gauche à droite : Rabah Bitat, Mostefa Ben Boulaïd, Mourad Didouche et Mohamed Boudiaf.Assis : Krim Belkacem à gauche, et Larbi Ben M'Hidi à droite.

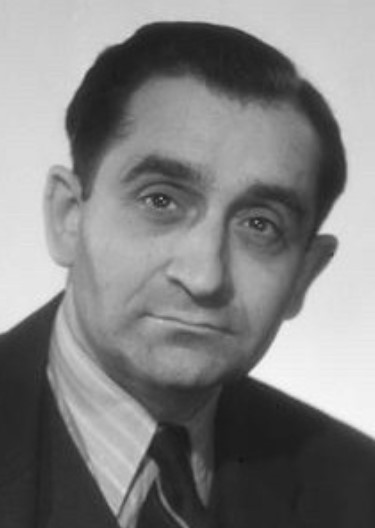
Pierre Mendès France, président du Conseil depuis le 18 juin 1954.

### LaIVeRépublique et la conduite des affaires algériennes (1954-1958)

#### Déclenchement de l'insurrection le1ernovembre 1954et État d'urgence
Le 25 juillet 1954, dans une modeste villa du Clos Salambier, un quartier musulman d'Alger, vingt-deux Algériens (les « Cinq » du début, Mostefa Ben Boulaïd, Mohamed Boudiaf, Larbi Ben M'Hidi, Mourad Didouche et Rabah Bitat, ont beaucoup recruté) se prononcent « pour la révolution illimitée jusqu'à l'indépendance totale ». C'est de ce jour-là que date véritablement la guerre d'Algérie. Les chefs de région sont désignés : Aurès-Némentchas : Ben Boulaïd, département Nord-Constantinois : Rabah Bitat, Kabylie : Krim Belkacem, Algérois-Orléansvillois : Mourad Didouche, Oranie : Larbi Ben M'Hidi. Fin octobre, ces cinq responsables décident de créer l’« ALN » (Armée de libération nationale).
Le 15 octobre 1954, le C.R.U.A. se transforme et devient le F.L.N. : « Front de libération nationale ». Les revendications de l'organisation comportent : reconnaissance de la nationalité algérienne, ouverture de négociations, libération des détenus politiques. Les Français demeurant en Algérie pourront choisir leur nationalité, Français et Algériens obtenant des droits égaux. Sont définis les cibles qui devaient être attaquées dans la nuit du 31 octobre au 1er novembre. Ils avaient prévu, en accord avec la Délégation extérieure, d’en faire l’annonce à la radio du Caire le jour du déclenchement de la Révolution.

#### Jour «J»,1ernovembre: la «Toussaint rouge»

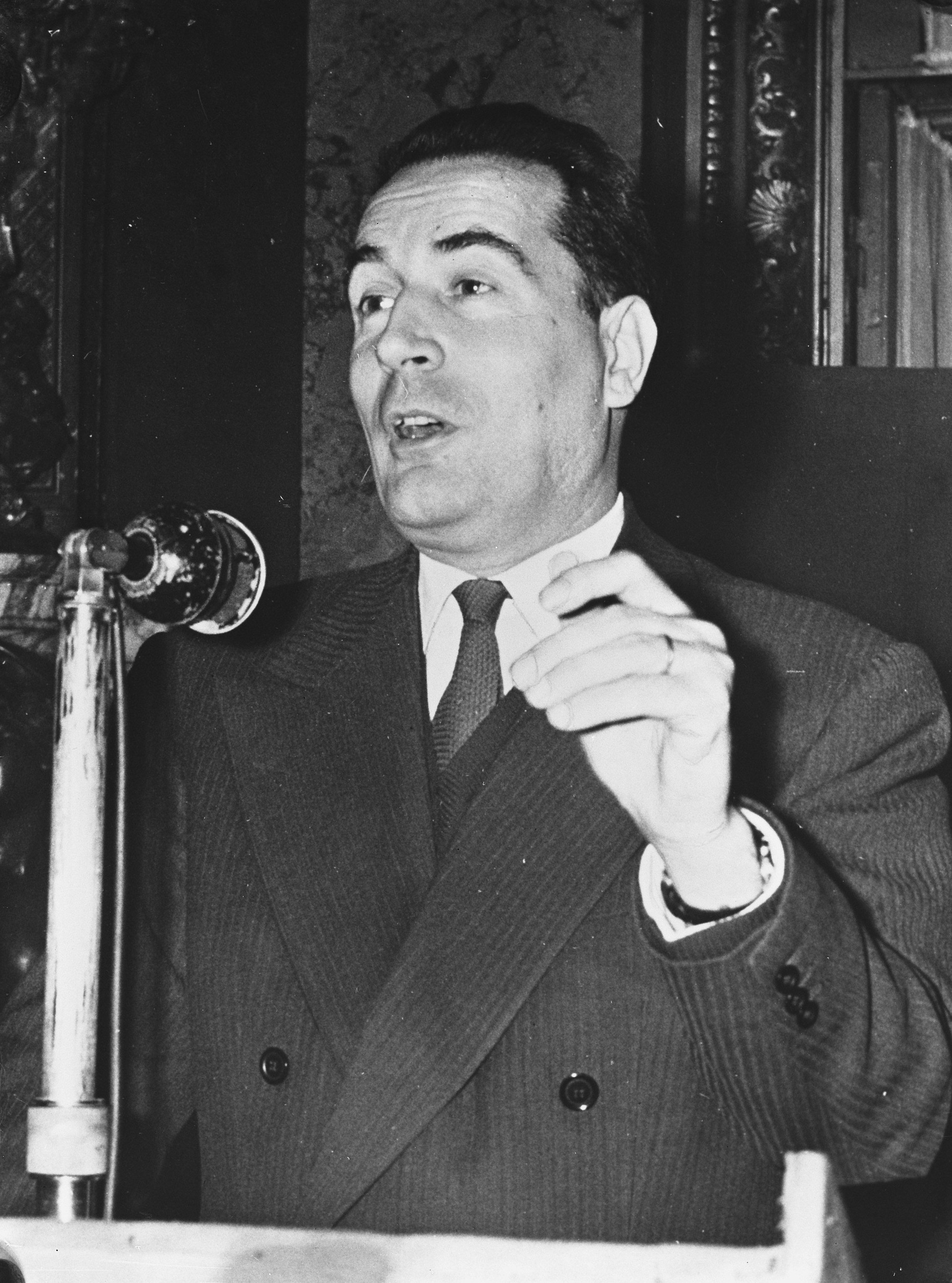
François Mitterrand, ministre de l'Intérieur depuis quatre mois quand l'insurrection éclate le 1er novembre 1954 et déclare le 7 novembre : « l'Algérie, c'est la France ! »

Plus de trente attentats ont lieu, dans la nuit du 31 octobre au 1er novembre 1954, en différents points du territoire algérien. Bilan : huit tués, dont pour moitié des civils, et des dégâts matériels. L'opinion s'émeut surtout de l'attaque du car Biskra-Arris, dans les Aurès, principal foyer de l'insurrection : deux passagers, le caïd Hadj Sadok, ancien lieutenant de l'armée française, et l'instituteur Guy Monnerot sont abattus. Une proclamation diffusée dans la presse revendique ces actions au nom d'un mystérieux groupe : le FLN, Front de libération nationale. Son but : l'indépendance d'un « État algérien souverain démocratique et social dans le cadre des principes islamiques ». Et ce, « par tous les moyens ». Personne, en France ou en Algérie, ne pense qu'une guerre vient de commencer.
Président du Conseil depuis le 18 juin 1954, Pierre Mendès France est surpris par la révolte algérienne. Il affirme aussitôt avec force que « l'on ne transige pas quand il s'agit de défendre la paix intérieure de la nation, l'unité et l'intégrité de la République » Son ministre de l'Intérieur, François Mitterrand, en visite en Algérie le 12 novembre 1954 réagit brutalement : « l’Algérie, c’est la France ! la négociation avec les rebelles c'est la guerre. » Des renforts sont acheminés, des milliers de nationalistes arrêtés. Mais 99 % d'entre eux n'ont aucun rapport avec le FLN. Car Mitterrand, à l'image de presque tous les responsables, se trompe : il croit que les attentats sont liés au MTLD (Mouvement pour le triomphe des libertés démocratiques), le parti du vieux nationaliste Messali Hadj, et que leur tête pensante est au Caire, autour de Ben Bella[réf. nécessaire].
Pierre Mendès France propose aussi un plan de réformes en faveur des musulmans, ce qui occasionne sa chute, le 6 février 1955. Son tombeur est René Mayer, député de Constantine, représentant de la ligne dure des pieds noirs : foin des réformes, d'abord la répression. Alors que la chambre vote la défiance, Mendès France écarté du pouvoir prononce ces mots : « en Afrique du Nord… soit il y aura une politique de réconciliation… soit une politique de force et de répression - avec toutes ses horribles conséquences ».

#### Premiers mois du conflit
Dans les premiers temps, les hommes du FLN visent principalement les musulmans proches des Européens. De novembre 1954 à avril 1955, 414 attentats font 104 tués et 86 blessés musulmans. Le but de ces opérations est de terroriser la population indigène francophile et de séparer les deux populations. Les Européens ne sont pas visés en tant que tels, mais en tant que représentants de l'ordre colonial comme les policiers, les élus et les fonctionnaires. Néanmoins, rapidement, des civils sont également victimes des embuscades.
Après quelques mois, les rebelles sont en difficulté cernés par des forces de police beaucoup plus nombreuses. En dehors du Nord-Constantinois, le calme règne.

### Massacres du Constantinois (20-26 août 1955)
Du 20 au 26 août 1955, la guerre change radicalement de visage avec les évènements sanglants qui secouent le Nord du département de Constantine et plus particulièrement la ville de Philippeville où surviennent de terribles massacres de civils.
Les massacres ont éclaté à l'initiative de Youcef Zighoud, responsable du Nord-Constantinois du FLN dans le but de relancer un mouvement qui s'essouffle et de contrecarrer les avances faites par Jacques Soustelle, délégué général du gouvernement français en Algérie, en creusant un infranchissable fossé de sang entre les Algériens et les Français par des massacres aveugles.
Dans la zone Collo-Philippeville-Constantine-Guelma, moins de 300 combattants de l’ALN s’attaquent sans grand succès à des gendarmeries et des postes de police. Ils encadrent plusieurs milliers de paysans mal armés mobilisés de gré ou de force qui se lancent à l’assaut d’une trentaine de villes et villages et assassinent à coup de haches et de pioches Européens ou indigènes favorables à la France. 117 Européens sont tués ainsi qu'une centaine de musulmans francophiles et 47 membres des forces de police. La presse est indignée par les exactions d'El Halia où 39 Européens ont été égorgés dont dix enfants et trois bébés de moins de deux ans.
La réponse des autorités françaises est démesurée et touche des innocents. L'aviation bombarde les douars des environs, plus particulièrement le hameau du Béni Malek. Des civils armés font eux-mêmes acte de vengeance dans une répression aveugle. Le nombre de victimes atteint plusieurs milliers : entre trois et sept mille cinq cents morts,,.
L'indignation suscitée par ces massacres de civils a attiré l'attention de l'opinion internationale sur le combat algérien pour l'indépendance réalisant l'un des buts poursuivis par le FLN, qui voulait par ailleurs semer la peur dans les rangs de l'ennemi, des colons et de leurs auxiliaires musulmans et réduit à néant tout espoir de paix.
Pour beaucoup d'historiens, ce sont les massacres d'août 1955 et non pas de ceux de Sétif (mai 1945) qui marquent le vrai passage de l'insurrection vers la guerre à outrance comme unique moyen de parvenir à se faire écouter des autorités coloniales françaises.

### Soustelle à Alger (1955-janvier 1956)
Pierre Mendès France nomme Jacques Soustelle gouverneur de l'Algérie. Gaulliste réputé de gauche, cet universitaire connu définit sa politique par le terme d'intégration : égalité des droits entre musulmans et Européens. Cette volonté de réformes n'empêche pas l'intensification des activités militaires. Constatant la faiblesse et la mauvaise volonté de l'administration, Soustelle invente les Sections administratives spécialisées (SAS), dirigées par des jeunes officiers, et qui ont pour but d'améliorer le sort matériel des musulmans. C'est le premier pas dans l'implication socio-politique.
Il lui faudra mettre en œuvre le plus rapidement possible des réformes, en particulier rendre effectif le statut de 1947, resté lettre morte. Il devra donc appliquer une politique d'intégration de la population musulmane, qui doit bénéficier des mêmes droits que la communauté européenne d'Algérie ou de la métropole. Cette politique va susciter l'opposition de nombreux pieds-noirs, d'autant que Soustelle se propose de réorganiser l'administration algéroise, d'où une autre levée de boucliers contre lui. Le nouveau gouverneur doit enfin surmonter un autre handicap : il a été nommé par Pierre Mendès-France, homme fort peu apprécié de la communauté européenne d'Algérie qui le soupçonne de pratiquer une politique d'abandon de l'Algérie, comme il lui est reproché de l'avoir fait pour l'Indochine, la Tunisie et le Maroc. Soustelle parviendra cependant à gagner en popularité et lors de son départ en février 1956, une immense foule de Pieds-Noirs l'accompagnera jusqu'à l'avion devant le ramener en France.

### Journée des tomates (février 1956)

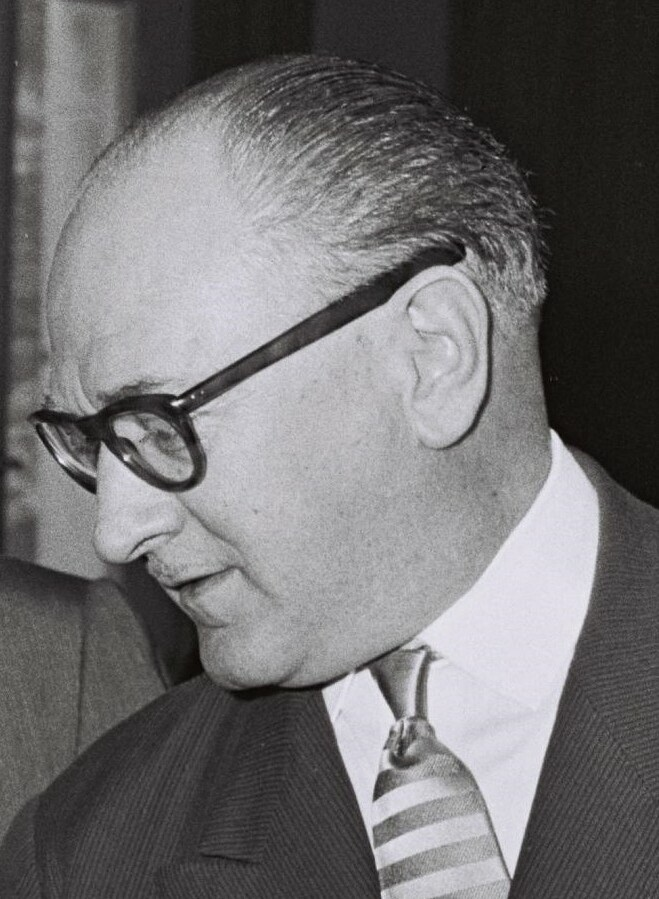
Guy Mollet (1905-1975), président du Conseil (1956-1957).

Le 29 janvier 1956, à la suite des élections législatives, l'Assemblée nationale investit le gouvernement Mollet qui entre en fonction le 1er février 1956. Le 30 janvier 1956, le général Georges Catroux est nommé ministre résident général en Algérie en remplacement de Jacques Soustelle, le départ de ce dernier provoque une forte mobilisation de soutien à Alger : la foule le suit jusqu'au quai d'embarquement et déborde le service d'ordre ; Soustelle est obligé d'emprunter une échelle volante pour se rendre à bord du bateau le ramenant en métropole. Les jours suivants, les ultras,  menés par Jean-Baptiste Biaggi, préparent la venue imminente du président du Conseil.
Le 6 février 1956, le voyage à Alger de Guy Mollet (Front républicain), selon ses termes « pour étudier sur place la situation », provoque un incident passé à la postérité sous le nom de « journée des tomates ». Lorsque le cortège officiel se rend au monument aux morts d'Alger, il est conspué et accueilli par une foule hostile menée par le Comité d'Entente des Anciens Combattants qui lui lance, entre autres, tomates et quolibets en signe de mécontentement face à la nomination du général Catroux. La voix des maires d'Alger est relayée dans la presse locale, c'est la célèbre formule de L'Écho d'Alger : « le maintien du général Catroux signifierait l'effondrement de l'Algérie », ce à quoi le journal socialiste Le Populaire répond que « les pressions des ultras, les démonstrations de force et de violence seront sans efficacité ». À la suite de la journée des tomates, Georges Catroux présente sa démission à René Coty pour éviter d'« entrer en conflit de conception et d'action sur un problème national capital avec ses anciens compagnons d'arme »; le général Catroux est remplacé par Robert Lacoste.

### Le Maroc et la Tunisie indépendants (mars 1956)
À la suite des accords de La Celle-Saint-Cloud, le gouvernement français reconnaît l'indépendance du Maroc le 12 mars 1956, puis, le 20 mars de la même année, celle de la Tunisie (avec ses « dépassements »),. Inévitables, ces deux événements n'en fournissent pas moins au FLN deux bases arrière « sanctuarisées ».

### Opération Oiseau bleu (1956)
Deux années après l'insurrection de la Toussaint 1954, le commandement français s'inquiète de l'activité du FLN dans la région de la Kabylie et décide de monter des commandos qui débusqueraient les maquisards de Krim Belkacem. Dans le courant de 1955, Henry Paul Eydoux, conseiller technique au cabinet du gouverneur général Jacques Soustelle a l'idée de monter un « contre-maquis » en Kabylie maritime. L'opération K, dite habituellement par la suite Oiseau Bleu a pour but de recruter des hommes en Kabylie, de les équiper en armes (environ 300 seront livrées) et de monter une contre insurrection contre le FLN. Elle est confiée à la DST puis au Service de renseignement opérationnel (SRO). L'opération échoue complétement, l'argent et les armes sont détournés au profit du FLN.
L'opération Djenad, montée par la 27e DIA du 9 au 12 octobre 1956 dans la forêt d'Adrar, permet au 3e RPC du général Bigeard de mettre hors de combat 130 rebelles.
Après dix mois de calme, la Grande Kabylie s'embrase grâce en partie aux armes, aux équipements et à l'argent fournis par la France.

### Massacre de Beni Oudjehane (mai 1956)
Le massacre est commis le 11 mai 1956, par une unité de l'armée française, le 4e bataillon de chasseurs à pied (4e BCP), qui a massacré 79 villageois Algériens du hameau du Beni Oudjehane qui comptait 300 habitants, situé dans la presqu’île de Collo non loin d'El Milia dans la wilaya de Jijel, (ex Département de Constantine).
Ce drame resurgit en 2013 avec une enquête, menée conjointement en France et en Algérie par une historienne Claire Mauss-Copeaux et deux blogueurs, André, un ancien militaire français appartenant au 4e BCP et Nour, un enseignant algérien de la région d'El Milia, qui se sont donné pour but de reconstituer ce qui s’est passé ce jour du 11 mai 1956.

### Palestro (avril-mai 1956)

Embuscade de Palestro.

Près de Palestro, à 70 km à l'est d'Alger, le 18 mai 1956, 19 soldats du contingent sont tués dans une embuscade. La presse se fait l'écho de cet accrochage sanglant. Les cadavres mutilés frappent l'opinion. « Palestro restera comme la plus célèbre embuscade de la guerre, le symbole de ce qui peut arriver de pire : l'attaque surprise, l'impossibilité de se défendre, la mutilation des cadavres. La hiérarchie militaire saura d'ailleurs utiliser ce traumatisme pour vaincre les réticences ». Dans l'après-midi qui suit la découverte des cadavres français, « quarante-quatre Algériens sont liquidés sommairement » alors que « la majorité, de l'aveu même des autorités militaires, sont des fuyards qui cherchent à échapper à l'encerclement organisé par les troupes françaises au nord de l'embuscade ».
Au même moment, Guy Mollet envoie de nombreux appelés en Algérie. L'émotion est intense en métropole. Le conflit apparaît sous un jour nouveau. L'Algérie n'est plus, comme l'Indochine, un conflit lointain mené par des professionnels mais une affaire intérieure française à laquelle chacun participera, via un fils, un frère, un mari. Du coup, l'opinion métropolitaine devient potentiellement l'acteur principal du drame.

### Wilayas et Congrès de la Soummam (août 1956)

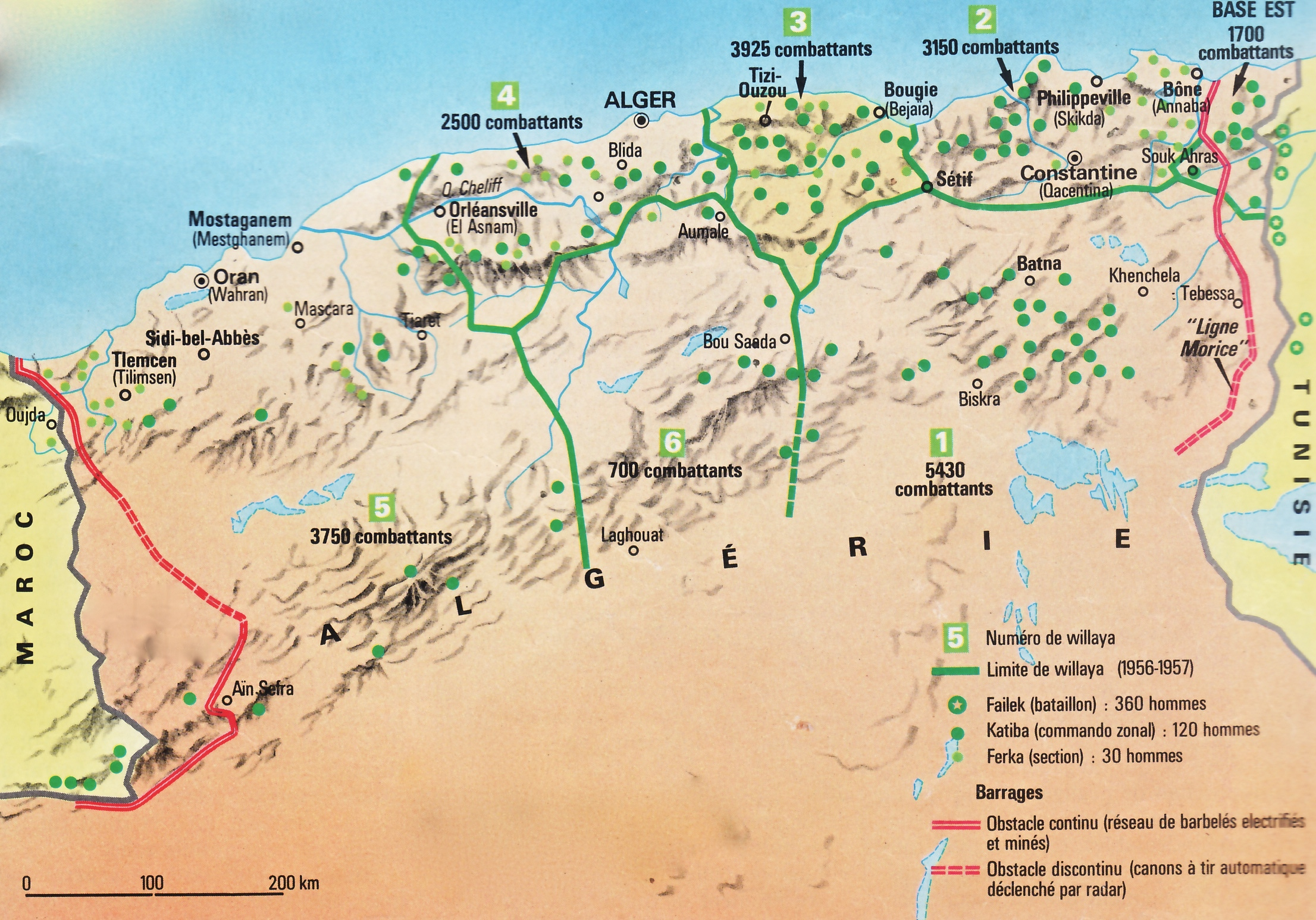
Découpage politico-militaire de l'ALN sur tout le territoire algérien, élaboré par les chefs du FLN lors du congrès de la Soummam en 1956. À la date du 1 octobre 1958, comprenant les six wilayas (ou provinces) du FLN-ALN. Les combattants Algériens étaient regroupés essentiellement dans les régions montagneuses du pays.

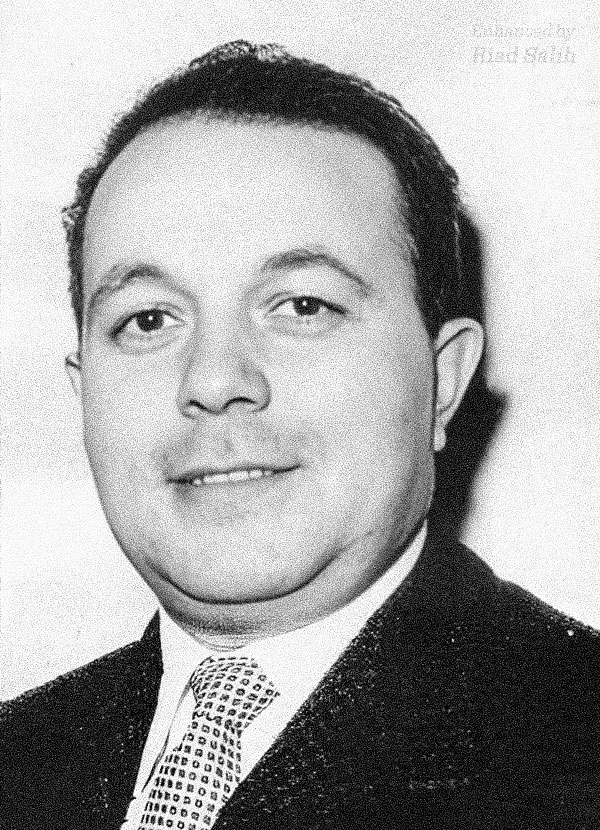
Abane Ramdane (1920-1957), militant nationaliste, surnommé « l'architecte de la révolution ». Assassiné par la « bande à Boussouf » en 1957, il laisse derrière lui une vision authentique nationale d'une Algérie jacobine ayant su regrouper et unir au sein du FLN l’ensemble des courants politiques pour lutter contre la domination française.

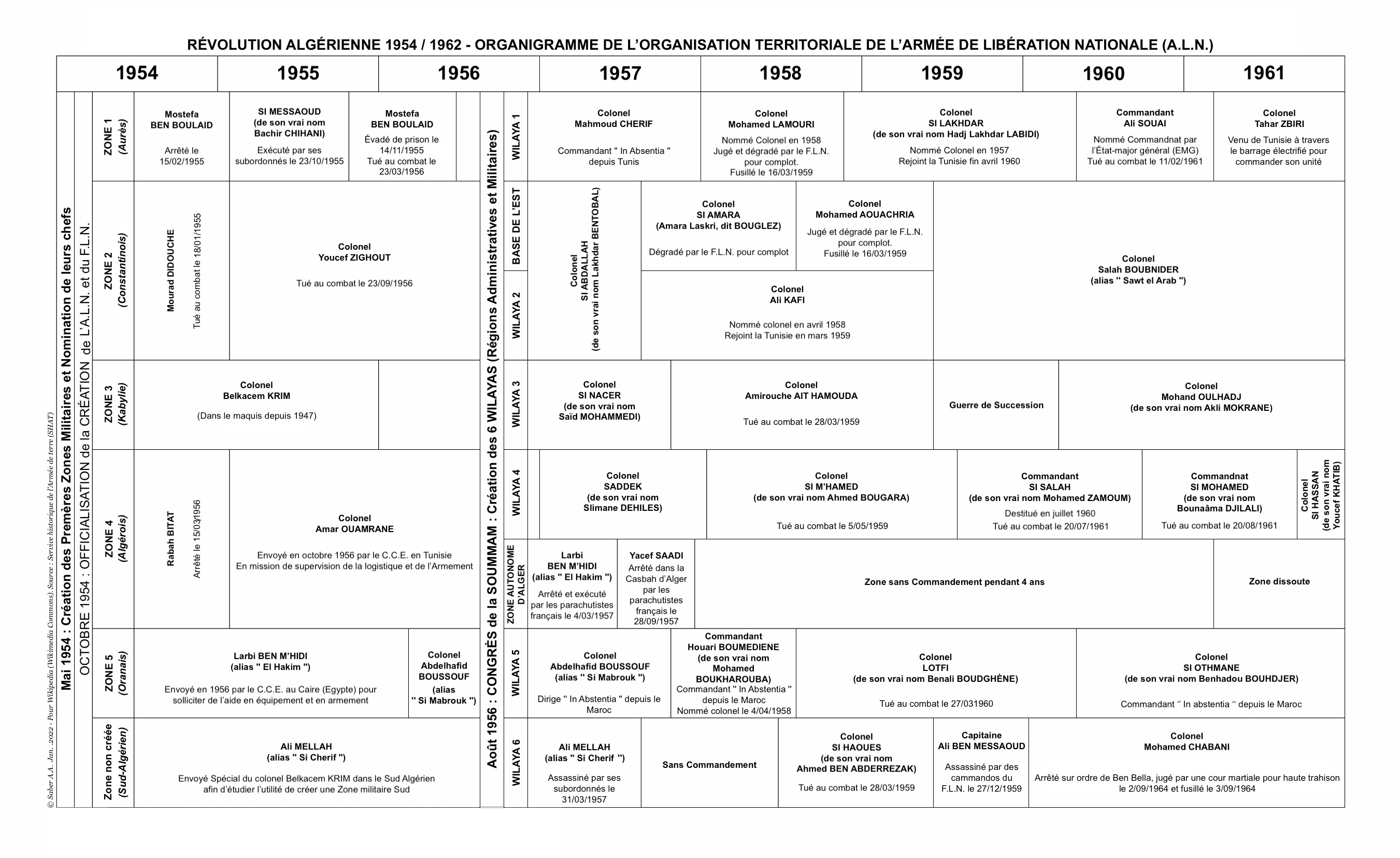
Organigramme de l'Armée de libération nationale.

Dès le mois de mai 1955, le dirigeant du FLN Ramdane Abane conduit des rencontres avec ceux qui désirent participer à la guerre pour l'indépendance. Un accord entre le Parti communiste algérien (PCA) et le FLN est négocié par Bachir Hadj Ali et Sadek Hadjerès. Il n'admet l'adhésion de communistes au FLN qu'à titre individuel et non en tant que groupe. La collaboration entre le PCA et le FLN est néanmoins loin d'être sans heurts. Différents combats ont opposé les rebelles communistes et ceux du FLN sur le terrain ». Le PCA sera progressivement marginalisé par le FLN durant la guerre.
Les leaders FLN d'Alger et surtout parmi eux, Abane Ramdane, ont pensé, très tôt, à réunir une vaste assemblée de cadres qui permettrait au FLN d'affirmer sa cohésion, de préciser sa doctrine et de définir concrètement ses structures organisationnelles. À la fin du mois de mars 1956, Saad Dahlab a rencontré en grand secret, dans le Constantinois, le chef de la zone 2, Zighout Youssef, et son adjoint Lakhdar Bentobal et il leur a soumis cette idée, qui a été favorablement accueillie. Larbi Ben M'hidi, en mission au Caire à la même époque, a fait part du projet à la « délégation extérieure du FLN », qui a accepté le principe d'un grand rassemblement clandestin de responsables FLN sur le sol algérien, et qui a même remis à l'envoyé spécial d'Alger en prévision de cette réunion, un texte politique dit « rapport Khider ». Ce n'est cependant qu'à la fin du printemps de 1956 que la préparation du congrès de la Soummam entre dans une phase active. Abane Ramdane et Krim Belkacem envoient des messages à tous les chefs de zone pour leur demander d'envoyer des délégués à une « rencontre préliminaire » dans une forêt de la région montagneuse des Bibans, aux confins de la Kabylie. La discussion sur le « projet de plate-forme politique » permet à Abane d'insister fortement sur les principes fondamentaux qui inspirent son programme.
- Le premier - primauté du politique sur le militaire - est d'autant plus facilement accepté par les « patrons » des zones que ceux-ci sont des chefs à la fois politiques et militaires, des militants du FLN et des combattants de l'ALN, et que, de ce fait, la directive « le parti commande aux fusils » leur convient bien.
- Le second principe - primauté de l'intérieur sur l'extérieur - fait lui aussi l'unanimité, car tous les chefs de maquis présents se plaignent de ne pas avoir reçu les armes et les fonds qui devaient être acheminés depuis l'Égypte et ils applaudissent au réquisitoire de Ben Tobbal contre l'insuffisance de l'aide apportée par l'équipe du Caire. Abane Ramdane, dans ces conditions, ne rencontre aucune objection lorsqu'il propose de réduire pratiquement le rôle de la délégation extérieure à celui d'une sorte d'ambassade représentant le FLN à l'étranger. Le nouveau pouvoir dirigeant sera celui que créera la résistance algérienne sur le sol national. Lui seul sera habilité à traiter avec la France[141].

Principal organisateur du congrès de la Soummam, Ramdane trace ainsi les grandes lignes du mouvement révolutionnaire consistant à créer un État dans lequel l'élément politique l'emporte sur l'élément militaire.

### Expédition de Suez de 1956
En 1956, la France qui soupçonne le colonel Nasser de soutenir le FLN en moyens et en armes s'engage dans l'expédition du canal de Suez, ce qui gèle ses relations avec les pays arabes et l'URSS. Par ailleurs, l’état hébreu a étroitement collaboré avec les services spéciaux français. Des rencontres ont régulièrement lieu entre les responsables des services secrets des deux nations qui permettent d’échanger des informations capitales au sujet de l'appui militaire que l’Égypte apporte aux nationalistes Algériens.
Avec l'aide d'Israël et du Royaume-Uni, les parachutistes français battent les Égyptiens et reprennent le contrôle du canal de Suez mais le président de l'URSS Nikita Khrouchtchev menace de faire usage de l'arme nucléaire contre Londres et Paris si le corps expéditionnaire anglo-français ne se retire pas d'Égypte. Les États-Unis font alors pression sur le premier ministre britannique Anthony Eden en le menaçant de dévaluer la monnaie de son pays si ses troupes ne se retirent pas d'Égypte, ce qu'elles feront ainsi que leurs alliés français (la flotte du corps expéditionnaire est placée sous haut commandement britannique).

### Détournement de l'avion du FLN (octobre 1956)
Le 22 octobre 1956 à Rabat, cinq dirigeants du Front de libération nationale (FLN) prennent place à bord d'un DC-3 de la compagnie Air Atlas-Air Maroc. Ahmed Ben Bella, Hocine Aït Ahmed, Mostefa Lacheraf, Mohamed Khider et Mohamed Boudiaf, devaient initialement prendre place à bord de l'avion du sultan du Maroc, Mohammed V. Les cinq hommes doivent se rendre à Tunis pour un sommet organisé par Habib Bourguiba,.
Les services secrets français du SDECE ont eu connaissance de la date exacte du voyage et organisent son détournement, qui peut avoir des conséquences diplomatiques, l'avion appartenant au sultan du Maroc,. L'opération est réalisée sans prévenir Guy Mollet le président du conseil, ni apparemment Robert Lacoste, ministre résident en Algérie.
Avec les chefs du FLN, les autorités saisissent des documents apportant la preuve formelle de l'aide égyptienne au FLN. Mais la révélation de ce soutien ne suffit pas à calmer le jeu, bien au contraire. Au Maroc, de violentes émeutes anti-françaises font une soixantaine de morts, les victimes, toutes européennes, ayant été massacrées. De son côté, le sultan durcit sa position en rappelant son ambassadeur en poste à Paris,. Habib Bourguiba adopte une position analogue et, dans le monde arabe, la France est sévèrement jugée. La presse française de gauche est d'une extrême virulence, Alain Savary secrétaire d'État aux Affaires marocaines et tunisiennes démissionne. Bruno de Leusse, ambassadeur de France à Tunis, quitte lui aussi ses fonctions.
Pour le FLN, la capture de Ben Bella et de ses compagnons n'est pas une perte irrémédiable, car les cinq hommes sont des politiques qui peuvent être assez facilement remplacés. La rupture des relations avec la France est en revanche un coup dur pour les deux parties. Si en effet le FLN est désormais assuré de recevoir une aide puissante de l'Égypte, de la Tunisie et du Maroc, il n'a plus de dialogue direct avec la France. De son côté, Guy Mollet est furieux. L'opération s'est faite sans qu'il ait été informé et les négociations engagées secrètement à Rome avec le FLN sont rompues. La France est condamnée à une victoire militaire totale ou à l'abandon pur et simple de l'Algérie[réf. nécessaire].

### Intensification des hostilités (1957-1958)
L'année 1957 voit le déroulement de la bataille d'Alger. Sous les ordres du général Massu, la 10e division parachutiste fait du maintien de l'ordre dans la capitale. Les parachutistes (8 000 hommes) parviennent à anéantir les poseurs de bombes. Le FLN perd la bataille et sa structure dans la capitale est détruite.
D'autres actes vont rester liés à François Mitterrand, la condamnation de Fernand Iveton le 11 février 1957, où François Mitterrand, qui était garde des Sceaux au moment du procès, refusant le recours de l'avocat d'Iveton, en donnant un avis défavorable.
Dans le même temps, le général Salan organise la contre-guérilla grâce à des techniques de quadrillage. Moins entrainés, les hommes du contingent ainsi que nombre de réservistes plus âgés sont le plus souvent cantonnés dans des casernes ou à établir des missions de surveillance tandis que les troupes mobiles organisent, sur le terrain, l'éradication des maquis. Des ratissages et des opérations de recherche-destruction sont menés en permanence à l'aide d'hélicoptères. Des centaines de hameaux sont investis par les forces spéciales à la recherche de caches d'armes de la guérilla indépendantiste donnant lieu à un nombre élevé de dérapages.

### Bataille d'Alger (7 janvier - 24 septembre 1957)

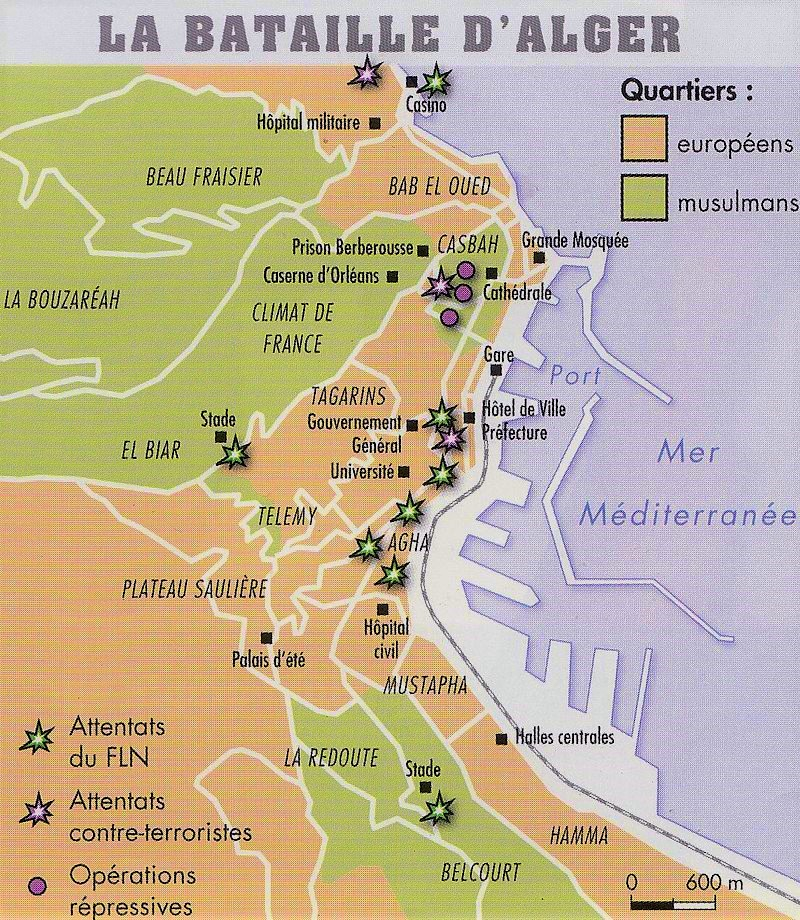
Alger : Principaux attentats du FLN, les attentats terroristes des ultras européens partisans de l'Algérie française et opérations répressives par l'armée française sur la population musulmane avant et pendant la bataille d'Alger.

#### La Casbah, le maquis urbain
Depuis 1954, accrochages et embuscades se succèdent dans le bled. L'attention se focalise sur les campagnes, notamment dans les Aurès et la Kabylie. Mais à partir de 1956, la direction du FLN s'oriente vers l'offensive urbaine et décide de faire de la capitale le théâtre d'une épreuve de force. Le but est de frapper au cœur de l'appareil colonial, de manière beaucoup plus spectaculaire. Il s'agit de démontrer la force du FLN aussi bien aux yeux de l'opinion publique française que de celle des pays étrangers. Les chefs nationalistes : Ramdane Abane, Krim Belkacem, Larbi Ben M'Hidi, Saad Dahlab et Benyoucef Benkhedda, s'installent donc clandestinement dans la Casbah d'Alger. Les cinq hommes créent la Zone autonome d'Alger (ZAA) et commencent par se répartir les tâches de la façon suivante : Ben Khedda se réserve les contacts avec les Européens et la direction de la nouvelle zone autonome d'Alger, détachée désormais de la wilaya IV, Dahlab, la propagande et la direction du journal El Moudjahid, Ben M'Hidi choisit d'être responsable de l'action armée à Alger (il est donc le supérieur direct de Yacef Saadi), Krim Belkacem s'attribue les liaisons avec toutes les wilayas, ce qui fait de lui le chef d'état-major et le stratège de la lutte armée; Abane Ramdane enfin, devient le responsable politique et financier, c'est-à-dire, en fait, le no 1 en dépit de la collégialité voulue par les « cinq ».
Alger, capitale de l'Algérie, vaste agglomération de près d'un million d'habitants, est en effet le symbole de la réussite française en Algérie. Centre nerveux de l'administration, elle est la principale place des affaires, le premier port, le plus grand aéroport. Surtout, elle abrite une partie importante des Français d'Algérie. Et c'est là que la presse française et internationale vient chercher ses informations. La ville symbolise aussi la situation du pays. Quoique française dans sa majorité Alger a toujours conservé un quartier « arabe », la célèbre Casbah. De plus, l'explosion démographique qui touche la population musulmane a entraîné l'installation, à la périphérie, de masses croissantes de prolétaires qui peuplent les bidonvilles.
Le dispositif du FLN repose sur un petit nombre de militants plus de 2 000 à peu près qui ont su tisser, par la conviction ou la peur, un vaste réseau de soutiens et de complicités. Un groupe qu'on appelle « réseau bombes » chargé de la fabrication de bombes préréglées (dites « à retardement ») est mis sur pied. Pour les poser, on choisit des jeunes femmes, moins susceptibles d'éveiller les soupçons et ils dépendent tous d'un autre chef algérois nommé Yacef Saadi un fils de la Casbah. Les services de police enregistrent 26 515 attentats attribués au FLN durant l'année 1956.
Les attentats créent depuis mai 1956 une véritable psychose. Les engins meurtriers font blessés et morts dans toute la grande agglomération. Le FLN présente son action comme une riposte. C'est sa réponse aux premières exécutions de ses militants FLN condamnés à mort et guillotinés dans la fameuse prison Barberousse et aussi à l'attentat meurtrier de la rue de Thebes dans la Casbah le 10 août qui a tué entre 15 et 70 personnes et fait au moins 40 blessés. Cet attentat a été perpétré par des « ultras - activistes » pieds noirs de l'Organisation de la résistance de l'Algérie française (ORAF) de La Main rouge.
Le but du FLN est de faire régner une atmosphère d'insécurité générale, en multipliant attentats individuels et poses de bombes destinées à tuer des civils européens.

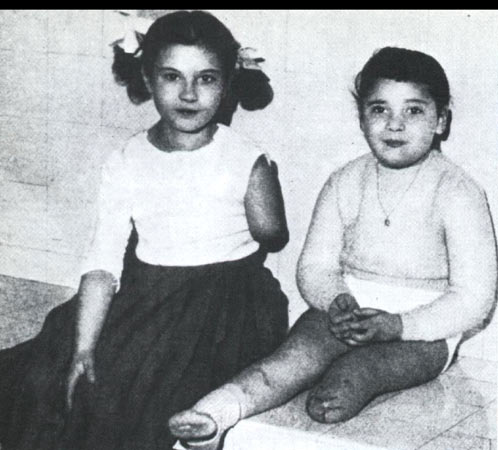
Nicole G, âgée de 10 ans et Danielle Michel-Chich, âgée de 7 ans, victimes de l'engrenage de la violence lors de l'attentat du Milk-Bar à Alger, perpétré par le « réseau bombes » de Yacef Saadi, la bombe est déposée par Zohra Drif le 30 septembre 1956.

Au total, dans le grand Alger, le bilan officiel des attaques du FLN en quatorze mois est de 751 attentats, 314 morts et 917 blessés.

#### Les paras dans la ville
Le gouvernement français décide de réagir et donne pour mission au général Massu de rétablir l'ordre. Il est fait appel à la 10e division parachutiste. Ses quatre régiments s'ajoutent aux éléments déjà sur place, notamment la police, la gendarmerie et les fantassins du 9e régiment de zouaves qui surveillent la Casbah. En tout, ils sont près de 10 000 hommes. Bien entraînés et très bien encadrés, les 4 000 paras sont spécialisés dans la lutte contre la guérilla. Leurs officiers se sentent profondément impliqués dans le conflit, très sensibles à sa dimension tant politique que militaire. Et beaucoup d'entre eux ont réfléchi aux techniques de la guerre subversive, notamment à partir de l'expérience indochinoise.

#### La riposte
Le 7 janvier 1957, les paras entrent dans Alger, c'est le début de la bataille d'Alger. Chaque régiment s'attribue le contrôle d'un quartier, sous l'autorité du général parachutiste Jacques Massu qui a reçu tous les pouvoirs de police sur l'ensemble de l'agglomération algéroise. Grâce au fichier des renseignements généraux, les hommes de Massu établissent des listes de « suspects » en relation avec l'organisation clandestine. Ils sont interrogés, sommés de donner le nom du collecteur de fonds du FLN auquel ils versent leur cotisation. Grâce à ces informations, les militaires remonteront ensuite vers des chefs plus importants. Par la suite, les militaires vont interpeller de plus en plus d'Algériens, du militant qui peut détenir des informations très importantes au simple sympathisant. Les énormes opérations de contrôle effectuées quartier par quartier vont se révéler très efficaces.
En riposte, les responsables du FLN préparent une grève générale fixée au 28 janvier 1957. La date coïncide avec l'ouverture, à l'assemblée générale de l'ONU, d'un débat sur la question algérienne. C'est le moment idéal pour attirer l'attention de l'opinion publique internationale. Cette grève pourrait constituer le début, ou au moins la répétition générale, d'un vaste mouvement insurrectionnel fatal à la cause française.
Pour obtenir les renseignements, l'armée française utilise interrogatoires musclés, pressions morales, menaces sur les familles. Mais, la menace des bombes pousse à exiger des réponses rapides pour prévenir de prochains attentats. Elle incite à recourir à des méthodes brutales, d'autant plus facilement que certaines officines de la police et des services de renseignements de l'armée les utilisent déjà. Simples bousculades, violences mais aussi actes de torture devant la famille de la personne impliquée font partie du quotidien. Et les erreurs sur les personnes, parfois dues à de simples homonymies, ne sont pas rares. Le recours à la torture est très rapidement dénoncé en métropole par les plus grands organes de presse et par les activistes du Parti communiste français comme Henri Alleg.
Dans le même temps, les officiers s'efforcent de prendre en main la population musulmane pour l'arracher au contrôle du FLN. La Casbah est divisée en groupes d'immeubles ou « îlots » (d'où « l'ilotage » donné au système). À chacun d'eux est affecté un habitant responsable, désigné par l'autorité, et chargé de servir à la fois de relais et d'informateur. Le quadrillage de la ville a permis également de stopper le contre-terrorisme européen.

#### La défaite du FLN

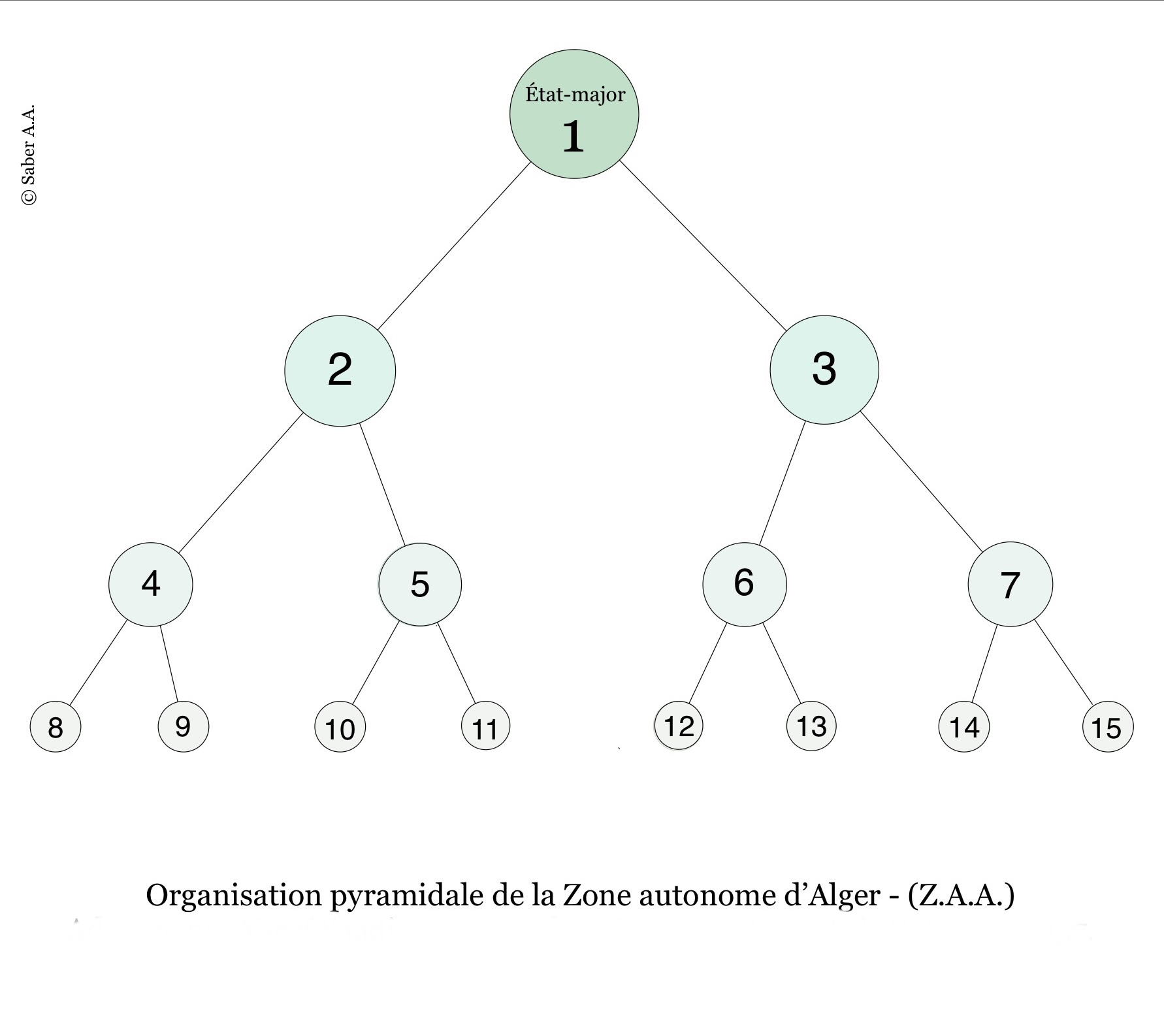
Schéma du système pyramidal de l'organisation de la Zone autonome d'Alger (Z.A.A.) adopté par Yacef Saâdi, chef politico-militaire de la Z.A.A. (1956-1957) Pour respecter le cloisonnement : des cellules de trois membres, dans chaque cellule, un militant connaît son supérieur mais ignore tout du troisième. Ce système a l'avantage d'éviter des bavardages, toujours dangereux, et aussi qu'un homme arrêté ne dévoile, sous la torture, les détails de l'organisation. Un chef intermédiaire ne connaît jamais que trois hommes : deux sous ses ordres et un à l'échelon supérieur. Il ne sait rien des hommes de la base ni de ceux du sommet.

Les succès obtenus sont indéniables. Le 28 janvier, la tentative de grève générale dite « Grève de huit jours » est brisée par des méthodes expéditives : les ouvriers et les employés sont conduits au travail sous la contrainte. Les volets des magasins demeurés fermés sont arrachés et leur contenu livré au pillage[réf. nécessaire].
Nombre de responsables FLN sont arrêtés : Larbi Ben M'hidi le 23 février. Le 27 février 1957, la direction du FLN (Zone autonome d'Alger), menacée elle aussi d'arrestation, doit quitter Alger pour l'étranger, avec son leader, Abane Ramdane et les autres trois nationalistes Krim Belkacem, Saâd Dahlab et Benyoucef Benkhedda.
Le « réseau bombes » est aussi démantelé. De 112 en janvier, le nombre d'attentats passe à 29 en mars : le commandement français pense avoir remporté la victoire. Ce n'est pourtant qu'un répit. Le 3 juin, une bombe explose près d'un arrêt de bus. Le 9 juin, un attentat vise un dancing au Casino de la Corniche. Mais des opérations de « retournement » d'anciens militants du FLN sont mises en place.
Le 24 septembre, Yacef Saâdi le chef du « réseau bombes » et de la guérilla urbaine est arrêté et ses derniers compagnons ont péri dans leur cache de la Casbah dynamitée par la 10e division parachutiste. Ce fait d'armes marqua la fin de la bataille d'Alger.
Au total, la « guerre urbaine » du FLN se solde par un cuisant échec. Une partie des réseaux de la Zone autonome d'Alger est démantelée. L'autre partie est forcée à rentrer dans l'ombre et pour longtemps. En octobre 1957, l'armée française a éliminé 1 827 combattants du FLN dont plus de 200 ont été tués, 253 arrêtés, ainsi que 322 collecteurs de fonds, 985 propagandistes, 267 membres des cellules. 812 armes ont été saisies, ainsi que 88 bombes et 200 kilos d'explosif.

### Massacre de Melouza (mai 1957)
La rivalité entre le Front de libération nationale (FLN) et le Mouvement national algérien (MNA) donne lieu au massacre de Melouza.
C'est en 1956 que le douar de Melouza, un bourg situé sur les hauts plateaux au nord de la ville de M'Sila, à la charnière du Constantinois et de la Kabylie, passe au FLN (Front de libération nationale). Néanmoins, l'importante population des Beni-Illemane suit le MNA (Mouvement national algérien) du « général » Mohammed Bellounis, partisan de Messali Hadj, rival du FLN. Ces troupes du MNA bénéficient de la neutralité, voire d'un soutien discret de l'armée française qui trouve là un moyen de contrer le FLN. Celui-ci, pour lequel la région de Melouza revêt une grande importance stratégique, s'en voit peu à peu éliminé,. Certains émissaires sont abattus. Les clivages culturels enveniment le conflit, une grande partie de la population étant arabophone et supportant mal les exigences des maquisards kabyles.
À l'aube du 28 mai 1957, 400 hommes de l'ALN encerclent le village. À midi, la résistance bellouniste cesse, faute de munitions. Les djounouds de l'ALN font sortir les hommes du village et, à coups de crosse, au milieu des gémissements des femmes et des enfants, les font avancer, vers Mechta-Kasbah, petit hameau situé au-dessus du village. Tous les prisonniers sont abattus au fusil, au couteau, à coups de pioche,,.
Dans les maisons et les ruelles transformées en abattoir, l'armée française, à son arrivée sur les lieux deux jours plus tard, dénombrera 315 cadavres.

### L'«encagement» de l'Algérie (septembre 1957)

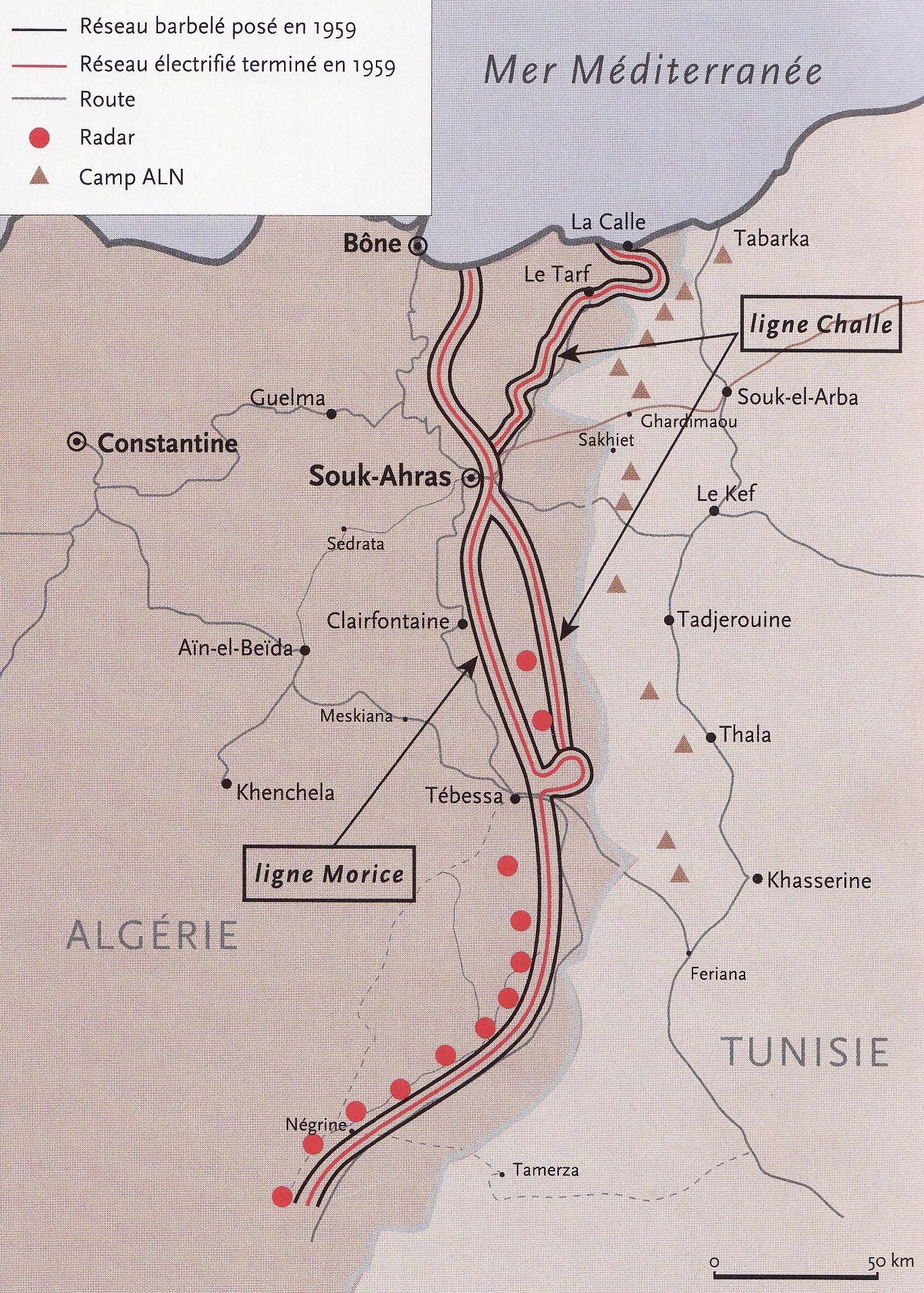
Barrage électrifié Est « Ligne Morice » sur la frontière algéro-tunisienne

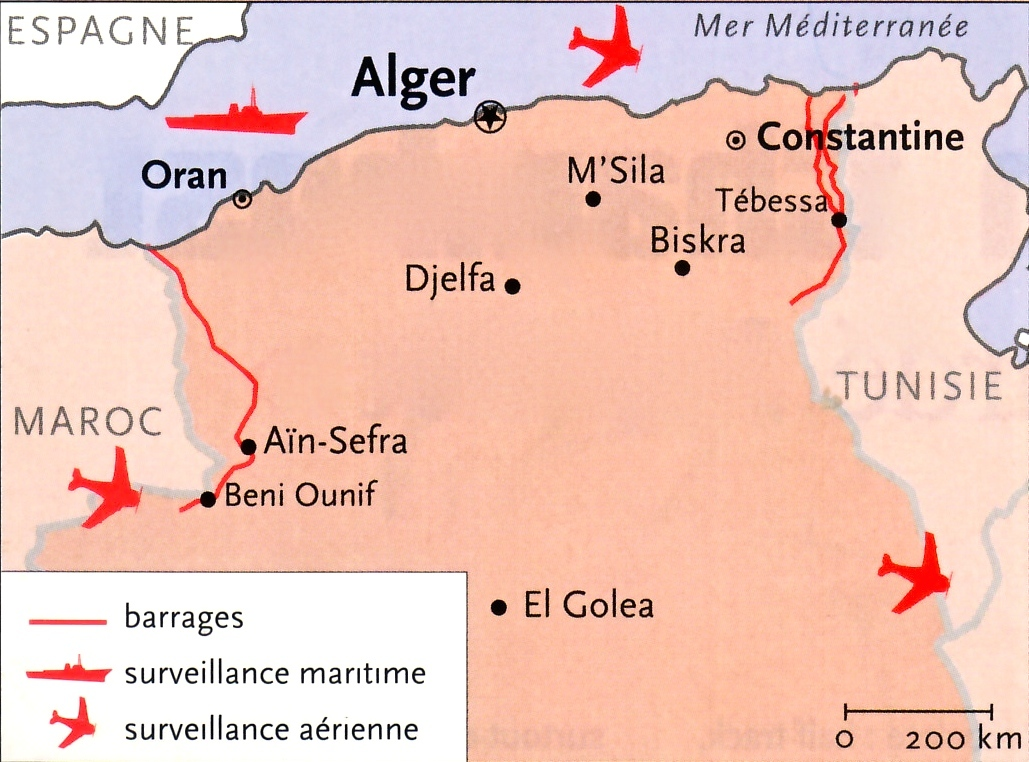
L'« encagement » de l'Algérie par les barrages électrifiés, la surveillance maritime et aérienne.

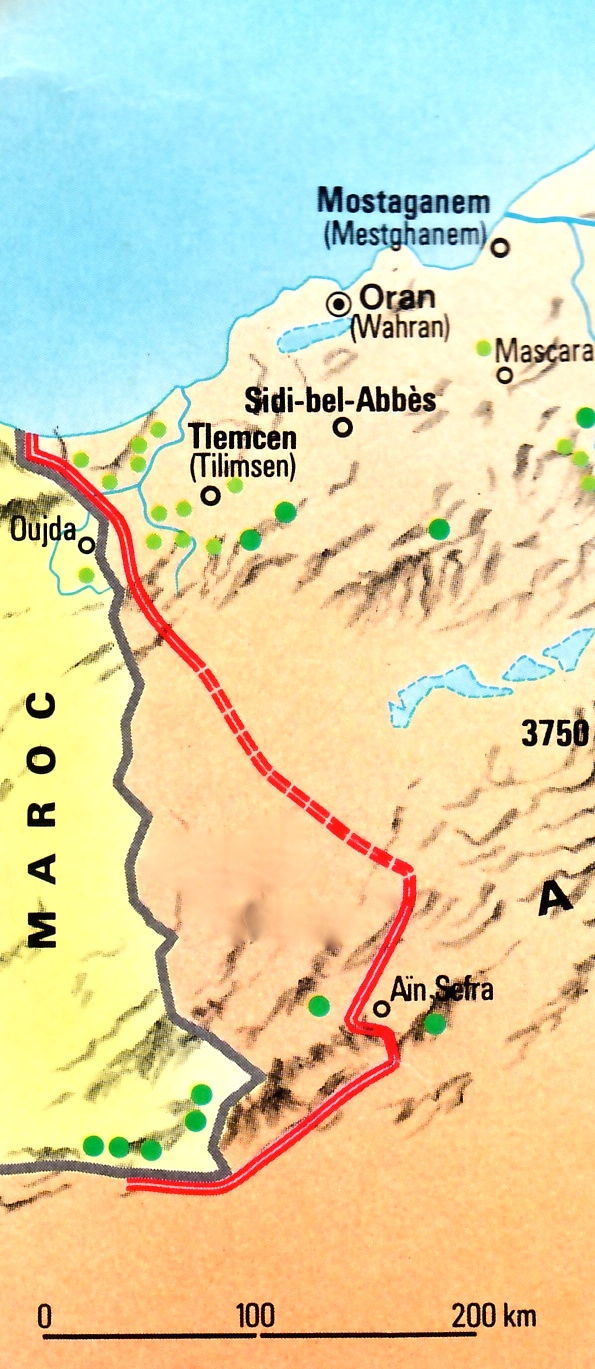
Barrage électrifié ouest sur la frontière algéro-marocaine :Obstacle continu : (réseau de barbelés électrifiés et minés).Obstacle discontinu : (canons à tir automatique déclenché par radar).Les katibas de l'ALN sont représentées en petits cercles verts.

Schéma d'un type de mines antipersonnel « mine bondissante », la plus répandue sur les barrages électrifiés Est-Ouest.Démonstration de l'explosion : * 1-Petite charge explosive de propulsion, l'envoi de la mine dans l'air de 3 à 5 mètres.* 2-charge explosive principale.* 3-Éclats de métal pulvérisent les environs à l’horizontal et à plusieurs mètres.

Pour les combattants de l'Armée de libération nationale (ALN), l'approvisionnement en armes et en munitions est une question vitale. En décembre 1954, ils ne disposent que de 400 fusils de chasse.
En 1955, la situation n'évolue guère, car les troupes françaises présentes au Maroc et en Tunisie assurent la surveillance des frontières. Tout change en mars 1956 avec la proclamation de l'indépendance de ces deux pays. L'ALN en profite pour y installer des bases où arrivent les armes achetées à l'étranger.
Le plus difficile est de leur faire franchir la frontière, car la Marine nationale surveille étroitement la côte algérienne et le Sud saharien, très inhospitalier, est régulièrement survolé par l'aviation. Restent les frontières terrestres de l'est et de l'ouest. Le relief montagneux y est plutôt favorable à l'ALN et des bandes s'installent à cheval sur la frontière tunisienne.
En juillet 1956, elles compteront jusqu'à 1 200 hommes dont la majorité en Tunisie. En octobre 1956, le 2e bureau d'Alger estime que quatre bases sont constituées à l'est, deux à l'ouest et trois au sud du Maroc. Ce sont à la fois des centres de transit et des camps d'entraînement, des unités de guérilla et même des troupes régulières. À l'époque, les frontières sont assez perméables puisque, entre 1956 et 1957, 15 000 armes de guerre rejoignent l'Algérie à partir du Maroc et de la Tunisie.
Le commandement français comprend que pour vaincre l'Armée de libération nationale (ALN), il faut stopper les renforts venus de l'extérieur.
Le problème est que ces frontières sont très difficiles à surveiller : d'une part, elles sont très étendues et, d'autre part, elles traversent des régions montagneuses et des plateaux désertiques. De plus, il faut éviter de consacrer trop d'hommes à cette mission car, à l'intérieur de l'Algérie, l'armée doit consacrer de nombreux effectifs au quadrillage du terrain et à la pacification.
À l'origine, il n'est pas question d'établir un barrage continu, mais simplement d'affecter des détachements très mobiles à la surveillance des points de passage habituels de l'ALN. Mais cette tactique trouve rapidement ses limites et, en 1956, un réseau de barbelés de 4 m de large est établi sur la frontière marocaine. On s'aperçoit alors qu'il est impossible d'empêcher les combattants de l'ALN de passer sans tirer sur eux alors qu'ils n'ont pas encore franchi la frontière, eux-mêmes ne se gênant pas pour ouvrir le feu contre les troupes françaises depuis le territoire marocain.
Pour éviter la multiplication des incidents, le barrage est reporté de quelques kilomètres à l'intérieur. En même temps que l'on isole la frontière, on assure une meilleure protection de la voie ferrée Oran-Méchria, Aïn Sefra-Colomb Béchar, qui est l'objet de nombreux sabotages.
Le barrage lui-même est renforcé par de nombreux postes de surveillance fortifiés. Des mines ancrées au sol par des plaques de béton sont mises en place. Il est impossible à l'adversaire de les relever pour les réutiliser comme l'avait fait le Việt Minh pendant la guerre d'Indochine.
Dans la région de Maghnia à la frontière marocaine, un officier du Génie, le colonel Durr, expérimente un barrage électrifié sur une dizaine de kilomètres. Le résultat est si concluant que ce type d'obstacle va devenir la norme. On aura donc un réseau trapézoïdal de barbelés à l'intérieur duquel passe un courant électrique de 2 500 volts. En arrière de ce premier obstacle, une seconde ligne électrifiée à 5 000 volts précède un fouillis de barbelés, lui-même suivi d'un champ de mines et de piquets métalliques « tapis de fakir ». C'est du moins ce qu'on montre aux journalistes car, en 1956, le barrage est loin d'être terminé, Il faudra attendre le 15 septembre 1957 pour que les 900 km de la frontière ouest soient efficacement protégés.
À l'est, la défense a longtemps reposé sur les groupes d'intervention de l'Armée de terre, mais le développement de l'activité de l'ALN en Tunisie va bientôt imposer la construction d'un barrage similaire. La Tunisie est en effet dans une situation géographique encore plus favorable que le Maroc, puisque les armes que l'ALN achète à l'étranger transitent librement par la Libye. Comme à l'ouest, le barrage permettra de protéger la voie ferrée Bône-Tébessa-Negrine.

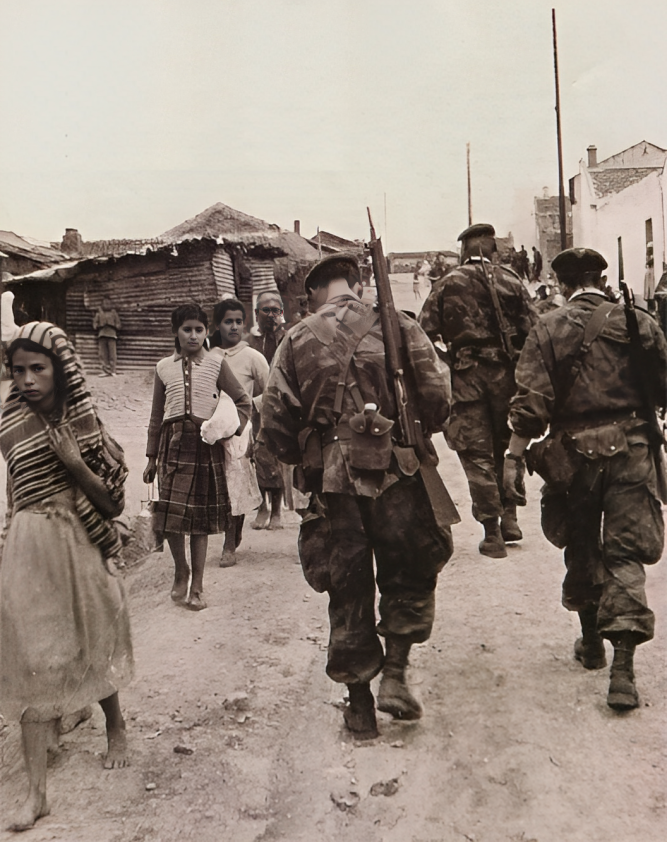
Patrouille française à Orléansville (chlef) en 1957.

Par une directive du 26 juin 1957, André Morice, ministre de la Défense, accorde la priorité à ce barrage en y affectant crédits et effectifs, d'importants moyens de génies venus de métropole. Le barrage électrifié jusqu'à Tébessa doit être impérativement terminé en octobre 1957 puis, le 14, la décision est prise de le prolonger jusqu'à Negrine, d'abord par un réseau non électrifié mais couplé avec une surveillance par canons assistés de radars, ce que le terrain plat et dégagé au sud rend possible.
Commencée en août 1957, la « Ligne Morice » à la frontière algéro-tunisienne, formée de 2 haies centrales de 2,40 m de hauteur en haute tension de 5 000 volts, sera déclarée opérationnelle le 15 septembre 1957, en même temps que la Ligne Pedron, nom qui a été donné au barrage ouest à la frontière marocaine. Il ne s'agit pas d'un obstacle infranchissable, mais les militaires l'apprécient car il représente pour eux une alarme signalant et localisant un franchissement. Les troupes interviennent alors avec éventuellement l'appui des blindés et de l'aviation. En arrière de la piste technique permettant aux électromécaniciens d'entretenir et de réparer la haie électrifiée, court une piste tactique destinée à la circulation rapide des blindés de surveillance. Les hommes surnommeront rapidement ce dispositif la « herse ». Et comme l'importance de la Ligne Morice est vitale, un second barrage est établi à partir de la fin 1958; il renforce la « Ligne Morice » en avant de laquelle il est installé.

#### Champs de mines des barrages électrifiés
De 1958 à 1962, pour une longueur totale de 1 200 km plus de 3 300 000 mines sont posées sur les barrages orientaux (« Ligne Morice » à la frontière algéro-tunisienne) soit plus du double que pour le barrage occidental. Le total cumulé pour la guerre d'Algérie, selon le colonel Jacques Vernet, est de 6 200 000 mines (antipersonnel, 400 000 « mines bondissantes » et 230 000 « mines éclairantes »). Résultat : l'ALN perd 3 000 hommes sur le barrage Est et 600 sur le barrage Ouest, les troupes françaises déplorent 146 et 109 tués, Le barrage, ce sont donc aussi ces débris humains et animaux, projetés par l'explosion de mines sur les barbelés.
Sur les hauteurs d'Alger, le monument mémorial des Martyrs propose depuis le 1er novembre 1984, dans une salle consacrée aux « Lignes Challe et Morice », un échantillonnage de tous ces engins sournois. Les mines qui se confondent avec le sol lessivées par les pluies, entraînées par les glissements de terrain, continuent de frapper hommes et bêtes sur les frontières occidentale et orientale de l'Algérie après l'indépendance.
En novembre 2007, lors de sa visite d'État en Algérie, le président Nicolas Sarkozy offre à son homologue algérien les plans des zones minées sur les barrages Est-Ouest.

### Assassinat d'Abane Ramdane, premier crime politique entre dirigeants FLN (décembre 1957)
Fin février 1957, laminé lors de la bataille d'Alger, le Front de libération nationale (FLN) connaît une passe difficile. Pour Krim Belkacem, le dernier de ses fondateurs encore vivant, il en va même de la survie de l'organisation. L'« historique » sonne donc le ralliement des chefs de l'Armée de libération nationale (ALN) contre les « politiques », rangés derrière Ramdane Abane, étoile montante de la révolution. Une coalition hétéroclite se forme autour de Krim Belkacem dont Lakhdar Bentobal et Abdelhafid Boussouf, habitué des pratiques policières qui sèment la terreur dans la population immigrée comme parmi les combattants. Fort du principe de la prééminence du politique sur le militaire, Abane dénonce brutalement Boussouf une fois de plus lors de la réunion du Comité de coordination et d'exécution (CCE) en juillet 1957. C'est une fois de trop aux yeux de certains de ses opposants. La session du Conseil national de la révolution algérienne (CNRA) d'août 1957 voit le triomphe de Krim Belkacem et la première résolution adoptée stipule : « Il n'y a pas de primauté du politique sur le militaire ni de différence entre l'intérieur et l'extérieur ». Désormais, la militarisation du FLN est totale : il n'aura aucune existence propre en dehors de l'ALN. Ainsi, note l'historien Mohammed Harbi, commence l'ère des seigneurs de la guerre. « À la direction, écrit-il, il n'y a plus de tendances politiques, mais des clans. Les liens d'intérêts personnels prennent la place des affinités politiques. Personne n'a de stratégie cohérente pour le présent et pour l'avenir. Le problème est de durer. Chacun se méfie de chacun et se préoccupe surtout de réagir à toute initiative pour pouvoir éventuellement la neutraliser. »,.
Vaincu, Ramdane Abane continue de gêner, car il s'obstine à dénoncer les dangers que font courir les « féodaux » à la révolution, menaçant de retourner bientôt dans le maquis pour reprendre en main la résistance intérieure. Le 27 décembre 1957, ses adversaires, avec à leur tête Abdelhafid Boussouf, l'attirent dans un guet-apens au Maroc et l'étranglent avec un fil de fer dans une ferme près de Oujda. Maquillé par ses responsables en glorieuse mort au combat, cet assassinat inaugure une florissante tradition de meurtres entre dirigeants après l'indépendance,.

### L'ALN malade de la «bleuite» (1958)
La « bleuite », appelée parfois le « complot bleu », est une opération d'infiltration et d'intoxication à grande échelle, montée par le SDECE (services secrets français) à partir de 1957. Cette opération consista à dresser des listes de prétendus collaborateurs Algériens de l'armée française et à les faire parvenir jusqu’aux chefs de l’Armée de libération nationale (ALN), le bras armé du FLN, pour y susciter des purges internes.

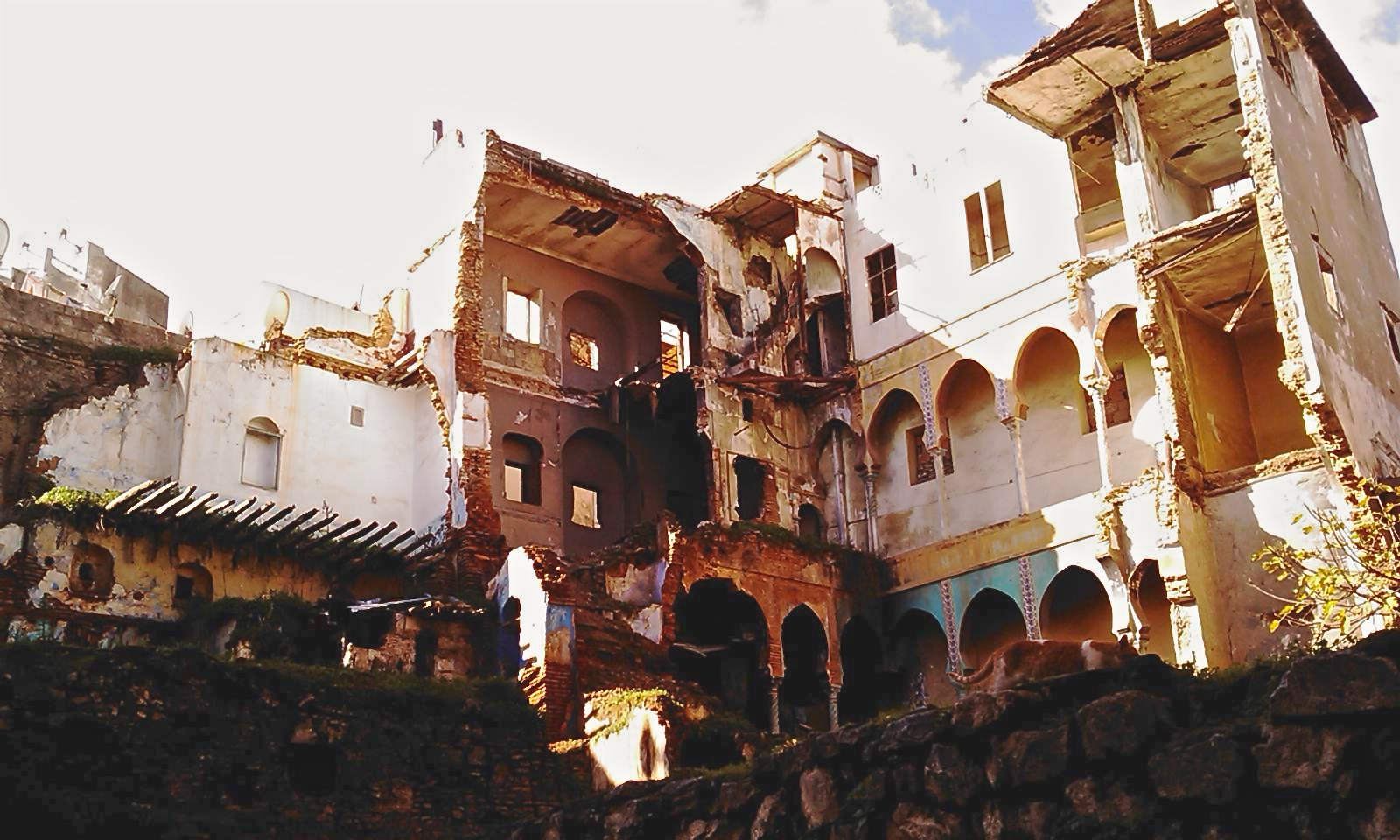
Les renseignements recueillis par le GRE grâce aux techniques de la bleuite ont conduit le parachutiste capitaine Léger a localiser la cache d’Ali la Pointe au 5, rue des Abderames dans la Casbah d’Alger, Ali la Pointe et ses compagnons refusent de se rendre, cernés par les commandos parachutistes de la 10e D.P, le général Jacques Massu ordonne à ses paras de dynamiter la cache, le 9 octobre 1957, ce fait d’armes marqua la fin de la bataille d’Alger.

Fin 1957, après la bataille d'Alger, le FLN de la capitale est exsangue, et ses chefs morts ou en prison. Le colonel Amirouche le chef ALN de la wilaya III en Kabylie, entre en contact avec le dernier survivant des militants FLN de la Zone autonome d'Alger, Ghandriche, dit Safy « le Pur ». Il le charge de reconstituer son réseau aux côtés de deux autres hommes, Rani Mohamed à Alger et Kamal dans le maquis. Mais Safy et Hani sont des « retournés », de l'équipe des « bleus de chauffe » manipulés par un officier parachutiste Paul-Alain Léger des services du Groupe de renseignements et d'exploitation une branche du SDECE auprès de l'état-major Alger-Sahel qui a joué un grand rôle dans le démantèlement de la Zone autonome d'Alger durant la bataille d'Alger.
Cette opération d'intoxication entraînera d'importantes pertes humaines parmi les katibas des wilaya III et wilaya IV en particulier. Ahcène Mahiouz, chef de la zone 1 de la wilaya III et adjoint du colonel Amirouche, s'étant fait ainsi intoxiquer, voit des traîtres et des espions partout (notamment les jeunes intellectuels, étudiants, médecins qui avaient rejoint le maquis) et fait torturer et liquider des centaines d'hommes et de femmes. Il réussit à convaincre le colonel Amirouche que la trahison règne partout et qu'il faut épurer massivement, ce dernier écrit aux chefs des autres wilayas, le 3 août 1958 pour les avertir,.
La « bleuite » fera plusieurs milliers de victimes. Des katibas de l’Armée de libération nationale (ALN) en sortent très affaiblies et hors d'état d'entreprendre des opérations pendant de longs mois. Quelques voix, telle celle de Mohand Oulhadj, futur chef de la wilaya III, essayèrent de faire entendre raison au colonel Amirouche Aït Hamouda. Les estimations des pertes sont de 3 000 personnes dans la wilaya III (Kabylie), 2 000 en wilaya I (Aurès), 1 500 en wilaya IV (Algérois) et 500 en wilaya V (Oranais). Une conséquence plus lointaine des purges menées dans les différentes wilayas sera la perte de ces jeunes intellectuels pour l'Algérie indépendante.
Décimés et découragés, les maquis de l'ALN ne purent qu’attendre le coup de grâce. Il leur fut donné, lorsque le commandement français décida de déclencher les grandes opérations prévues par le plan Challe.

### Bataille des frontières (21 janvier au 28 mai 1958)
À partir de janvier 1958, l'Armée de libération nationale (ALN) trop éprouvée par le choc frontal avec les barrages électrifiés de la Ligne Morice et les unités parachutistes de l'armée française cherche par tous les moyens à faire rentrer en Algérie le maximum possible d'unités de combat et des armes destinées aux chefs de l'ALN qui commandent les combats contre l’armée française à l'intérieur du pays. Confrontée à une situation toujours plus délicate, l'armée française cherche des parades efficaces aux infiltrations de la frontière algéro-tunisienne plus nombreuses depuis l'indépendance de la Tunisie en 1956. En automne 1957, plus de 2 000 armes par mois passent la frontière et sont distribuées dans les willayas I, II et III. Le gouvernement français exerce de fortes pressions sur la Tunisie, la menaçant même de représailles si les franchissements continuent. En vain. La solution ne peut être que militaire. La mission principale des forces françaises devient l'interception et la destruction des bandes armées qui traversent le barrage de la ligne Morice, s'étendant sur 460 kilomètres de la Méditerranée aux confins sahariens.
Conscients du danger d'asphyxie que représente pour eux le barrage électrifié et miné de la « Ligne Morice » aux frontières, particulièrement celui qui les isole de la Tunisie, les chefs de l'ALN s'efforcent de trouver la parade. Dès la fin de l'année 1957, ils ont multiplié les sabotages de la haie électrifiée, creusé des tunnels pour passer sous l'obstacle et tenté de déborder le barrage par le sud.
La bataille des Frontières, qui débute en janvier 1958 et dure jusqu'en mai, porte un coup fatal aux katibas de l'ALN. Cette défaite débouche sur une crise politique sans précédent au sein du FLN. Cette bataille, la plus grande de toute la guerre d'Algérie, marque un tournant en faveur de l'armée française.
Les pertes françaises sont élevées : 273 tués et 800 blessés. Celles de l'ALN sont encore plus lourdes : près de 4 000 morts, 590 prisonniers. Une énorme quantité d'armes individuelles et collectives a été saisie. Surtout, l'Algérie est hermétiquement « encagée ». Ayant perdu la bataille des frontières, l'Armée de libération nationale (ALN) ne peut plus être ravitaillée de l'extérieur. Militairement, la France a pratiquement gagné la bataille des frontières.

### Putsch d'Alger et Comité de salut public (mai 1958)
À la suite du départ de Félix Gaillard qui laisse vacant le poste de chef du gouvernement, une grave crise ministérielle s'installe le 15 avril. L'armée prend alors le pouvoir le 13 mai 1958, à Alger.
À 18 heures, Pierre Lagaillarde, leader étudiant de la rébellion contre la république française et commandant de réserve, lance ses miliciens du Groupe des 7 à l'assaut de l'immeuble du Gouvernement Général d'Alger, symbole de l'autorité nationale et de la République française. À 18 h 30 le « GG » présidé par le gouverneur Lacoste (SFIO) tombe aux mains des rebelles. À Paris, en réaction au « putsch d'Alger », le Gouvernement Pierre Pflimlin (MRP) est créé, il durera jusqu'au 28 mai 1958. L'image de la France dans le monde, et plus particulièrement en Europe occidentale est fortement dégradée.
Pendant ce temps à Alger, le général Massu, commandant la 10e division parachutiste de la bataille d'Alger, prend la tête du comité de Salut Public et fait savoir au président René Coty de l'Union républicaine (UR) qu'il attend la formation d'un « gouvernement de Salut Public ».
Le 16 mai, des manifestations de « fraternisation » entre Européens et musulmans ont lieu sur la place du Forum à Alger. À propos de ces événements, le Président du Conseil de Gaulle déclare lors de son premier voyage en Algérie, le 6 juin 1958 à Mostaganem, département d'Oran :
« Il est parti de cette terre magnifique d'Algérie un mouvement exemplaire de rénovation et de fraternité. Il s'est élevé de cette terre éprouvée et meurtrie un souffle admirable qui, par-dessus la mer, est venu passer sur la France entière pour lui rappeler quelle était sa vocation ici et ailleurs… Il n'y a plus ici, je le proclame en son nom et je vous en donne ma parole, que des Français à part entière, des compatriotes, des concitoyens, des frères qui marchent désormais dans la vie en se tenant par la main »— Discours de Mostaganem, 6 juin 1958
Le 1er juin, à la suite de l'Opération Résurrection en Corse qui annonce l'imminence d'un putsch à Paris, le président annonce qu'il délègue ses pouvoirs au « plus illustre des Français », le général de Gaulle. Celui-ci forme un gouvernement de salut public et dans la foulée annonce la création d'une nouvelle constitution. C'est la fin de la Quatrième République.

### De Gaulle et la conduite des affaires algériennes (1958-1962)

#### Retour aux affaires etVeRépublique (septembre 1958-1959)
Proposé sous la présidence de la République de René Coty et le gouvernement dirigé par Charles de Gaulle, le Référendum du 28 septembre 1958 demandait aux Français de ratifier le texte de la nouvelle Constitution qui posait les fondements de la Cinquième République. Confortée par plus des quatre cinquièmes des voix, la Constitution fut promulguée le 4 octobre 1958 et la Ve République proclamée le jour suivant. Dans les colonies françaises, le référendum vise également à la création de la Communauté française.
Concernant la signification du référendum en Algérie, le général de Gaulle déclare le 30 août 1958 :
« Par leur vote, les habitants de l’Algérie vont fournir une réponse à la question de leur propre destin. Les bulletins qu’ils mettront dans l’urne auront, sur un point capital, une claire signification. Pour chacun, répondre « oui » dans les circonstances présentes, cela voudra dire, tout au moins, que l’on veut se comporter comme un Français à part entière et que l’on croit que l’évolution nécessaire de l’Algérie doit s’accomplir dans le cadre français »
 96 % des Algériens, Européens et musulmans, soit 75 % des 4 412 171 électeurs inscrits, disent « oui » à la nouvelle Constitution malgré les appels en faveur du boycottage lancé par le FLN. Il s'agit du premier scrutin auquel les femmes algériennes participent,. Après les résultats du référendum en Algérie, de Gaulle déclare le 3 octobre à Constantine :
« Trois millions et demi d'hommes et de femmes d'Algérie, sans distinction de communauté et dans l'égalité totale, sont venus des villages de toutes les régions et des quartiers de toutes les villes apporter à la France et à moi-même le bulletin de leur confiance. Ils l'ont fait tout simplement sans que quiconque les y contraigne et en dépit des menaces que des fanatiques font peser sur eux, sur leurs familles et sur leurs biens. Il y a là un fait aussi clair que l'éclatante lumière du ciel. Et ce fait est capital […] pour cette raison qu'il engage l'une envers l'autre et pour toujours l'Algérie et la France. »
Il annonce également un vaste plan d'investissement en Algérie, le Plan de Constantine, laissant entendre un engagement durable de la France en Algérie. Cependant la toute nouvelle constitution prévoit dans son article 53 qu'une partie du territoire français puisse être cédée avec l'accord des populations concernées en vertu d'une simple loi.
Le 16 septembre 1959, De Gaulle ouvre dans un discours la voie à l'autodétermination. Il annonce que l'ensemble des Algériens auront à se prononcer sur leur avenir. Trois options se dessinent :
- ou bien la sécession conduisant de fait à l'indépendance ;
- ou bien la francisation conduisant, en raison de l'égalité des droits, à un unique État de Dunkerque à Tamanrasset ;
- ou bien un gouvernement autonome en Algérie, en association avec la France qui garderait ses prérogatives sur l'économie, l'enseignement, la défense et les affaires étrangères.

De Gaulle ne cache pas son hostilité aux deux premières solutions. Selon lui, la première risque de conduire à la misère et à une dictature communiste. En ce qui concerne la seconde, il avait expliqué à Alain Peyrefitte, en mars 1959 : « […] Les musulmans, vous êtes allés les voir ? Vous les avez regardés avec leurs turbans et leurs djellabas, vous voyez bien que ce ne sont pas des Français ! Ceux qui prônent l'intégration ont une cervelle de colibri, même s'ils sont très intelligents. Essayez d'intégrer de l'huile et du vinaigre. Agitez la bouteille. Au bout d'un moment, ils se séparent de nouveau. Les Arabes sont des Arabes, les Français sont des Français. Vous croyez que le corps français peut absorber 10 millions de musulmans qui demain seront 20 millions, et après demain 40 ? Si nous faisons l'intégration, si tous les Arabes et Berbères d'Algérie étaient considérés comme Français, comment les empêcherait-on de venir s'installer en métropole, alors que le niveau de vie y est tellement plus élevé ? Mon village ne s'appellerait plus Colombey-les-Deux-Églises, mais Colombey-les-Deux-Mosquées ! […] ».
La possibilité d'une sécession, ouverte par ce discours du 16 septembre et l'utilisation du suffrage universel, inquiète les partisans de l'Algérie française.

### Extension de la guerre à la métropole (août 1958) et guerre civile FLN - MNA
En août 1958, les Français de la métropole découvrent que la guerre a franchi la Méditerranée. Dans la nuit du 26, une quinzaine d'attentats ont été commis dans plusieurs régions ayant pour cibles sites militaires, postes de police, voies ferrées, dépôts d'essence et raffineries. Les attentats du mois d'août font 17 morts parmi les policiers, 6 parmi les militaires.
Ces attentats ont pour but de démontrer à l'opinion publique française que le FLN est toujours actif. Néanmoins, l'essentiel de l'effort militaire de l'organisation algérienne se porte contre le Mouvement national algérien (MNA) beaucoup mieux implanté en France. Cette guerre civile entre les deux organisations indépendantistes sera extrêmement sanglante. Elle est à l'origine de 4 300 morts dont 4 055 morts Algériens pour seulement 152 victimes civiles françaises, 16 militaires, 53 policiers et 24 supplétifs musulmans,,.
La Fédération de France du FLN est ainsi parvenue à prendre le contrôle de la communauté algérienne établie en France et des importantes collectes de fonds venant de la métropole en éliminant les partisans de Messali Hadj.

### Mort du colonel Amirouche lors de la bataille de Djebel Tsameur (mars 1959)

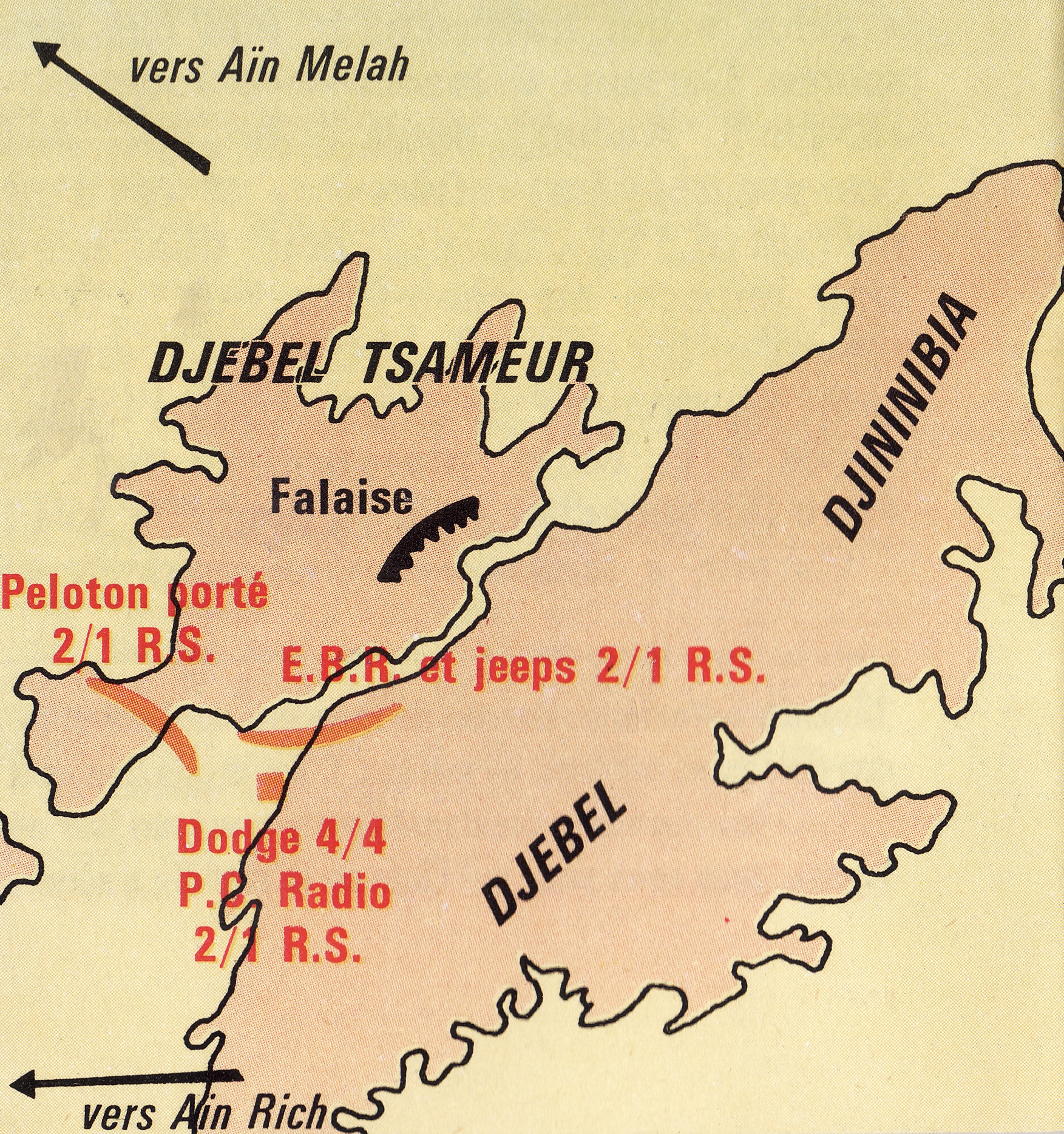
Carte de la bataille de Djebel Tsameur au sud de Boussada, le colonel Amirouche y trouvera la mort en mars 1959.

Le colonel Amirouche qui voulait se présenter à Tunis pour rencontrer le Gouvernement provisoire de la République algérienne (GPRA), le 6 mars 1959, se met en route accompagné par 40 combattants. Son itinéraire fut vraisemblablement communiqué au commandement français par un opérateur radio du MLAG aux ordres d'Abdelhafid Boussouf, qui désirait se débarrasser de deux « contestataires » trop encombrants.
Pris dans une embuscade, le groupe se fait encercler par des éléments importants de l'armée française. Après un combat, violent et inégal, on dénombre cinq prisonniers et trente-cinq tués Algériens. Parmi les cadavres, le colonel Amirouche et Si El Haouès.

### Plan Challe (1959-1961)
Jusqu'à la fin de 1958, l'initiative appartient aux maquisards de l'Armée de Libération Nationale (ALN). Le général Challe nommé en décembre commandant en chef des forces armées en Algérie, est chargé d'inverser la tendance. Avec ses collaborateurs il présente le plan qui portera son nom. Il doit permettre aux Français de profiter à plein de l'avantage que leur donne la puissance de leur armée, supérieurement équipée et ravitaillée, et composée de 475 000 hommes contre 50 000 maquisards dans l'ALN. Même s'il apparaît essentiellement comme un homme d'état-major, le général Challe va très vite donner confiance aux cadres de l'armée qui ont longtemps eu l'impression de manquer de perspectives d'ensemble.
Jusque-là, l'armée française privilégiait le « quadrillage » : des unités fixes étaient chargées de tenir les points sensibles du pays. Tandis que les unités mobiles de « réserve générale » comprenant en particulier les régiments parachutistes se trouvaient trop souvent réduites à des missions ponctuelles. Le « plan Challe » consiste à dégager le maximum de ces troupes de réserve et à les engager de manière systématique, en concentrant successivement leurs efforts sur une série de zones données. Le but est d'affaiblir et de désorganiser les unes après les autres les unités de l'ALN. Elles seront en effet incapables de se reconstituer puisque, depuis 1958, des barrages électrifiés solidement gardés verrouillent l'accès aux frontières marocaine et tunisienne, et la Marine assure une surveillance à peu près totale des côtes. Cette phase de démantèlement achevée, les troupes de quadrillage seront ensuite assez fortes pour affronter seules ce qui subsistera des groupes armés, au moyen de petites unités légères et mobiles, les « commandos de chasse ».
La mise en œuvre du plan repose sur deux éléments essentiels : le renseignement et la mobilité des troupes. Le renseignement est placé sous la responsabilité du CCI (centre de coordination interarmées), représenté, aux échelons régionaux, par les DOP (Dispositif opérationnel de protection), qui travaillent avec les officiers de renseignements (OR) des unités. Les informations obtenues lors des interrogatoires de prisonniers permettent d'étudier minutieusement les zones de déplacement et de refuge des unités de l'ALN. Les troupes d'intervention seront alors envoyées dans les délais les plus rapides, notamment par hélicoptère. Tandis que les « commandos de chasse » constitués par les harkis - Algériens musulmans engagés aux côtés de l'armée française régulière - pourront traquer l'adversaire dans les terrains les plus difficiles.
Le général Challe compte beaucoup sur ces supplétifs, volontaires pour un service court de six ou douze mois renouvelables. « Nous ne pacifierons pas l'Algérie sans les Algériens », écrit-il en 1959. En plus des 60 000 harkis (chiffre de 1960), il veut parler des 20 000 moghaznis et des 9 000 hommes des Groupes mobiles de sécurité (GMS), nouveau nom des GMPR (groupes mobiles de protection rurale). Ou encore des petites milices dites « groupes d'autodéfense » (GAD), organisées, plus ou moins spontanément, dans des villages hostiles aux combattants de l'ALN. Leur effectif se monterait à une soixantaine de milliers d'hommes, dont une trentaine de milliers armés par la France.
Les soldats français vont chercher les maquisards de l'ALN sur leur terrain. Entre février 1959 et septembre 1960, les opérations militaires prévues par le « plan Challe » balaient le nord de l'Algérie d'Ouest en Est. Du plus facile, l'Oranais, au plus difficile, le Nord Constantinois, largement dominé par l'ALN. Après le départ de Challe en avril 1960, le général Crépin prend le relais et complète le dispositif avec les opérations « Cigale », « Prométhée », « Flammèches » et « Trident » qui s'étalent jusqu'en avril 1961. Les chefs de l'armée française créent des zones interdites qu'ils vident de leur population. Ils veulent ainsi isoler les combattants de l'ALN des civils qui les nourrissent, les soignent et les cachent. Les habitants sont regroupés dans des villages près des postes militaires. En 1960, plus de deux millions de personnes sont concernées. Pauvreté accrue, perte des valeurs, les conséquences humaines, économiques et sociales sont dramatiques pour ces civils coupés de leurs terres.

#### Les opérations du «plan Challe»
Que ce soit par la route, par les airs ou encore par voie maritime vingt-cinq mille hommes viennent renforcer les quinze mille militaires du « plan Challe ». Il commence par la wilaya V, la plus avancée dans la voie de la pacification, du 6 février au 6 avril 1959, puis il continue en wilaya IV par l'opération « Courroie », couronne montagneuse de l'Algérois et Ouarsenis, du 18 avril au 19 juin, et, avec une moindre intensité, dans le Sud Département d'Oranais, du 15 mai au 15 octobre. Pour éviter un repli vers l'est des unités kabyles, l'opération « Étincelle » traite les monts du Hodna, reliant la wilaya III à la wilaya I, du 8 au 20 juillet, puis l'opération « Jumelles » s'appesantit sur la wilaya III, du 22 juillet 1959 à la fin de mars 1960. Peu après, les opérations « Pierres précieuses » (« Rubis », « Saphir », « Turquoise », « Émeraude » et « Topaze ») s'abattent sur la wilaya II, entre le 6 septembre et le 9 novembre 1959, jusqu'en avril 1960; puis une deuxième série d'opérations « Pierres précieuses » revient sur les mêmes régions pendant plusieurs mois, jusqu'en septembre 1960.
Après le départ du général Challe en avril, son successeur, le général Crépin, revient encore sur l'Ouarsenis (« Cigale », du 24 juillet au 24 septembre 1960) et sur l'Atlas saharien (opération « Prométhée », d'avril à novembre 1960), mais il porte son principal effort sur la wilaya I : opération « Flammèches » dans les monts du Hodna, du 21 au 31 mai, puis opération « Trident » d'octobre 1960 jusqu'en avril 1961. Dans toutes ces régions, les commandos de chasse prennent la relève des réserves générales. En même temps, l'armée continue à démanteler par tous les moyens l'OPA qui encadre la population. C'est la tâche des officiers de renseignement et d'organismes spécialisés en marge de la hiérarchie militaire ordinaire : les DOP créés en 1957 dans le cadre du Centre de coordination interarmées (CCI), et les centres de renseignement d'action (CRA), créés en 1959.

#### Victoire militaire et défaite politique?
Le « plan Challe » a permis à l'armée française de reprendre assez largement l'initiative des opérations. Il a infligé à l'Armée de libération nationale (ALN) de grosses pertes, sans doute la moitié de son potentiel estimé, soit 25 000 hommes. Leur moral s'est trouvé d'autant plus atteint qu'ils ont eu le sentiment de ne pas avoir été soutenus par la direction de leur mouvement, installée en Tunisie et au Maroc. Un nombre non négligeable de combattants sont passés dans le camp français. Certains responsables ont même accepté d'entrer en contact avec les autorités françaises pour mettre fin aux combats à la suite de la proposition de « paix des braves » lancée par le général de Gaulle. Le chef de la wilaya IV, Si Salah, a été ainsi reçu secrètement à l'Élysée le 10 juin 1960. Il sera finalement désavoué au sein de sa wilaya. Mais certains militaires iront jusqu'à accuser ouvertement l'entourage du général de Gaulle d'avoir refusé d'exploiter ces ouvertures et d'avoir contribué à faire disparaître Si Salah (tué en juillet 1961 dans une embuscade) pour supprimer un témoin gênant.
Cette victoire militaire est-elle totale ? La manière dont les services de propagande de l'armée ont présenté le « bilan » en termes de « hors-la-loi abattus », « armes saisies », ou « populations ralliées » comme s'il s'agissait d'autant de coups décisifs portés à l'ennemi, est sans doute exagérément optimiste. Les réalités sont moins satisfaisantes. Ainsi, le colonel Bigeard, recevant le général de Gaulle à Saïda en août 1959, déclare, après avoir présenté un ensemble de très brillants résultats : la « pacification semble se dérober comme un mirage, en dépit de progrès indiscutables, à mesure que le temps passe. […] Le mal est profond, le cancer bien accroché. » La dissolution des katibas de l'ALN, éclatés en petits groupes de quelques hommes, moins vulnérables, pose notamment problème.
Par ailleurs, si l'efficacité militaire des « bandes » est devenue à peu près nulle, les capacités d'actions dites « terroristes » demeurent. Le général De Gaulle avait déclaré, le 16 septembre 1959, qu'on pourrait considérer comme acquis le retour à la paix lorsque le nombre « d'embuscades et attentats mortels » serait inférieur à 200 en un an. Or, à la fin de 1960, le nombre d'attentats contre les civils se monte à environ 300 par mois. Le nombre de morts du seul côté français s'élève à 3 700. La moitié sont des civils. Surtout, la guerre est loin d'être gagnée sur le plan politique. En Algérie, le réseau des militants FLN, capable de continuer l'action de propagande et d'encadrement, a réussi à survivre. Les manifestations musulmanes d'Alger, en décembre 1960, soulignent la popularité de l'idée d'indépendance. En France, la guerre divise de plus en plus l'opinion, et la participation des appelés du contingent aux opérations est de plus en plus mal acceptée. À l'étranger, le GPRA (Gouvernement provisoire de la République algérienne) bénéficie d'une audience croissante non seulement dans le monde arabe et les pays de l'Est (l'URSS et les États satellites, la Chine), mais aussi dans le Tiers-Monde, et même chez les alliés de la France, (comme les États-Unis et jusqu'à la République fédérale allemande). En octobre 1959, le général Challe déclare devant son état-major : « Leur propagande est meilleure que la nôtre ».
L'armée française contrôlait cependant l'Algérie. À la fin du plan Challe, le nombre de combattants de l'ALN n'était plus que d'environ 10 000 à l'intérieur des maquis. Une partie de ces maquisards, ainsi que des dirigeants, avaient dû fuir vers les pays voisins tandis que d'autres, restés en Algérie, ont été contraints pour survivre de se terrer durant les opérations,. Les combats majeurs en Algérie avaient pris fin et les maquis avaient été décimé. C'est pourquoi la guerre est considérée par plusieurs auteurs comme une victoire militaire française,[réf. à confirmer].
Cependant, l'issue politique de la guerre est sans aucun doute une victoire du FLN. L'historien Maurice Vaïsse, qui analyse ce conflit « non pas comme une guerre classique, mais bien comme une guerre de décolonisation », conclut une conférence, donnée en février 2002 à l'Université de tous les savoirs, de façon nuancée, en relevant les éléments qui lui permettent de répondre — à la fois — par l'affirmative et par la négative aux deux questions posées : « Est-on en présence d’une victoire militaire de la France ? », « Est-ce une défaite diplomatique ? ».

##### Semaine des barricades
Dans un discours du 16 septembre 1959, le général de Gaulle évoque trois options pour l'avenir de l'Algérie (sécession, francisation ou association), ouvrant pour la première fois le droit à l'autodétermination du peuple algérien pouvant conduire à une indépendance. Cette possibilité est jugée inacceptable par les pieds-noirs et par beaucoup de militaires. Le rappel à Paris en janvier 1960 du général Massu va servir de détonateur à des journées insurrectionnelles appelées « semaine des barricades ».
Le 24 janvier 1960, des ultras de l'Algérie française, avec à leur tête Pierre Lagaillarde, Guy Forzy, Jean-Jacques Susini et Joseph Ortiz, organisent une grande manifestation de protestation au cours de laquelle des incidents éclatent. Lagaillarde et Forzy occupent avec leurs partisans le quartier des facultés tandis que Joseph Ortiz investit le bâtiment de la Compagnie Algérienne. Sur le plateau des Glières, là où se tient la manifestation, la foule n'a pas l'ampleur de celle du 13 mai 1958 mais des barricades sont dressées. Alors que les gendarmes interviennent pour dégager les rues, des coups de feu éclatent : 14 gendarmes sont tués et une centaine sont blessés alors que les manifestants comptent 6 morts et 24 blessés.
Lagaillarde reste retranché dans le quartier des facultés, appuyé par plusieurs unités de territoriaux en armes. Michel Debré ordonne à Delouvrier d'employer la force si nécessaire pour mettre fin aux émeutes d'Alger. De leur côté, les musulmans ne suivent pas et, sans que l'armée soit obligée d'ouvrir le feu, les pieds-noirs rentrent progressivement chez eux. Restent Lagaillarde et son dernier carré de fidèles. Le 30 janvier 1960, le colonel de parachutistes Dufour négocie avec le capitaine Forzy une sortie honorable. Lagaillarde et ses hommes défileront en silence avant d'intégrer pour ceux qui le souhaitent une unité du 1er R.E.P, le Commando Alcazar.
Les meneurs sont arrêtés et jugés par un tribunal militaire en métropole. Le procès dit « des Barricades » se tient à Paris au mois de novembre 1960. Les accusés Pierre Lagaillarde et Jean-Jacques Susini, mis en liberté provisoire pour la durée du procès, s'enfuiront à Madrid, où ils fonderont l'OAS.

### Affaire Si Salah (juin 1960)
Dans un contexte où les maquis de l'intérieur ont été durement éprouvés, Si Salah responsable par intérim de la wilaya IV, depuis mai 1959, décide, en tant que responsable d'ouvrir des négociations directes avec les autorités françaises. Les dernières opérations ont fait perdre à la wilaya IV plus de 50 % de son armement et 45 % de ses effectifs. Elle compte encore 2 500 hommes environ. Si Salah, a fait un voyage en Tunisie d'où il est revenu « écœuré des intrigues, qui occupent les dirigeants du GPRA (Gouvernement provisoire de la République algérienne) à Tunis, beaucoup plus que le sort des maquisards ».
En juillet 1959, il souligne la « désaffection des populations pour la cause ». Dans ce contexte, l'offre de la « Paix des Braves » présentée le 21 octobre 1958 par le chef de l'État, le général De Gaulle, puis le discours du 16 septembre 1959, qui ouvre la voie à l'autodétermination de l'Algérie, recueillent un écho favorable parmi les maquisards.
Le 10 juin 1960, il se rend secrètement à l'Élysée et négocie directement avec le général de Gaulle un possible cessez-le-feu. Selon Bernard Tricot, témoin direct de la scène « Le général résume ses propositions publiques sur l'autodétermination. Mais, dit-il, il faut d'abord mettre fin aux combats. Le cessez-le-feu peut être conclu dans des conditions honorables pour chacun. Les combattants rappellent qu'ils ne veulent pas apparaître comme des faux-frères ; ils se rendent bien compte qu'ils ne pourront pas entraîner d'un seul coup toute l'ALN d'Algérie, mais ils voudraient du moins que le cessez-le-feu partiel soit aussi large que possible. À cette fin, ils désirent pouvoir prendre contact avec la wilaya III en Kabylie ; ils demandent en outre qu'on leur facilite le voyage à Tunis, afin qu'ils puissent mettre le GPRA en face de ses responsabilités. »
Un an plus tard, Si Salah, convoqué par le GPRA, se rend en Tunisie, avec une faible escorte. Il est tué le 20 juillet 1961 sur le chemin dans une embuscade tendue par un commando de chasse de l'armée française à Maillot, dans la région de Bouira (Kabylie). Ses derniers mots sont : « De Gaulle nous a trahis. C'est lui le responsable de mon sort »,.
Certains officiers français en veulent beaucoup au général de Gaulle de n'avoir pas su utiliser cette occasion avec Si Salah pour engager des négociations avec les combattants de l'ALN de l'intérieur (qui s'opposaient au GPRA basé en Tunisie). Cette « affaire Si Salah » sera l'une des causes du putsch contre de Gaulle en avril 1961.

### La partition de l'Algérie en question (1961)
Le 28 juin 1961, le Premier ministre Michel Debré fait officiellement part d'un ultime recours, la partition de l'Algérie, en s'appuyant sur l'expérience d'une même sécession dans plusieurs autres pays à cette époque (Afrique du Sud, Allemagne, Corée, Viêt Nam). L'idée est étudiée par le député Alain Peyrefitte à la demande de de Gaulle, le député gaulliste propose de regrouper entre Alger et Oran tous les Français de souche et les musulmans pro-français, de transférer dans le reste de l'Algérie tous les musulmans préférant vivre dans une Algérie dirigée par le FLN et de mettre en place une ligne de démarcation dans Alger, à l'instar de Berlin et Jérusalem, qui séparerait le quartier européen du quartier musulman. La proposition est rejetée par de Gaulle en novembre 1961. Pour Maurice Allais, si la solution de la partition, dont on a souvent dressé des « images caricaturales », a rencontré peu de faveur c'est pour la seule raison qu'elle a été farouchement rejetée par les extrémistes des deux camps. Selon lui, cette partition était « cependant la seule solution raisonnable ».

### Nouvelle affaire tunisienne (juillet 1961)
En juillet, à la suite de nouvelles tensions entre la Tunisie indépendante et Paris à propos de la base navale stratégique française de Bizerte, une guerre brève mais meurtrière (1 000 à 2 000 morts) éclate entre la France et la Tunisie, alliée du FLN, dont le territoire sert de sanctuaire à l'ALN.

### Manifestations en soutien du FLN (1961)
L'importante communauté immigrée venue d'Algérie qui penchait majoritairement pour le MNA a été prise en main par le FLN, qui a éliminé la plupart des cadres et des soutiens du Parti du chef nationaliste Messali Hadj. Pendant l'été 1961, la guerre d'Algérie entre dans une phase critique. Les négociations entre le gouvernement français et le gouvernement provisoire de la République algérienne (GPRA), émanation du FLN, en vue de la prochaine indépendance algérienne, provoquent des dissensions dans chaque camp. Au sein du FLN se joue une lutte entre les différents courants internes pour l'accès au pouvoir du futur État algérien. Fin août, le FLN reprend plus intensément ses attaques contre les policiers, amplifiant la frustration de ces derniers qui désapprouvent la « lenteur » et l'« indulgence » de la justice à l'égard des commandos appréhendés précédemment.
Pour lutter contre ce regain de violence, décision est prise en conseil interministériel le 5 octobre, d'instituer un couvre-feu envers les seuls Algériens. Ce couvre-feu entrave considérablement le FLN dans ses activités vespérales et nocturnes de réunions, de prélèvement des « cotisations », de préparation d'opérations, d'application de « sanctions » et d'exécutions sommaires qui se réduisent fortement. La Fédération de France du FLN menace d'étouffer.

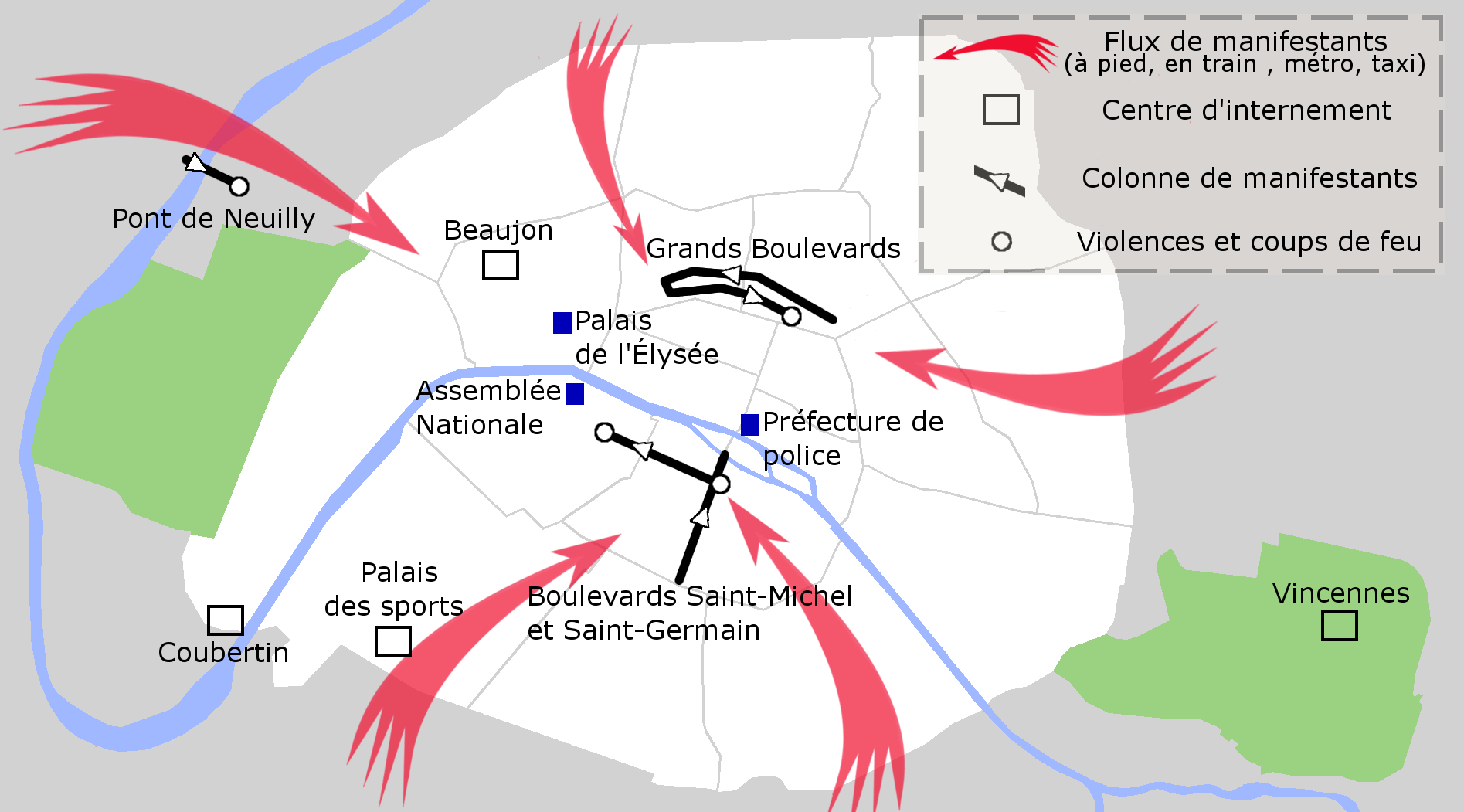
Les manifestations du 17 octobre 1961.

En riposte, elle décide d'organiser une manifestation pacifique contre le couvre-feu imposé par le préfet de police de Paris Maurice Papon au soir du 17 octobre 1961 tout en sachant que celle-ci est « vouée, d'emblée à être durement réprimée ». La manifestation qui rassemble 20 000 Algériens retentit de cris et de slogans « Vive l'Algérie algérienne ».
Les policiers, répondant aux ordres, pénètrent et disloquent le cortège. La manifestation est violemment matée par les forces de police : des blessés gisent sur la chaussée. Plus de 11 500 personnes sont arrêtées dans la nuit, 7 800 sont parquées au Palais des Sports, 2 800 au Stade Pierre-de-Coubertin et 860 au Centre d'identification de Vincennes. Enfin 500 musulmans, classés comme meneurs ou dangereux, sont refoulés, le jeudi 19, par avion vers l'Algérie.
Le bilan officiel de la préfecture de police est de 3 morts et 64 blessés. Le bilan réel est très discuté : de 30 à 50 morts pour le 17 octobre et les journées suivantes selon Jean-Paul Brunet, 98 pour Benjamin Stora et Linda Amiri, 120 pour Jim House et MacMaster qui incluent un « cycle de deux mois connaissant son pic le plus visible dans la nuit du 17 octobre ».
Le 28 octobre, lorsque les émissaires français et Algériens se rencontrent à nouveau à Bâle, les dirigeants français comme ceux du FLN reconnaissent implicitement qu'il est dans leur intérêt mutuel d'oublier les événements sanglants du 17 pour pouvoir passer à autre chose. Le GPRA est parvenu le 17 octobre à faire croître la pression sur le gouvernement français au moment même où il s'apprête à négocier avec lui.

### Organisation armée secrète (1961-1962)

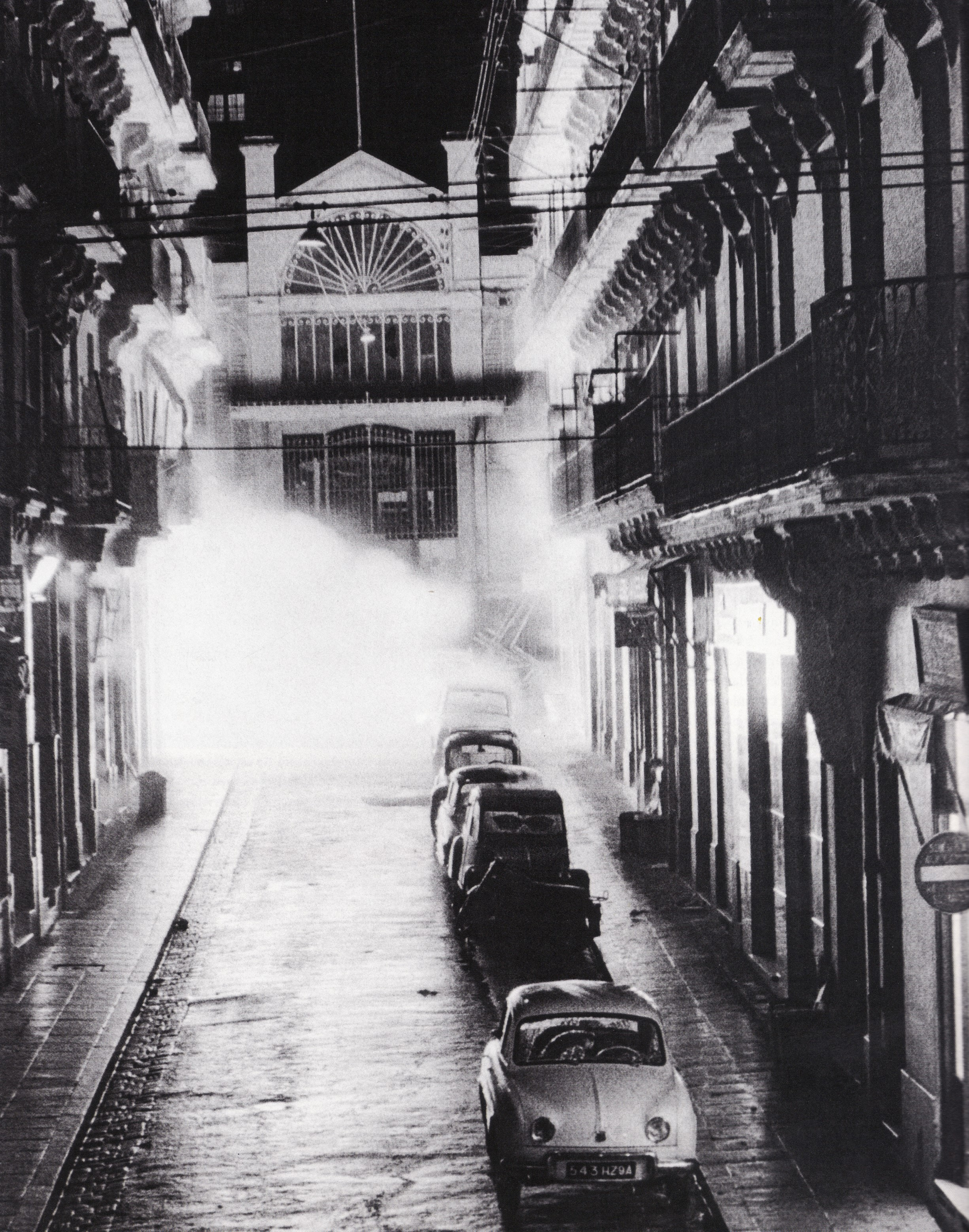
Alger, 1 janvier 1962 : explosion d'une bombe de l'OAS dans le quartier Bab El Oued.

L'OAS est une organisation politico-militaire clandestine française, créée à titre privée le 11 février 1961 pour tenter de perpétuer la présence française en Algérie par tous les moyens, y compris le terrorisme à grande échelle. Un an après l'échec de la semaine des barricades, alors que l’opinion et le gouvernement français souhaitent manifestement se désengager en Algérie, elle est créée à Madrid, dans l'Espagne dirigée par le général Francisco Franco, lors d'une rencontre entre deux activistes importants, Jean-Jacques Susini et Pierre Lagaillarde, ralliant par la suite des militaires de haut rang, notamment le général Raoul Salan. Sur le plan pratique, l'organisation ne sera ni centralisée ni unifiée. Elle est divisée en trois branches plus ou moins indépendantes, parfois rivales : l'« OAS Madrid », l'« OAS Alger » et l'« OAS Métro ».
On estime que l'OAS a compté environ 1 000 à 1 500 membres actifs, dont 500 dans l'Ouest algérien, 200 en métropole et une vingtaine en Espagne. Les civils représentaient environ 2/3 des effectifs, l'autre tiers étant constitué de militaires, pour la plupart engagés, sous-officiers et officiers.
Les attentats de l'OAS viseront des personnalités politiques et administratives du gouvernement légal français, des intellectuels ou des organes de presse favorables à une négociation avec le FLN, en Algérie comme en métropole, ainsi que la population musulmane, soupçonnée de soutenir le FLN. Le 8 septembre 1961, elle tentera d'assassiner De Gaulle à Pont-sur-Seine. Ses commandos prendront également pour cible les policiers, les enseignants, les fonctionnaires de l'administration fiscale, les commerçants musulmans.
Par ailleurs, et en raison de ces attentats, les membres de l'OAS sont eux-mêmes pourchassés sans répit par les forces gaullistes. L'OAS se dit soutenue par la population française d'Algérie [réf. nécessaire], mais ses nombreux attentats déclenchent la colère de l'opinion publique métropolitaine.
Rejetant le cessez-le feu proclamé le 18 mars 1962 par de Gaulle, les activistes de l'OAS se retranchent dans leur bastion de Bab El Oued, dit « quartier européen » d'Alger. La bataille qui s'ensuit donne lieu à une lutte entre les extrémistes du commando Delta et les gardes mobiles français. L'aviation de l'aéronavale pilonne les bâtiments occupés par l'OAS, tandis que les chars de l'armée française prennent position dans le quartier en état de siège.
La vague des attentats commis par l'OAS culmine le 2 mai 1962, avec l'explosion d'un camion piégé au port d'Alger qui fait 110 morts et 150 blessés, en majorité des dockers et des demandeurs d'emploi. Au vaste élan de solidarité déclenché à partir des différents quartiers de la capitale par toute la population, européens et musulmans confondus, répondent les tirs des ultras de l’OAS à partir d'immeubles avoisinants, lesquels ont pris pour cibles les blessés, les ambulances et les personnes venues nombreuses participer aux opérations de secours, provoquant ainsi un véritable carnage[réf. nécessaire]. En métropole, l'OAS revendique l'attentat du train Strasbourg-Paris qui cause 25 morts.
Les différents attentats et attaques de l'OAS feront entre 1 700 et 2 000 victimes,,,,.
Officiellement 119 membres de l'OAS ont été tués. En 1962, 635 membres de l'OAS sont arrêtés. 224 sont ensuite jugés, dont 117 acquittés, cinquante-trois condamnés à une peine de prison avec sursis, trente-huit à une peine de prison ferme, trois sont condamnés à mort et fusillés (Roger Degueldre, Claude Piegts et Albert Dovecar).

### Cessez-le-feu et référendum en métropole (mars 1962)

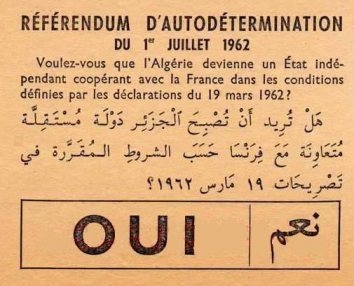
Bulletin de vote du référendum du 1962.

Le 18 mars 1962, à la suite des accords d'Évian, Charles de Gaulle annonce à la RTF (alors l'autorité en matière de radio et télévision) le cessez-le-feu, qui entre en vigueur le 19 mars 1962, et la tenue d'un référendum en métropole concernant l'autodétermination de l'Algérie. Ce référendum eut lieu le 8 avril 1962 et recueillit 90 % de oui. Il sera suivi d'un second référendum le 1er juillet 1962, en Algérie.

### Blocus de Bab El Oued et fusillade de la rue d'Isly (mars 1962)
Pour contrer les accords d'Évian, le général Salan, chef de l'OAS, appelle les combattants de son organisation à « harceler toutes les positions ennemies dans les grandes villes d'Algérie ». L'organisation décide d'interdire l'entrée du quartier de Bab El Oued aux forces de l'ordre françaises. Le 23 mars 1962, six appelés du contingent qui refusaient de céder leurs armes sont abattus par l'OAS. Le même jour, l'armée française lance l'assaut contre le quartier. Les combattants de l'OAS parviennent à fuir dans la soirée. L'armée instaure alors un blocus autour du quartier et le fouille maison par maison. Le 26 mars 1962, l'OAS lance un appel à la population européenne d'Alger pour forcer le blocus au cours d'une manifestation. Les manifestants, civils non armés, se heurtent à un barrage tenu par l'armée française qui, à la suite de coups de feu dont l'origine est restée indéterminée, mitraille la foule. Le dernier bilan officiel de la fusillade est de 46 morts et 150 blessés.

### Accord OAS-FLN de juin 1962
En juin 1962, Jacques Chevallier sert d'intermédiaire à des contacts secrets entre Jean-Jacques Susini, théoricien de l'OAS, et Abderrahmane Farès, président de l'Exécutif provisoire, en vue d'un accord pour l'arrêt des violences commises par l'OAS en contrepartie d'une amnistie de ses membres,. Cependant, les accords sont dénoncés par des dirigeants du FLN, tandis que parallèlement des chefs de l'OAS refusent le principe d'un tel accord, accusant Susini de haute trahison et le menaçant de mort.
Finalement, l'accord tourne court et l'OAS poursuivra sa politique de la terre brûlée (sabotage du port d'Oran, incendie de la bibliothèque d'Alger, plastiquages, assassinats, etc.).

### Reconnaissance de l'indépendance de l'Algérie (3 juillet 1962)
Le 3 juillet 1962, trois mois après les accords d'Évian et deux jours après le référendum d'autodétermination du 1er juillet en Algérie, le président de Gaulle annonce officiellement la reconnaissance par la France de l'indépendance de l'Algérie, et un échange de lettres entre lui et le président de l'Exécutif Provisoire constate le transfert de souveraineté,. L'Exécutif Provisoire était un organisme mis en place par les accords d'Évian et chargé d'assurer la direction du pays pendant la période de transition entre le cessez-le-feu et le transfert de souveraineté puis jusqu'à l'élection d'une assemblée constituante en Algérie.

### Départ des Pieds-noirs (printemps-été 1962)
L'arrivée au pouvoir du général de Gaulle après le 13 mai 1958 avait renforcé la croyance en un avenir possible pour l'Algérie française. Mais les annonces successives rapides de l'évolution de la politique algérienne du général de Gaulle instillent le doute, puis la révolte et enfin une forme de désespoir chez les partisans de l'Algérie française. Les temps forts de la période sont le référendum sur l'autodétermination en Algérie (janvier 1961), l'échec du putsch d'Alger (avril 1961), le cessez-le-feu (mars 1962), étapes conduisant l'Algérie dans une spirale de violences réciproques. L'OAS (Organisation armée secrète), organisation clandestine anti-indépendantiste composée de militaires et de civils (d'Algérie et de métropole), est refondée début mai 1961 à Alger, et se lance dans l'action « payante et spectaculaire » (Raoul Salan), c'est-à-dire des hold-up, vols d'armes, attaques de policiers, de barbouzes, de gendarmes mobiles. Après le 19 mars 1962, l'OAS utilise en Algérie des méthodes terroristes en organisant aussi des attentats contre les Algériens et Européens qui étaient pour l'indépendance. Parallèlement, le FLN intensifie les attentats aveugles (pendant la trêve unilatérale de mai à août 1961) et décide de cibler davantage l'OAS à partir de novembre 1961. Le début de 1962 voit une escalade sans précédent du terrorisme, le nombre des attentats de l'OAS dépassant à la mi-janvier ceux du FLN dont les attentats s'arrêtent quelque temps autour du 19 mars 1962, pour reprendre sélectivement contre des membres de l'OAS, puis rapidement contre tout Européen, quel qu'il soit, notamment sous la forme d'enlèvements, le FLN n'appliquant pas les accords d'Évian, la France laissant faire[réf. nécessaire].
Mais la violence prend aussi un aspect de guerre civile franco-française. Le quartier européen de Bab el Oued entre en insurrection le 23 mars 1962 et il s'ensuit une bataille entre pieds noirs européens anti-indépendantistes et métropolitains appelés du contingent. Afin de briser le blocus de Bab el Oued, des tracts de l'OAS appellent les civils à venir manifester sans armes et en arborant le drapeau français. Un barrage est forcé et le 4e régiment de tirailleurs mitraille le cortège et fait 80 morts et 200 blessés civils. En effet, de nombreux blessés décéderont les jours suivants à l'hôpital Mustapha.
À l'approche du référendum d'autodétermination, des commandos de l'OAS lancent l'« opération 1830 », avant de quitter l'Algérie, en juin ; cela consiste à redonner à l'Algérie son état précolonial en pratiquant la politique de la terre brûlée pour supprimer toutes traces de la présence française : le port pétrolier d'Oran et la bibliothèque de l'Université d'Alger sont incendiés.
C'est ce contexte qui conduit un million de Français à quitter l'Algérie en quelques mois. Près de 400 000 personnes émigrent en mai et juin, juste avant l'indépendance de l'Algérie. Le mouvement se poursuit dans les mois qui suivent à raison de 60 000 personnes environ entre juillet et décembre 1962. Une petite partie radicale d'entre eux, se sentant trahie par le gouvernement français, émigre à l'étranger, en particulier en Espagne, autour d'Alicante (foyer historique de nombreuses familles du département d'Oran) ou en Argentine,.
Un million de réfugiés Algériens reviennent en Algérie. L'historien Jean-Jacques Jordi parle d'épuration ethnique.
L'indépendance de l'Algérie est proclamée après les résultats du référendum d'auto-détermination, mené cette fois dans les départements d'Algérie.
Quant aux colons stricto sensu (c'est-à-dire dans le sens d'usage courant en Algérie de l'époque, de propriétaires-exploitants agricoles), leur départ est plus échelonné que celui de la masse des Pieds-Noirs. Il y aurait eu en septembre 1962 encore 15 000 colons exploitant leurs terres en Algérie, sur un total estimé de 22 000. Toutes les terres, propriétés des Européens, étant nationalisées en octobre 1963, le départ définitif des colons et de leurs familles sera terminé en 1964.

### Massacre d'Européens et Harkis
Le texte des accords d'Évian précise : « Aucun Algérien ne pourra être contraint de quitter le territoire algérien ni empêché d'en sortir ». De nombreux Harkis[Combien ?] ne sont pas cependant autorisés à être rapatriés au même titre que les Européens ou les Juifs par le gouvernement français[réf. nécessaire], ou en sont empêchés par des Algériens sans que le FLN y fasse obstacle[réf. souhaitée]. Des réfugiés ayant clandestinement rejoint la métropole sont rembarqués à destination de l'Algérie, tandis que les officiers français les ayant aidés (en désobéissant aux directives officielles) sont sanctionnés. Les clauses des accords d'Evian portant sur l'amnistie générale des crimes commis pendant la guerre et les garanties concédées aux Européens ne sont pas respectées par les indépendantistes. Dès la proclamation du cessez-le-feu, le 19 mars 1962, entre 30 000 et 80 000 Harkis, souvent avec leurs familles, sont torturés et massacrés par des éléments du FLN, sans que le FLN y fasse obstacle, et en dépit des accords signés.
Lors de la proclamation de l'indépendance le 5 juillet 1962, des exécutions sommaires, des lynchages (place d'Armes, boulevard de Sébastopol, place Karguentah, boulevard de l'Industrie, rue d'Arzew et ailleurs), des actes de torture (pendaison, pendaison à des crocs de boucher) sont commis contre la minorité européenne et des Algériens pro-français lors du massacre d'Oran. L'armée française présente sur place attend plusieurs heures avant de s'interposer. Le bilan est de 709 victimes (meurtres, assassinats, enlèvement, blessés compris).

### Guerre vécue par les communautés d'Algérie (1954-1962)
Durant la période de la guerre d'Algérie, trois communautés principales cohabitent dans les départements français d'Algérie. La communauté majoritaire, dite « musulmane », est formée d'Arabes (dont les descendants des Morisques d'Espagne), de Kabyles, d'autres Berbères et des descendants des Ottomans. Elle cohabite avec deux minorités. La plus nombreuse des deux est la communauté dite de l'ensemble des populations d'origine « européenne » (principalement Alsace-Lorraine, Languedoc, Suisse) et « méditerranéenne » (Corse, Malte, les Pouilles, la Sardaigne, les Baléares, l'Andalousie) dénommés Pieds-Noirs (désignation à l'origine incertaine), tandis que la plus ancienne est celle dite des Juifs, autochtones au pays (la présence juive en Algérie est très ancienne et remonte à 3 000 ans) et qui n'a cessé de recevoir des apports au fil des siècles, notamment d'Espagne après la Reconquista et de Livourne et dont les origines précèdent le débarquement français de 1830.
La diversité individuelle de chaque communauté se retrouve aussi dans la diversité et la contradiction des engagements politiques au sein de chacune d'elles ; en ce sens cette guerre, du moins telle qu'elle est vécue en Algérie, peut être perçue comme une guerre civile. Chaque communauté devient l'enjeu des différents belligérants qui tentent de susciter l'intérêt pour sa lutte et le ralliement de la population à sa cause.

#### Communauté musulmane durant la guerre
Pour empêcher les populations d'aider le FLN, l'armée concentre, selon le rapport Rocard de 1959, un million de civils (dont la moitié d'enfants) des zones rurales dans des « camps de regroupement ». En février 1959, Michel Rocard, élève à l'ENA et en stage en Algérie, adresse un rapport sur les camps de regroupement à un proche de Paul Delouvrier, délégué général en Algérie. Le 31 mars, ce dernier donne l'ordre aux autorités militaires de suspendre les regroupements, et de concentrer les moyens sur l'amélioration des camps existants. Cet ordre sera assez mollement suivi. L'existence des camps de regroupement et leur état est en général ignoré de la population métropolitaine, jusqu'au 22 juillet 1959, où Le Figaro fait la une avec un reportage de Pierre Macaigne qui scandalise les lecteurs. Une campagne d'opinion se lance. La comparaison avec les camps de concentration est évoquée.
L'armée bombarde massivement au napalm et aux bombes incendiaires des villages et des hameaux dans les Aurès afin de mater la rébellion Chaouis,.
De son côté, le FLN a recours aux attentats ciblés, aux assassinats et aux massacres de rivaux notamment du MNA,.
Après l'indépendance, l'Armée française refuse d'intervenir pour assurer la sécurité de ses supplétifs musulmans, tout comme elle intervient très tardivement le 5 juillet 1962 à Oran pour protéger les Européens,.
Entre 15 000 et 150 000 harkis auraient été massacrés par le FLN, et 30 000 harkis se réfugient en France où ils sont parqués dans des camps d'internement sur ordre du gouvernement. En suivant les travaux d'autres historiens, le chiffre varie entre 15 000 et 50 000 sans toutefois parvenir à une estimation réelle, étant donné que le problème a pris une tournure idéologique partisane marquée par les passions, notamment en France.

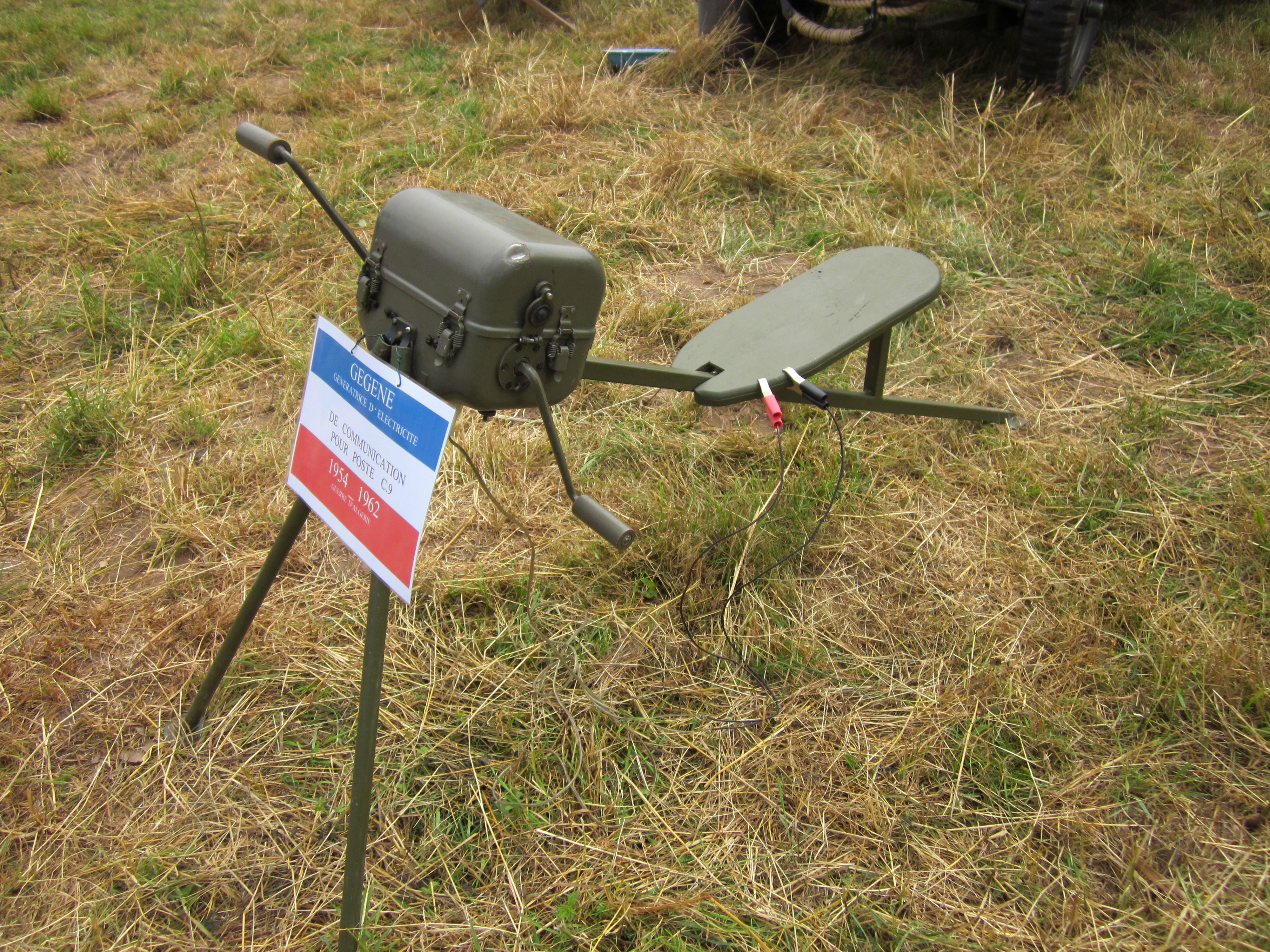
Générateur électrique ou la fameuse « Gégène », utilisée comme outil de torture par l'armée française.

« […] Il est possible que le général de Gaulle, dans une vue panoramique du monde, ait estimé qu'il était superflu de ramener en France plus de trois mille harkis. Le Conseil des ministres avait en effet déclaré : on en ramènera trente mille. Et au Conseil des ministres suivant on s'est aperçu que trente mille harkis ou maghaznis, cela faisait trois cent mille personnes, parce qu'il fallait compter avec la femme, la mère et les enfants! A peu près dix personnes par harki ou par moghazni. Alors M. Louis Joxe a tranché, et avec son air toujours un peu excédé, et sa courtoisie lassée, il a dit : « Réduisons à trois mille. » Il en est revenu quatre mille cinq cents, parce que la marine présente cette particularité exceptionnelle d'avoir des bateaux pour transporter et des traditions à respecter. »

#### Communauté juive durant la guerre
Pendant la guerre d'Algérie, la communauté juive, profondément algérienne s'est orientée d'une manière générale vers une attitude neutraliste. Les organisations communautaires font preuve d'une extrême modération et refusent de prendre politiquement position, car elles considèrent que ce n'est pas de leur ressort, pourtant - malgré les nombreux attentats - certains embrassent la cause du FLN et d'autres s'engagent dans l'OAS.
Certains intellectuels juifs, comme Henri Alleg, ont pris fait et cause pour les nationalistes Algériens du FLN (Front de libération nationale). L'un d'entre eux, Pierre Ghenassia, rejoindra l'ALN et y tombera même sur le champ de bataille lors d'une attaque de l'armée française.
À l'inverse, des Juifs sympathisent avec l'OAS, à Alger et à Oran essentiellement (ils sont particulièrement actifs à Oran). Regroupés au sein des « Commandos Colline », ces groupes sont liés aux réseaux « France Insurrection » et conduits par Elie Azoulai et Ben Attar et ils tuent certains élus musulmans, essaient de mettre le feu à une prison où sont détenus des hommes du FLN et abattent des officiers français (dont le lieutenant-colonel Rançon).
Par ailleurs, la communauté juive algérienne considérable par son nombre, plus de 130 000 personnes, soit l'une des plus importantes du monde arabo-musulman à l'époque, n'a pas laissé indifférent l'état d'Israël qui y voyait un potentiel réservoir pour sa politique coloniale. Désireux d'assurer la protection des israélites locaux, les services secrets israéliens vont s'illustrer dans la formation et l’encadrement des milices juives d’autodéfense et parfois participent directement aux représailles contre les Algériens musulmans, notamment à Constantine.
Des Juifs d'Algérie furent également victimes de l'OAS (William Lévy en novembre 1961 à Alger, Moïse Choukroun en décembre 1961, etc.).

### Guerre vécue de la métropole (1954-1962)

#### Contrôle de l'information par l'État (1954-1962)
La Radiodiffusion-télévision française (RTF), unique organisme audiovisuel français, est composée de cinq chaînes de radio et deux chaînes de télévision. Elle est placée sous le contrôle direct de l'État, conformément à l'ordonnance de 1945 sur le monopole d'État sur les ondes nationales. En conséquence, l'Élysée contrôle entièrement l'information et s'arroge le droit de censure, la métropole ne perçoit les événements d'Algérie que par le prisme de l'État.
En Algérie, la presse écrite, aux mains du capital des grands propriétaires terriens, publie chaque jour tout le long du conflit des unes dans lesquelles l'information s'apparente plus aux communiqués de la victoire en usage dans les dictatures totalitaires [réf. nécessaire] et où les victimes civiles musulmanes étaient systématiquement assimilées, d'abord, à des hors-la-loi, puis à des combattants rebelles. Les bilans des tués parmi ces derniers, fournis par les services du renseignement étaient toujours importants.[réf. nécessaire]
La guerre d'Algérie est le principal épisode de censure et de contrôle de l'information de l'après-guerre. Les gouvernements des 4e et 5e Républiques l'emploient non seulement pour des raisons de sécurité militaire, mais aussi pour préserver le moral et empêcher la constitution d'une opposition organisée à la guerre. Répression et intimidation sont également employées, avec arrestations des journalistes et accusation des rédactions d'être des traitres à la patrie. Les saisies de journaux sont courantes, certains titres comme France Observateur, L'Humanité ou Le Libertaire sont régulièrement retirés des ventes en France, en Algérie c'est L'Express, Libération et l'Humanité qui sont complétement interdits. Les saisies ont un impact économique sur la presse étant donné qu'elles ont lieu après l'impression, ce qui multiplie les coûts de production. Le plus grand scandale dû à la censure au cours de cette période est lié au livre La Question qui raconte l'interdiction du journal Alger républicain en Algérie, l'arrestation de son directeur et sa torture par des militaires. Les articles qui traitent du livre sont saisis de même que le livre lui-même, ce qui constitue en France la première saisie d'un livre pour motifs politiques depuis le XVIIIe siècle selon son éditeur. C'est lors de la guerre d'Algérie que Le Canard enchaîné devient le journal d'investigation que l'on connaît aujourd'hui, dévoilant dans une chronique intitulée Carnets de route de l'ami Bidasse le quotidien des soldats appelés du contingent, mais aussi des informations militaires confidentielles. L'armée française cherche activement les informateurs du Palmipède, classant les suspects en tant que « BE » (« bidasse éventuel »), ou « BP » (« bidasse probable »). Cette nouvelle orientation accompagnée d'une liberté de ton originale permet au Canard d'atteindre les 300 000 exemplaires diffusés en 1962.

#### Camps d'assignation à résidence (1957-1962)
Durant la guerre d'Algérie, le ministère de l'Intérieur français obtint en 1957 la possibilité de recourir à nouveau à l'internement administratif collectif. Plusieurs centres d'assignation à résidence surveillée furent créés en métropole sur des sites militaires : Larzac (Aveyron), Rivesaltes (Pyrénées-Orientales), Saint-Maurice-l'Ardoise (Gard), camp de Thol (Ain), Vadenay (Marne). Près de 14 000 Algériens suspectés d'être membres du Front de libération nationale (FLN) y furent internés.

#### Manifestations en soutien de l'armée française en Algérie (1957-1958)
En réaction à un article de L'Express condamnant la pratique de la torture par l'armée française en Algérie, une manifestation accusant la torture pratiquée par le FLN est organisée. Le 22 juillet 1956, le capitaine Moureau, chargé des affaires indigènes, est enlevé à Bouizakarne, au Maroc, et remis au FLN, qui le torture pendant un an. Un commando français le retrouve, mutilé, et abrège ses souffrances à sa demande.
La manifestation en hommage au capitaine Moureau, captif du FLN, a lieu à la Place de l'Étoile le 3 avril 1957 et dégénère en affrontement avec la police parisienne sur les Champs-Élysées.
Le 13 mai 1958 a lieu aux Champs-Élysées une manifestation en mémoire des trois militaires français faits prisonniers par le FLN qui les a exécutés le 9 mai.

#### Manifestations pacifistes (1960-1962)
Les Trente ou Action civique non-violente (ACNV) est un groupe hétéroclite, composé d'objecteurs de conscience, de déserteurs refusant de remplir leur obligation de servir en Algérie, de laïcs et d'hommes d'Église et de musulmans, qui s'est livré à des manifestations pacifistes en métropole.

#### Réseau Jeanson (1960)
À la suite du procès des « porteurs de valises » du réseau Jeanson, des intellectuels et artistes lancent le manifeste des 121 le 6 septembre 1960. En réaction, le maréchal Alphonse Juin lance le « contre-manifeste des 340 ».

#### Assassinats et attentats de l'OAS (1961-1962)
Le maire d'Évian, M. Camille Blanc, est assassiné par l'OAS le 31 mars 1961 pour avoir officiellement accueilli dans sa ville des délégués du FLN venus négocier avec une délégation française.
Au début de l'année 1962, sous l'impulsion d'André Canal, la Mission III (branche métropolitaine de l'OAS) multiplie les attentats en région parisienne. Le 4 janvier, un commando en voiture mitraille l'immeuble du Parti communiste, place Kossuth, blessant grièvement un militant au balcon du 2e étage.
Dans la nuit du 6 au 7 janvier, c'est le domicile de Jean-Paul Sartre qui est l'objet d'un plasticage. Le 24 janvier, on compte 21 explosions dans le département de la Seine, visant des personnalités ou des organisations supposées hostiles à l'idéologie de l'OAS.
Un quadrillage policier est mis en place dans Paris, qui n'empêche pas que, dans l'après-midi du 7 février, dix charges plastiques explosent au domicile de diverses personnalités : deux professeurs de droit, Roger Pinto et Georges Vedel, deux journalistes, Pierre Bromberger, du Figaro, et Vladimir Pozner, blessé grièvement, deux officiers, le sénateur communiste Raymond Guyot dont la femme est blessée. Un dernier attentat qui vise André Malraux blesse au visage une fillette de 4 ans, Delphine Renard.

## Bilan

### Bilan humain
Le bilan humain a longtemps été difficile à établir étant donné les divergences de l'histoire officielle reconnue par les deux pays.
L'historien français Benjamin Stora parvient à établir un bilan humain global en rassemblant les sources qu'il considère comme les plus sérieuses, recensant près de 500 000 morts, parmi lesquels :
- près de 400 000 morts du côté « algérien musulman » ;
- entre 15 000 et 30 000 morts harkis ;
- 30 000 morts militaires françaises ;
- 4 000 morts civiles parmi les « Européens d'Algérie ».

#### Pertes algériennes

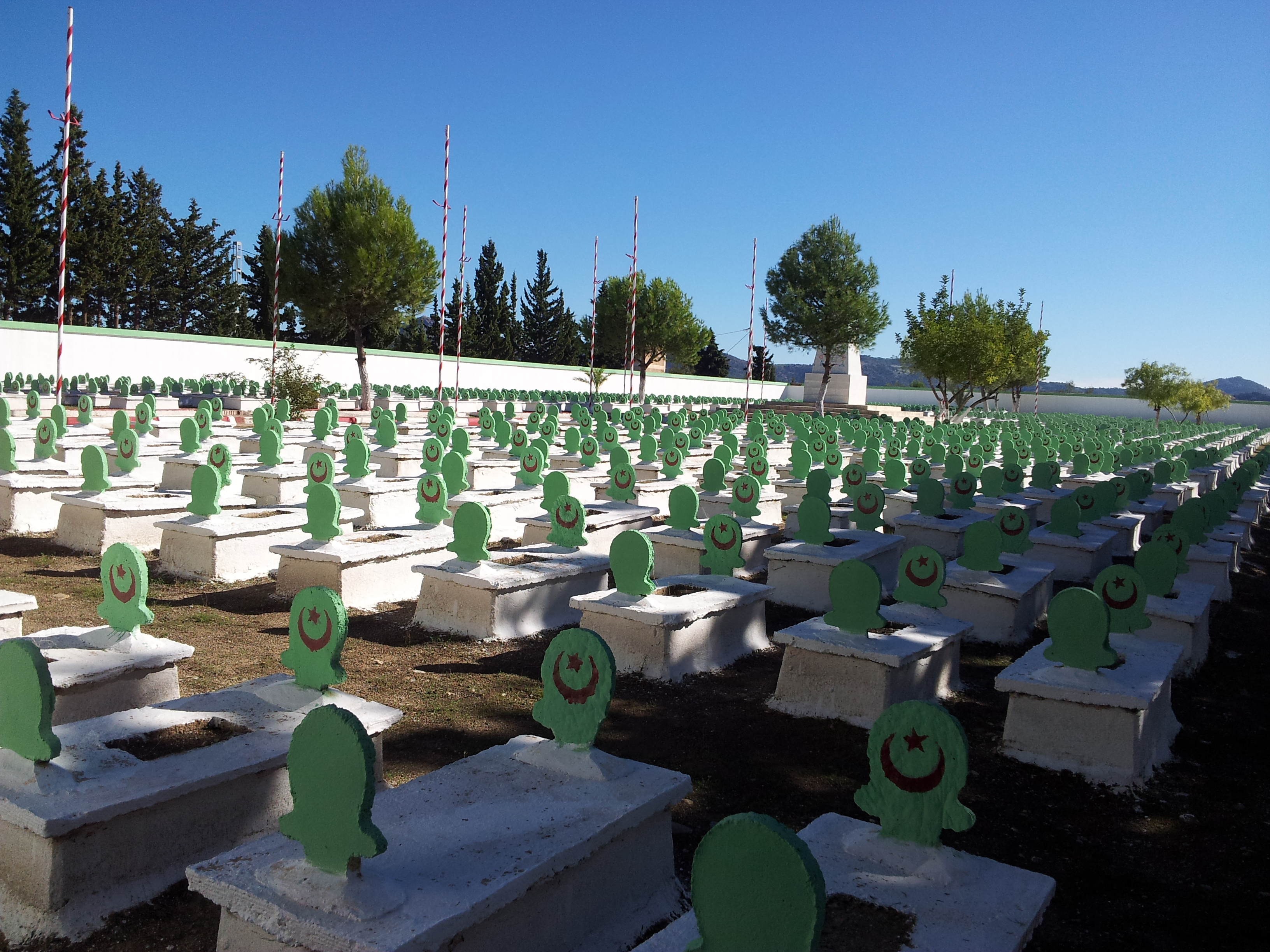
Bourokba (Algérie) : cimetière des combattants Algériens morts pour la patrie (1954-1962).

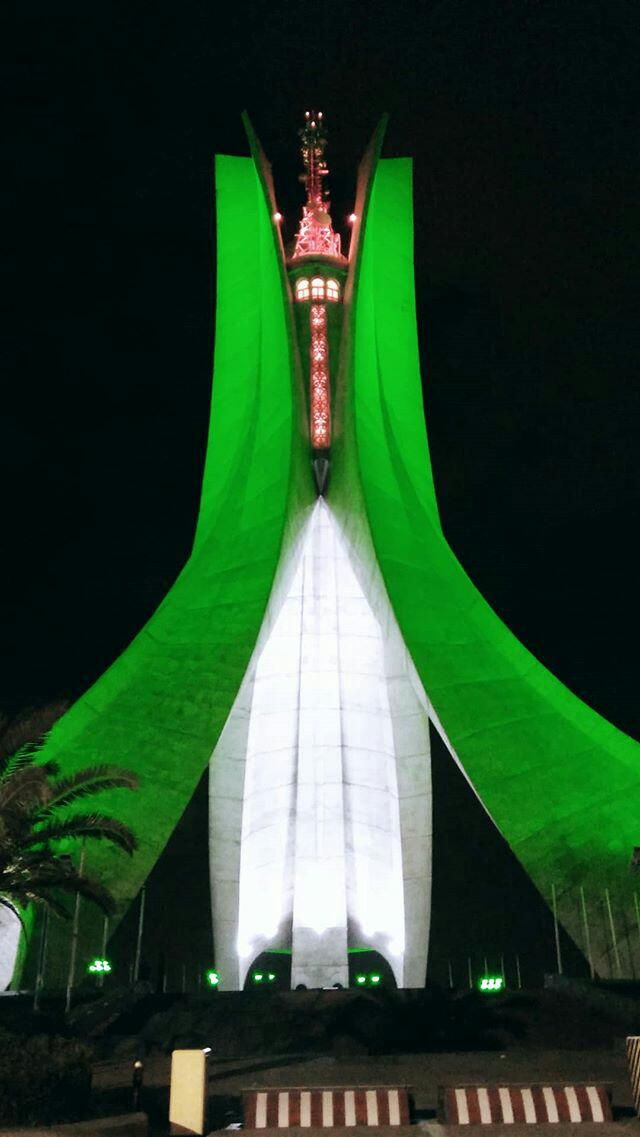
Monument des martyrs de la guerre d'Algérie à Alger (nuit).

Les sources divergent beaucoup sur la question des pertes algériennes, qui sont difficiles à évaluer avec précision, faute d'une enquête réalisée dans toutes les localités d'Algérie. Benjamin Stora évoque la difficulté de décompter le nombre des victimes civiles : tuées dans les zones éloignées, victimes des opérations armées ou de bombardements de l'armée française, exécutées par l'ALN et ceux pris entre deux feux.
Le général de Gaulle parlait de 78 000 victimes en octobre 1958, et de 145 000 en novembre 1959.
Selon l'écrivaine et la militante algérienne Djamila Amrane (archives algériennes)[évasif], sur un total cumulé de 336 748 moudjahidines (132 290 maquisards du FLN et 204 458 civils du FLN) 152 863 ont été tués,, valeur qui correspond sensiblement à l’évaluation du 2e Bureau.
Les civils forment la majeure partie des pertes humaines des populations musulmanes. Les chiffres d'un million (journal El Moudjahid, dès 1959), puis d'un million et demi de morts, ont été avancés en Algérie, sans base historique sérieuse selon Benjamin Stora. L'Algérie estime que le nombre de victimes pendant la guerre d'Algérie dépasse un million et demi de morts, en incluant les personnes tuées directement ou indirectement (dépression, suicide, traumatisme, maladie, mort à la suite de fuites par peur, disparitions et famine), ainsi que les enfants décédés à la suite de l'abandon consécutif à la mort de leurs parents.
Des historiens et des démographes français ce sont penchés sur la question :
- Selon Guy Pervillé « Contrairement au mythe accrédité en Algérie […] la guerre n'a pas causé 1 million ni 1 million et demi de morts algériens […] même si la comparaison des recensements d'avant et d'après 1962 ne permet pas d'établir en toute certitude un bilan inférieur à 300 000, voire à 250 000 morts »[254],[255].
- Xavier Yacono, dans une étude parue en 1982, estime, toujours à partir des recensements, les pertes algériennes à un peu moins de 300 000 morts[256], bilan proche d'une estimation de Krim Belkacem[257].
- Selon Benjamin Stora, exploitant les travaux de chercheurs ayant utilisé la même méthode scientifique classique de comparaison des recensements de population et d'analyse de la pyramide des âges pour calculer « la surmortalité de la guerre », le déficit se situe entre 350 000 et 400 000 morts, soit 3 % de la population algérienne[250].

La World Peace Foundation, estime à 300 000 les décès algériens globaux, incluant les combattants. Martin Evans donne un aperçu des sources, et des débats sur le nombre de personnes décédées à la suite du conflit. Citant le travail de l'historien Charles-Robert Ageron, Evans note une tendance à la hausse de la violence entre le FLN et l'armée française qui commence en novembre 1954, et culmine en avril 1958. La violence commise par l'OAS atteint son apogée juste après la période de cessez-le-feu. Les massacres anti-harkis ont pris de l'ampleur en juillet 1962.
Selon l'historien français Guy Pervillé, la guerre fratricide entre le FLN et le MNA, mouvement de Messali Hadj fait 4 300 tués et 9 000 blessés en France et environ 6 000 tués et 4 000 blessés en Algérie.
Le FLN a été responsable, entre 1954 et le 19 mars 1962, de la mort de 16 378 civils Algériens et de 13 296 disparus, selon Guy Pervillé.
Quant au nombre de harkis massacrés après le cessez-le-feu, en violation des accords d'Évian selon lesquels il n'y aurait de représailles ou d'épuration ni du côté algérien, ni du côté français, les estimations varient entre 15 000 et 100 000 personnes selon l'historien Jean-Jacques Jord.
Les chiffres des morts sont encore contestés car basés sur des témoignages locaux extrapolés à l’ensemble du pays, ce qui est peu probable. Toutefois selon Jean-Charles Jauffret : « Il semble qu'un consensus rassemble peu à peu les historiens français à propos de cette question et qu'une évaluation entre 60 et 80 000 victimes soit retenue ». Les massacres de supplétifs ont commencé dès mars 1962 et ont culminé à l’automne. Ils sont dus à des règlements de compte entre clans rivaux, des vengeances mais aussi au zèle des « marsiens », ralliés FLN de la 25e heure, voulant montrer leur patriotisme de façade.
Par ailleurs, la torture pendant la guerre d'Algérie a été pratiquée aussi bien par l'armée française que par les insurgés algériens. Le nombre de torturés n'est pas connu avec certitude mais il devrait concerner des centaines de milliers d'indigènes et des centaines de prisonniers français.
Le nombre de disparus n'a jamais été connu. Certains ayant été exécutés et ensevelis dans des fosses communes clandestines ou dans des stades municipaux.

#### Pertes françaises

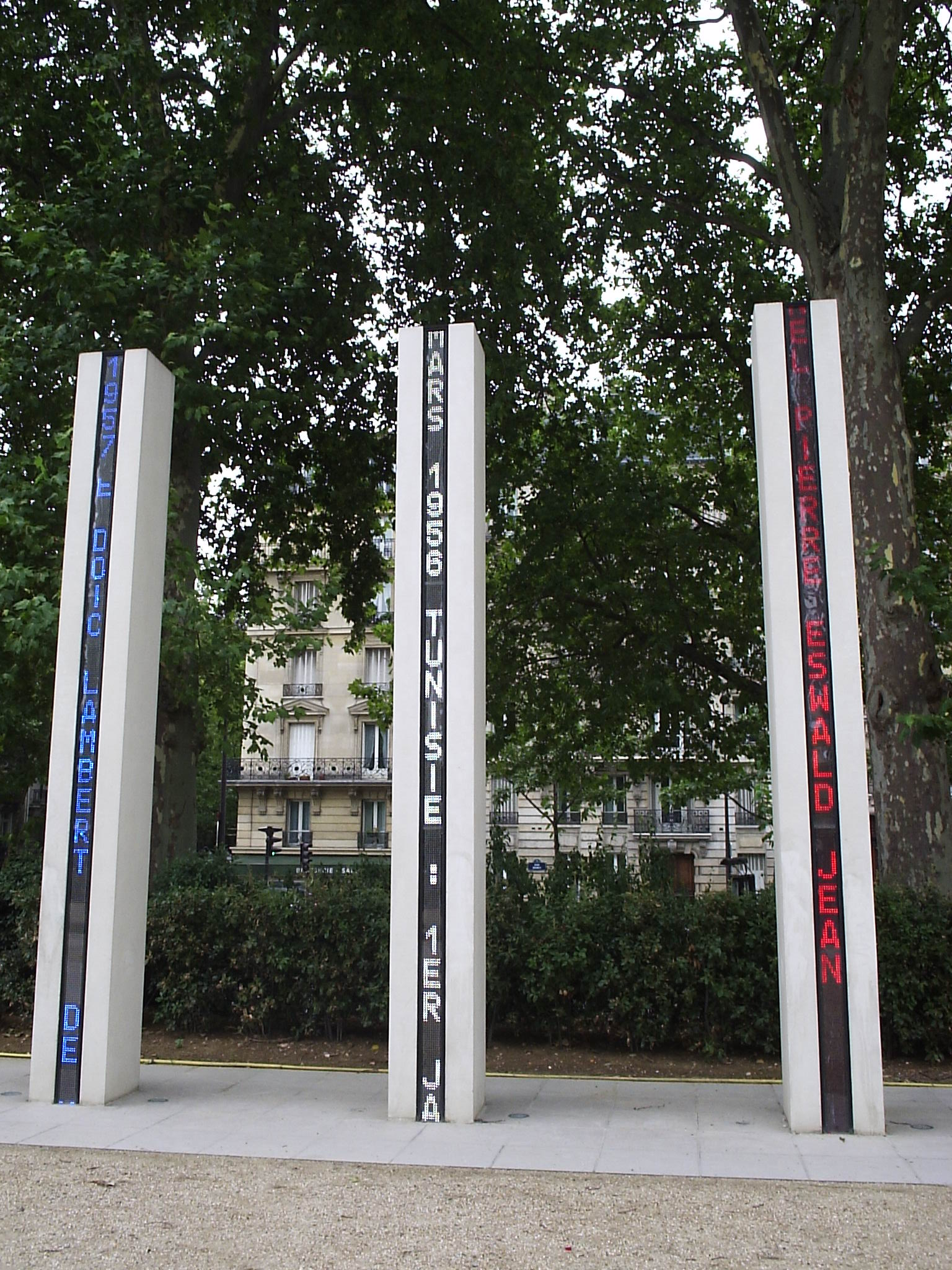
Mémorial national de la guerre d'Algérie et des combats du Maroc et de la Tunisie, érigé quai Branly, à Paris.

Pour les pertes militaires françaises en Algérie, le Journal officiel du 4 août 1986 donne les chiffres suivants :
Effectifs engagés : 1 419 125 militaires dont 317 545 d'active (22,4 %) et 1 101 580 appelés du contingent (77,6 %).
Pertes totales : 23 196 morts (plus 4 362 supplétifs) et 60 188 blessés dont :
- militaires d'active : 11 283 morts, soit 48,6 % du total des morts ;
- appelés du contingent : 11 913 morts, soit 51,4 % du total des morts.

Causes des morts :
- morts au combat : 12 954 (plus 3 200 supplétifs)[263] dont 5 605 militaires d'active (43,3 %) et 7 349 appelés du contingent (56,7 %) ;
- morts d'accident : 8 057 (plus 1 095 supplétifs)[263] dont 4 595 militaires d'active (57,0 %) et 3 462 appelés du contingent (43,0 %) ;
- morts de maladie : 1 185 dont 621 militaires d'active (52,4 %) et 564 appelés du contingent (47,6 %) ;
- portés disparus : 1 000 dont 462 militaires d'active (46,2 %) et 538 appelés du contingent (53,8 %).

Taux de morts pour les militaires d'active : 11 283 morts pour un effectif engagé de 317 545, soit un taux de 3,6 %.
Taux de morts pour les appelés du contingent : 11 913 morts pour un effectif engagé de 1 101 580, soit un taux de 1,1 %.
Après le 2 juillet 1962, il est à déplorer plus de 500 militaires « morts pour la France » en Algérie, dont plus de la moitié ont été tués ou enlevés par l'ALN.
D'après le Service historique du ministère de la Défense, il est constaté :
- En 1962 : 1 039 militaires morts (540 appelés et 209 engagés) ;
- En 1963 : 122 militaires morts (74 appelés et 18 engagés) ;
- En 1964 : 46 militaires morts (15 appelés et 17 engagés)[265][source insuffisante].

Pour les civils français, le total est de 2 788 tués,. Il faut y ajouter, après le cessez-le-feu, 3 018 enlèvements dont 1 282 retrouvés (déclaration de Broglie du 24 novembre 1964, confirmée par lettre Santini du 9 novembre 1994), chiffres proches de ceux de Pervillé qui évoque 2 000 tués sur 3 000 enlevés,.

##### Morts au combat
Parmi les morts au combat avant le cessez-le-feu du 19 mars 1962, on dénombre 12 954 appelés, engagés, légionnaires et Africains auxquels s'ajoutent 3 200 supplétifs « Français musulmans » soit un total de 16 154 morts au combat. Parmi les appelés et engagés, on dénombre 949 appelés et 396 engagés « Français musulmans » morts au combat. Soit au total 9 899 (61 %) Français de souche européenne (appelés et engagés) sont morts au combat aux côtés de 4 545 (28 %) « Français musulmans » (appelés, engagés et supplétifs), 1 200 (7 %) légionnaires et 510 (3 %) Africains,,.

### Violence, torture et exécutions capitales
La pratique de la torture par l'armée française est une réalité avérée notamment par les nombreux témoignages et des rapports furent adressés aux responsables politiques comme Pierre Mendès France ou Charles de Gaulle. Cependant, on ne sait pas dans quelle mesure les responsables politiques étaient au courant de ces pratiques. Selon Raphaëlle Branche, la pratique de la torture pendant la guerre d'Algérie a au moins deux origines. D'une part, durant la colonisation, elle constituait un outil policier pour le maintien de l'ordre et, d'autre part, elle est issue des crispations de l'armée française qui ne voulait pas connaitre une deuxième décolonisation après la guerre d'Indochine. Cette deuxième thèse relève d'une tentative de justification d'actes pourtant abolis en France depuis 1780.
Surpris par les attentats du FLN, sa progression dans l'opinion algérienne et sa pugnacité, l'État Français mettra en place des mesures spéciales, renforçant notamment le recours à la justice militaire et la limitation de certaines libertés, comme la liberté de réunion. Dès le mois de mai 1955, commence à se répandre le concept de « responsabilité collective ». Elle est appliquée dans les Aurès en premier lieu, où le général Pallange décrète que le douar le plus proche d'un lieu de sabotage ou d'un attentat est collectivement responsable de l’événement. Les mesures prises peuvent aller d'une corvée collective pour réparer les dégâts le plus souvent, à une « prise d'otage » ou un bombardement du douar en question. Le principe de punition collective devient donc rapidement le corollaire de la responsabilité collective.
En 1955, Maurice Bourgès-Maunoury et le général Koenig, respectivement ministre de l'intérieur et de la défense, rédigent une « instruction concernant l'attitude à adopter vis-à-vis des rebelles en Algérie », prônant une réaction militaire « plus brutale, plus rapide, plus complète ». Ce texte confirme l'extension de la guerre non seulement aux rebelles armés mais aussi à la population algérienne susceptible de soutenir les rebelles. Max Lejeune, devenu secrétaire d'État aux forces armées, dira à propos du soulèvement populaire dans le Constantinois du 20 août 1955 réprimé qu'il n'est pas faux de parler de « répression aveugle ».
Le FLN, en grande partie dans la clandestinité, exerce son contrôle sur la population algérienne, y compris par des assassinats. Le plus connu est le massacre de Melouza, village qui aurait été acquis au messalistes (rivaux du FLN). Cependant, le général Salan constate que la population des douars environnants accuse l'armée française d'être responsable du massacre. Le FLN mène une guérilla intense contre les troupes françaises et des attentats qui touchent les infrastructures, mais aussi la population civile européenne. Le bilan des pertes occasionnées par le FLN est cependant plus lourd pour les militaires que pour les civils.
Concernant les exécutions capitales, le 17 mars 1956 sont publiées au JO les lois 56-268 et 56-269 qui permettent aux tribunaux militaires français d’appliquer - sans instruction préalable - la peine de mort aux membres du FLN pris les armes à la main. Pour les bourreaux d'Alger, commencent alors les cadences infernales, avec les exécutions multiples qui se poursuivent jusqu'en 1958. Dans ses mémoires, le bourreau Fernand Meyssonnier rapporte « Dans l'histoire, c'est assez rare […] En Algérie, entre 1956 et 1958, il y a eu seize exécutions doubles, quinze triples, huit quadruples et une quintuple. Oui, pendant le FLN c'était à la chaîne […] Pour arriver à de telles hécatombes, il faut des époques politiques troubles comme la Terreur pendant la Révolution, l'Occupation où il y a eu neuf exécutés d'un coup le 1er mai 1944, et… les "événements" d'Algérie ». Au total, entre 1956 et 1962 pour environ 1 500 condamnations prononcées, 222 Algériens ont été officiellement exécutés pendant la guerre d’Algérie. 142 l’ont été sous la IVe République : 45 pendant que François Mitterrand était garde des Sceaux, soit une exécution tous les 10 jours en moyenne. La plus forte fréquence revient au Gouvernement Maurice Bourgès-Maunoury, sous lequel 29 exécutions ont eu lieu en trois mois (soit une tous les trois jours). 80 exécutions ont eu lieu sous de Gaulle (soit une tous les 20 jours), bien qu’il ait amnistié 209 condamnés à mort en janvier 1959, commuant leur condamnation en peine de prison à vie[source insuffisante].

### Amnisties françaises
Des lois d'amnistie ont été promulguées durant et après la guerre.

#### Durant la guerre
La première loi d'amnistie a concerné les membres du FLN et a été instaurée en Conseil des Ministres, le 13 janvier 1959, par le premier président de la Ve République prenant fonction, Charles de Gaulle, dans le cadre de la paix des braves ; il s'agit du premier conseil des ministres du président de Gaulle.

#### Après la guerre
Les Accords d'Évian ont stipulé la garantie de non poursuite pour tous les actes commis par les parties en conflit en Algérie avant le 19 mars 1962. Cette politique a perduré après la guerre (lois ou décrets de 1962,, 1966, de 1968, de 1974, de 1982 et de 1987). Une loi spécifique est votée le 17 juin 1966 pour amnistier les responsables de l'affaire Audin. Après les doubles lois de 1962, les seuls actes pouvant être poursuivis sont ceux de torture commis par les forces françaises contre des membres de l'OAS.
Dans son arrêt du 17 juin 2003, la Cour de cassation considère qu'il n'y a pas eu de crime contre l'humanité pendant la guerre d'Algérie. Elle écarte ainsi la possibilité de poursuites contre le général Paul Aussaresses. Sans nier les faits de torture, ni leur qualification de crime contre l'humanité au sens du code pénal actuel (entré en vigueur le 1er mars 1994), la jurisprudence actuelle écarte la qualification de crime contre l'humanité au sens du code pénal de l'époque : dès lors que les événements sont antérieurs au 1er mars 1994, seuls les faits commis par les puissances de l'Axe sont susceptibles de revêtir la qualification de crime contre l'humanité.
Des associations de défense des droits de l'homme comme la FIDH demandent un revirement.
En 1982, sous le gouvernement Mauroy, dans la continuité des amnisties antérieures, intervient l’« ultime normalisation administrative », la « révision de carrière » et la réhabilitation des généraux putschistes.
La loi du 23 février 2005 (dont seul l'article 4 a été retiré) accorde une « indemnité forfaitaire » et non imposable aux « personnes […] ayant fait l’objet, en relation directe avec les événements d’Algérie […], de condamnations ou de sanctions amnistiées » (art.13), et ne figurant pas parmi les bénéficiaires mentionnés dans la loi (no 82-1021) du 3 décembre 1982. Athanase Georgopoulos, ancien de l'OAS réfugié en Espagne avant de revenir en France, a été nommé à la Commission chargée d'implémenter ces indemnisations (arrêté du 29 décembre 2005).
Le général de Bollardière, sanctionné de soixante jours d'arrêts de forteresse pour avoir dénoncé la torture, n'a par contre pas été réhabilité. Il fut à l'époque le seul officier supérieur français à condamner la torture. Ainsi, seuls les pieds-noirs français et européens ayant été victimes de torture pourront demander des comptes à l'état français.

### Amnisties algériennes
Les accords signés à Évian le 18 mars 1962 contenaient une clause dans laquelle le FLN, cosignataire des accords (et non le Gouvernement provisoire de la République algérienne (GPRA), garant de l'autorité dans l'Algérie indépendante, mais qui n'en est pas officiellement signataire), s'engageait à observer une amnistie générale garantissant formellement la non poursuite des militaires français ayant commis des crimes de sang.
La visée de cet accord était, pour le président de Gaulle, d'obtenir des garanties concernant l'Armée française et certains segments de la population européenne qui, en théorie, devait choisir de rester ou non en Algérie ainsi que la fraction de la partie musulmane ayant combattu avec l'armée française pour le maintien de l'Algérie au sein du territorial national français. Ainsi, les dispositions communes du Chapitre II De l'indépendance et de la coopération / A) DE L'INDÉPENDANCE DE L'ALGÉRIE / II - Des droits et libertés des personnes et de leurs garanties stipulent que:

« Nul ne pourra faire l'objet de mesures de police ou de justice, de sanctions disciplinaires ou d'une discrimination quelconque en raison :
- d'opinions émises à l'occasion des événements survenus en Algérie avant le jour du scrutin d'autodétermination ;
- d'actes commis à l'occasion des mêmes événements avant le jour de la proclamation du cessez-le-feu ;
- Aucun Algérien ne pourra être contraint de quitter le territoire algérien ni empêché d'en sortir. »

— Accords d'Évian
Les violations des accords d'Évian de la part du FLN ont débouché, d'une part, sur des incidents isolés tel le massacre d'Oran (communauté européenne) consécutif à la proclamation d'indépendance le 5 juillet 1962 et, d'autre part, au début des représailles et règlements de comptes contre des Harkis ainsi que ces derniers entre eux (communauté musulmane). Globalement, aucun criminel de guerre, appartenant à l'un ou l'autre des belligérants n'a été poursuivi après la guerre.

## La guerre d'Algérie à l'échelon international

### Les soutiens étrangers au FLN
Le FLN bénéficie de plusieurs soutiens étrangers, d'abord de la part des « pays frères », le royaume du Maroc et la république de Tunisie, qui échappant au statut de protectorats français en 1956 et dont les territoires de leurs confins frontaliers respectifs avec l'Algérie jouent le rôle de sanctuaires et de bases arrière. Cette complicité conduira à la bataille des frontières, qui amènera les Français à édifier sur la frontière algéro-tunisienne la fameuse Ligne Morice ainsi que la Ligne Challe. Autres conséquences, l'arraisonnement de l'avion Royal Air Maroc de Ben Bella et l'affaire de Sakiet qui, elle, débouche sur le coup d'État du 13 mai 1958 à Alger et la chute de la Quatrième République.
La Libye joue un rôle clé dans l'organisation des convois d'armes à destination des maquis Algériens.
L'Égypte est également active dans le soutien du FLN, où le lieutenant-colonel Nasser qui prône une politique de panarabisme (nassérisme) et qui bénéficie de l'appui soviétique, fournit des armes au FLN. Les services secrets français (SDECE) qui surveillent le raïs, parviennent à démontrer l'aide militaire fournie au FLN par l'Égypte. Ainsi est arraisonné le cargo Athos transportant plus de 70 tonnes d'armes tchèques le 24 octobre 1956. Faisant valoir le soutien apporté par l'Égypte au FLN, la France planifie avec ses alliés israéliens et britanniques la campagne de Suez.
Globalement, la plupart des pays membres de la Ligue arabe, ceux du bloc afro-asiatique et les pays communistes d'Europe de l'Est ont soutenu l'indépendance de l'Algérie. Des pays d'Europe de l'Est comme la Yougoslavie (le maréchal Tito soutient dès le début l'insurrection algérienne), la Tchécoslovaquie, la Pologne, l'Albanie et la Hongrie soutiendront activement le FLN de 1957 à 1962 en fournissant la plupart des armes à destination des maquis internes de l'ALN. L’URSS s’est résignée puis s’est lentement résolue à fournir son appui au FLN en raison de l’influence retardatrice du Parti communiste français. En effet, selon l’historienne russe Evgeniya Obitchkina, « Moscou restait attentif aux propos des communistes français qui se méfiaient du FLN, dont le nationalisme paraissait s’estomper devant le radicalisme musulman à l’esprit fondamentaliste, et qui se demandaient s’il n’était pas l’outil des Anglo-Saxons et de la bourgeoisie arabe ». La politique soviétique envers le FLN évolue à partir du début de 1958, pour ne pas laisser le monopole de son soutien à la Yougoslavie et à la Chine, mais cette évolution est contrariée par le retour au pouvoir du général de Gaulle, que Nikita Khrouchtchev ménage jusqu’au printemps 1960. C’est en octobre 1960 que l’URSS reconnaît de facto le GPRA, mais le PCF lui conseille à plusieurs reprises de ne pas le reconnaître de jure avant la signature des accords d’Evian, ce qui advient le 19 mars 1962.
Les principaux soutiens diplomatiques du FLN puis du GPRA (gouvernement provisoire de la république algérienne) sont l'Union soviétique, la république populaire de Chine, l'Inde, l'Indonésie et le Viêt Nam.

### Aux Nations unies
Le 13 juin 1956, les 13 pays afro-asiatiques ont demandé la tenue d'une session extraordinaire consacrée à la situation en Algérie. Cependant, l'Alliance Atlantique dont les pays membres soutenaient la position de la France avait poussé le Conseil de sécurité à rejeter la demande.
Le 1er octobre 1956, les délégations des pays africains, arabes et asiatiques introduisent une nouvelle demande pour inscrire la question algérienne à l'ordre du jour des travaux de la 11e session de l'ONU.
En décembre 1957, le FLN parvient à faire inscrire « la question algérienne » à l'ordre du jour de la commission politique des Nations unies,.
Le 16 juillet 1957, lors de la tenue de la 12e session, le groupe de pays afro-asiatiques présenta de nouveau une demande d'inscription de la question algérienne à l'ordre du jour.
Au cours de la session tenue en 1958, le principe du droit du peuple algérien à l'autodétermination fut évoqué. Cet évènement a coïncidé avec la constitution, le 19 septembre 1959, du gouvernement provisoire algérien.
Le 16 juin 1959, le comité d'orientation des Nations unies a recommandé l'inscription officielle de la question algérienne à l'ordre du jour des travaux de l'assemblée générale et ce en dépit de l'opposition du délégué de la France, M. Hermann Bernard.
Le 22 août 1960, le Gouvernement provisoire algérien demande à l'ONU l'organisation d'un référendum populaire sous son contrôle.
Le 20 décembre 1961, l'Assemblée générale des Nations unies rend public un communiqué demandant aux deux parties de poursuivre les négociations. La résolution fut adoptée par 62 voix contre 32.

### Aux États-Unis
Dans un rapport de mission en Afrique remis au président Eisenhower au début de l'année 1957, Richard Nixon émettra de très sérieuses critiques à l'égard de la politique de la France en Algérie et se montrera favorable à l'indépendance de l'Algérie.
Le 2 juillet 1957, le sénateur John Fitzgerald Kennedy prononce un discours à la chambre haute (Sénat) des États-Unis sur le thème de la guerre d'Algérie, dans lequel il souligne que cette guerre atroce a cessé de représenter un problème interne purement français et que les Américains sont directement concernés par ce conflit lequel a « dépouillé jusqu'à l'os les forces continentales de l'OTAN ».
À l'issue de ce discours, le sénateur Kennedy exhorte son pays à s'engager en faveur de l'indépendance de l'Algérie. Un projet de résolution est adressé à cet effet à l'administration US du président Dwight Eisenhower mais n'aboutira pas pour cause de procédures[pas clair].
Sur le plan stratégique, le Pentagone s'inquiétait de voir les moyens de l'OTAN de plus en plus détournés au profit du soutien logistique des armées françaises en Algérie au détriment de l'équilibre des forces en Europe face au bloc de l'est.

### En Suisse
Depuis mai 1958, le Comité International de la Croix Rouge sollicite le GPRA d'adhérer à l'article 3 des quatre conventions de Genève, possibilité offerte aux acteurs non internationaux d'un conflit armé de s'engager à respecter un minimum d'obligations humanitaires. Le GPRA dépose finalement le 20 juin 1960 ses instruments d'adhésion auprès du gouvernement suisse qui est dépositaire de ces accords, en exploitant habilement l'enregistrement de sa candidature par la Suisse comme reconnaissant internationalement un État algérien. La Suisse doit rappeler par une note du 20 juillet, que cette adhésion est sans portée juridique pour les États qui n'ont pas reconnu le GPRA, qu'elle comporte tout au plus un engagement pris par le GPRA de respecter les Conventions de Genève. Toutefois, succédant au GPRA, l'État algérien est réputé aujourd'hui avoir adhéré aux Conventions de Genève le 20 juin 1960.

### En Italie
La guerre d'Algérie offre une occasion inespérée à l'Italie de reprendre son rôle en Méditerranée sur fond d'anciennes rivalités avec la France. Tandis que la France s'oppose totalement à toute tentative d'internationalisation du conflit, l'Italie oscille, en fonction d'intérêts géopolitiques et de politique interne, entre une bienveillance manifeste à l'égard des indépendantistes Algériens et une solidarité envers la France.
Cependant, c'est la gauche italienne qui se montre la plus intransigeante contre ce qu'elle appelle l’« impérialisme français » en Afrique du Nord. De nombreux activistes italiens soutiendront les réseaux du FLN en Europe.
Dès 1957, alors qu'il était à la tête de la compagnie pétrolière ENI, l'industriel italien Enrico Mattei tente de transformer l'Italie en base arrière du FLN en lui fournissant secrètement des financements et des facilités avant de disparaître dans un accident aérien suspect en octobre 1962.

### En Turquie
L'attitude de la Turquie est ambivalente à l'époque de la guerre d'Algérie. C'est le seul membre de l’Alliance d’Atlantique à avoir livré des armes au FLN[réf. nécessaire], et le seul pays à majorité musulmane à avoir voté en faveur de la France aux Nations unies[source insuffisante].

## Aspects militaires de la guerre d'Algérie

### Formations et unités: nomenclature

#### Forces françaises
- SLNA : Service des liaisons nord-africaines
- DST - Direction de surveillance du territoire

#### Forces supplétives de l'armée française
- groupes mobiles de la police rurale (GMPR), unité supplétive créée en janvier 1955.
- Les Moghazni, unités supplétives créées en 1955.
- Les Harkis, constitués en avril 1956.
- Les unités territoriales, créées en mai 1956 et devenues Unités de réserve (UR) en 1960.
- Les groupes d'autodéfense (GAD) : 287 groupes en 1957 ; 2 030 groupes en 1960.
- Les forces K (Kobus) : forces musulmanes spéciales constituées de 1 400 hommes créées en 1957 par Djilali Belhadj en vue d'imiter un maquis de l'ALN dans le but de combattre cette dernière. En Kabylie la force K était en fait une cellule du FLN chargée de la collecte d'armes, l'armée française sera trompée par cette stratégie kabyle pendant de nombreux mois[303].
- Commandos sud-Algériens, comptabilisés plus tard dans les effectifs des Harkis.
- FAFM (Force auxiliaire franco-musulmane) ou Djich Sidi Chérif, force encadrée par des officiers français.

### Après le cessez-le-feu du 19 mars 1962
114 unités de la force locale de l'ordre algérienne ont été créés dans toute l'Algérie. Elles étaient constituées de 10 % de militaires français de métropole et 90 % de militaires Algériens, qui pendant la période transitoire étaient au service de l'Exécutif provisoire algérien, jusqu'à l'indépendance du pays.

### Armée de libération nationale (ALN), bras armé du FLN
Les forces de l'ordre opérant en Algérie qualifièrent les groupes armés de l'ALN de « fellagas », en référence aux « coupeurs de têtes » ou « bandits » de grand chemin et aux « hors-la-loi », à partir de 1956, cette sémantique ne reflétait plus la réalité du terrain. En effet dans chacune des six zones géographiques (wilayas) créées deux ans après l'insurrection, les maquis s'étaient peu à peu structurés en véritables unités militaires avec leur règlement, leur état-major et leur réseau logistique et leur service de renseignement, le MALG. Les combattants de la Wilaya III sous le commandement du colonel Amirouche en Kabylie par exemple portaient des insignes de grades comme une armée conventionnelle. Le congrès de la Soummam décida de réorganiser et surtout d'harmoniser l'existant et d'orienter l'ALN vers un fonctionnement centralisé, sinon bureaucratique désigné par les militaires français sous le nom de : OPA (Organisation politico-administrative du FLN).

#### Effectifs
Les historiens ont toujours buté sur la difficulté d'avancer un chiffre qui corresponde à la réalité. Pour des raisons de propagande mais aussi à cause du double mouvement du reflux à la suite des « pertes nombreuses » et de flux du fait du « recrutement incessant », il serait aléatoire de donner un chiffre précis.
Les estimations approximatives établies par des sources algériennes, notamment Mohamed Téguia, indiquent que l'ALN s'est engagée dans la lutte armée le 1er novembre 1954 avec un millier d'hommes et qu'elle avait atteint son apogée en 1958 avec un maximum de 90 000 hommes (de 60 à 70 000 à l'intérieur et de 15 à 20 000 sur l'ensemble des frontières au-delà des barrages) avant de subir de sérieux revers lors des opérations meurtrières du Plan Challe durant les années 1959-1961 et de connaître une régression pouvant aller jusqu'à 50 % des effectifs, soit quelque 30 à 35 000 hommes à la fin de la guerre.
D'après des sources françaises et A. Clayton, l'ALN compte entre 15 000 et 20 000 combattants réguliers, tous dotés d'armes de guerre, et 25 000 auxiliaires pourvus d'armes de complément. Pierre Clostermann devant l'Assemblée nationale : « En décembre 1955, l'effectif total des bandes armées ne dépassait pas 5 000 hommes et les civils apportant leur soutien ne dépassaient pas un dixième de la population. En mai 1958, le FLN aligne 40 000 combattants de première ligne qui disposent de l'aide de presque toute la population. »
Selon le général Maurice Faivre, il y avait trois à quatre fois plus de musulmans en armes du côté français que du côté de l'armée de libération. Face aux 210 000 combattants musulmans de l'Armée française (réguliers et supplétifs), l'ALN n'a jamais dépassé 50 000 hommes armés, dont 32 000 en Tunisie et au Maroc. Ce chiffre n'inclut pas le nombre de pertes du côté des indépendantistes durant le conflit et qui est estimé à plus de 140 000 tués,, ni les membres engagés dans l'Organisation politico-administrative (OPA). À l'intérieur. Il reste en janvier 1962 3 400 réguliers et 12 000 auxiliaires, disposant de 6 000 armes de guerre et de 5 000 fusils de chasse. Selon le ministère algérien des Anciens combattants, 132 290 Algériens ont servi dans l'ALN, dont 71 392 ont été tués.
L'ALN connaît un reflux dans les dernières années de la guerre, réduisant les effectifs de 50 %, soit entre 30 000 et 35 000 hommes.
D'après les statistiques du 2e Bureau (renseignements militaires), le nombre de combattants de l'ALN-FLN en 1960 était de l'ordre de 28 000 répartis en petits groupes de 10 ou 12 hommes pouvant parfois se regrouper en des unités de 200 hommes.
- Les fidaïyines ou fidaïs (commandos affectés à des tâches spéciales)
- Les djounouds (éléments réguliers formant les Katibas)
- Les mousseblines (agent de liaison à la population)

#### Armement

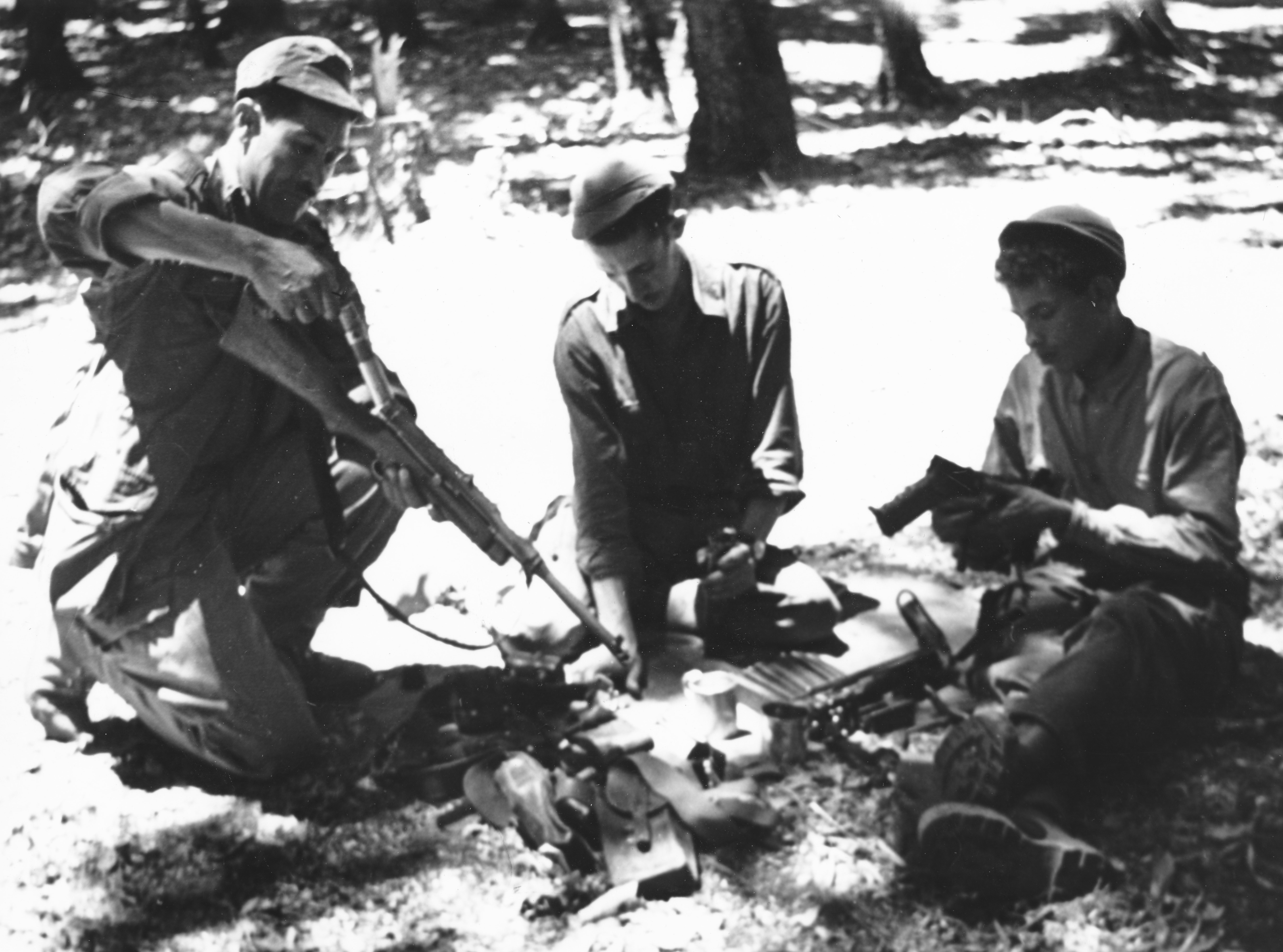
Soldats de l'ALN nettoyant leurs armes

Les armes utilisées durant les premiers mois de l'insurrection n'étaient que des armes de chasse et des poignards et quelques-unes de ces armes dataient de la Seconde Guerre mondiale voire de la Première. L'armement a commencé à se développer et à se diversifier au fur et à mesure de l'évolution du combat. Ainsi les responsables de l'ALN ont pu obtenir des armes plus performantes en les récupérant d'abord auprès de l'ennemi en organisant des embuscades ainsi qu'en les faisant acheminer clandestinement à travers les frontières : mitrailleuses, mortiers, bazooka, pistolets mitrailleurs, fusils semi-automatiques, fusil militaire simple à recul et une variété de grenades, d'explosifs et de mines.
D'un autre côté, le FLN a pu avoir des armes des autorités françaises comme lors de l'Opération Oiseau bleu où les services secrets français SDECE voulaient créer des contre maquis en Kabylie à Azzazga où les hommes de Krim Belkacem, Mehlal Said et Zaidet Ahmed jouant double jeu ont pu tromper l'ennemi et récupérer 300 armes modernes que les moudjahidines n'avaient pas.[réf. souhaitée].
Les armes utilisées autant par les militaires français que par les guérilleros Algériens étaient principalement de fabrication française, allemande et américaine. Cette guerre fut l'occasion pour l'armée française d'utiliser à grande échelle des hélicoptères dans le cadre de la lutte anti-insurrectionnelle et des armes dites de troisième dimension dans l'un des engagements militaires les plus intensifs de l'histoire militaire de la France.

#### Les combattants européens d'Algérie dans l'ALN
Une grande partie des combattants européens d'Algérie sont des militants du Parti communiste qui donne alors pour mot d'ordre « de concourir à la défaite de l'armée française partout où elle se trouve ».
Daniel Timsit, est un étudiant en médecine et militant du Parti communiste algérien, qui, en désaccord avec ce dernier rejoint clandestinement le FLN afin d'y constituer « une « branche européenne » regroupant des militants pieds-noirs, chrétiens et juifs ». Les membres du réseau Timsit prennent part à la mise en place de laboratoires d'explosifs (élaboration de bombes à retardement) et à la lutte armée. Timsit est incarcéré en 1956.
L'aspirant du Train Henri Maillot, militant du Parti communiste algérien (PCA) et secrétaire général de l'Union de la Jeunesse Démocratique algérienne, déserte son unité le 4 avril 1956 en emportant avec lui un camion d'armes et de munitions pour rejoindre un groupe de maquisards communistes qui s'était constitué dans la région d'Orléansville sous la responsabilité d'un membre du bureau clandestin du PCA, Abdelkader Babou. Le 5 juin 1956, le groupe de huit maquisards du « Maquis rouge » que commande Henri Maillot est surpris par les troupes françaises près de Lamartine dans la région d'Orléansville. Trois membres du groupe sont tués au combat : Belkacem, Hammi et un Européen, Maurice Laban, membre du Parti communiste algérien. Henri Maillot, pris vivant, sera sommairement exécuté.
Raymonde Peschard (1927-1957), membre du Parti communiste algérien (PCA) et militante de la cause algérienne. Expulsée de Constantine en 1955. Interdite de séjour dans le Constantinois et l'Oranie. Recherchée par l'armée française, elle passe dans la clandestinité et elle s'engage dans l'(ALN), elle trouve la mort le 26 novembre 1957 dans l'Est-Constantinois au cours d'un accrochage entre l'A.L.N. et l'armée française.
Danièle Minne, membre du Parti communiste algérien (PCA), poseuse de bombe à l'Otomatic (26 janvier 1957) pour le compte du FLN, et complice de l'attentat à la bombe contre le Milk-Bar, militante active de la cause algérienne, amnistiée en 1962.

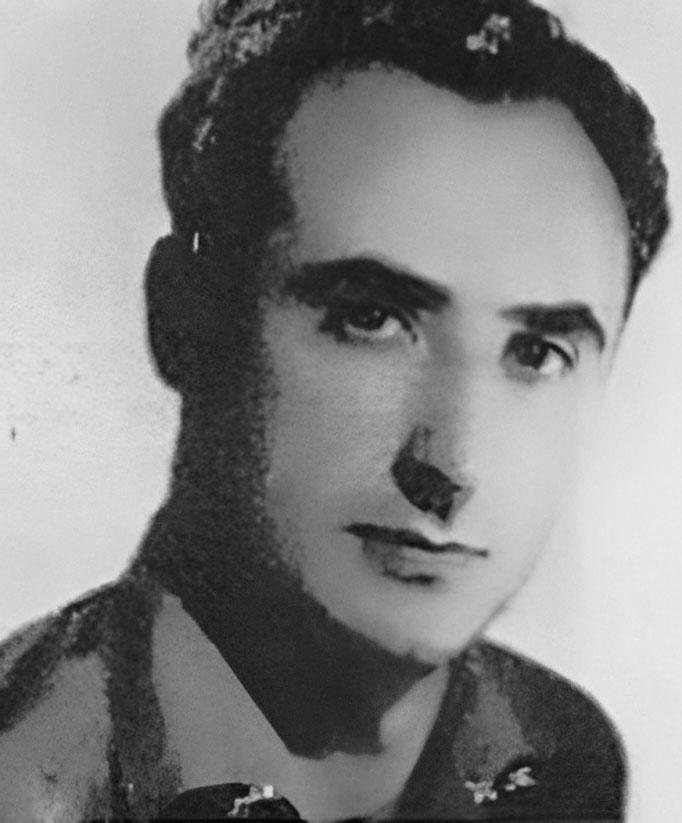
L'aspirant Henri Maillot (1928-1956), membre du Parti communiste algérien (PCA).
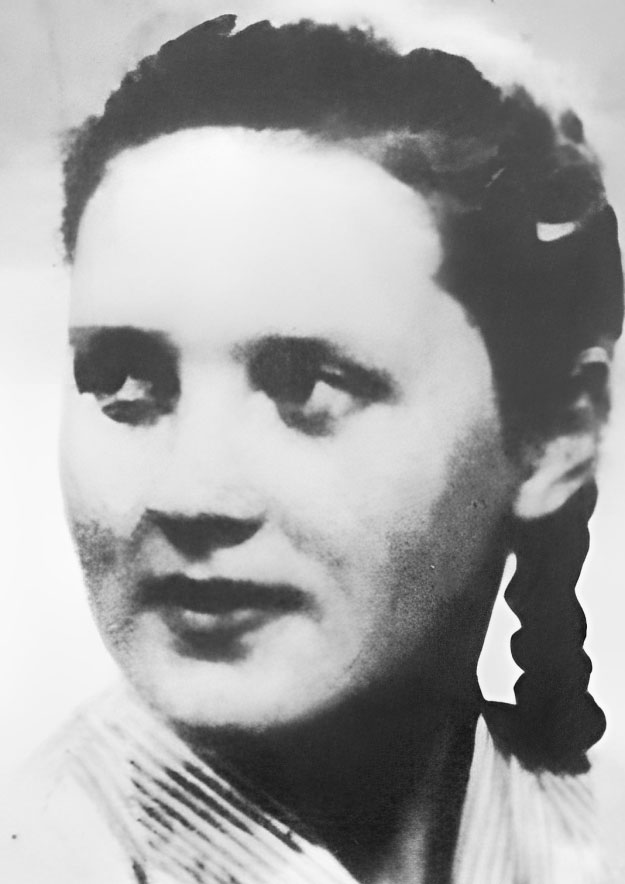
Raymonde Peschard (1927-1957), membre du Parti communiste algérien (PCA) et militante de la cause algérienne.

### Armée française engagée en Algérie
L'engagement militaire de la France durant la guerre d'Algérie fut massif et total. Tout ce qui restait de l'armée coloniale fut ramené en Algérie. Jusqu'à l'été 1955, les opérations militaires sont relativement réduites et mobilisent des effectifs peu nombreux, pour une part composés des forces stationnées au Maghreb et pour une autre part de renforts acheminés de métropole, il en va autrement à partir du mois d'août 1955 qui marque un tournant dans la guerre. Le cabinet Edgar Faure croit pouvoir maîtriser la situation grâce au dispositif en place. À la veille de l'insurrection de novembre 1954, la 10e région militaire qui couvre tout le territoire de l'Algérie, compte moins de 50 000 hommes. Les généraux français Cherrière et Larillot, commandants successifs en Algérie, réclament avec insistance des renforts. Une année après, c'est le rappel des disponibles.

#### L'appel au contingent (1956-1957)

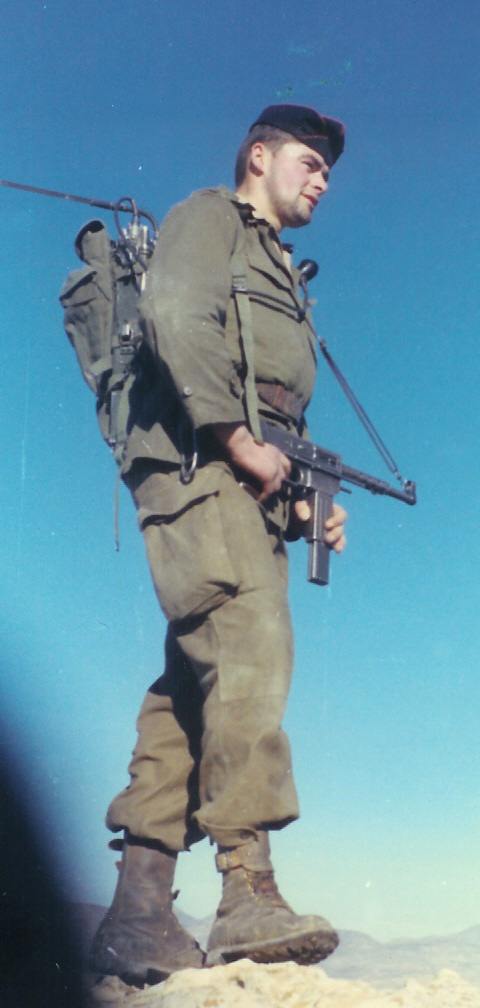
Un soldat français du contingent muni d'un pistolet mitrailleur modèle MAT 49.

Guy Mollet décide de faire appel au contingent pour ce que l'on appelle la pacification en Algérie. Entre mai et août 1955, 40 000 hommes supplémentaires débarquent en Algérie. Le général Salan prend le commandement de la région militaire que constitue l'Algérie, ce sont plus de 450 000 militaires qui quadrillent le territoire algérien. Les attentats se multiplient dans tout le territoire et la guérilla commence à se signaler dans les montagnes, les légionnaires et les parachutistes doivent intervenir régulièrement dans les Aurès, en Kabylie et ailleurs. L'armée française est sur la défensive. Chaque mois, des milliers d'attentats ont lieu, augmentant la violence de la répression, ainsi, rien que durant le mois de janvier 1957, le FLN a conduit plus de 100 attentats à Alger et près de 4 000 dans le reste du pays. Entre 1954 et 1962, avec l'allongement de la durée du service militaire, la guerre a mobilisé plus de 1,5 million de jeunes appelés nés entre 1932 et 1943.
À ces effectifs, il faudrait ajouter le personnel de l'Armée de l'air, celui de la marine et celui de la gendarmerie, soit 56 000 hommes à la fin de 1959. Ce qui donne le chiffre, hors supplétifs, de 464 000 hommes en 1959 et qui porte les forces militaires françaises engagées en Algérie, en incluant les supplétifs, à plus de 600 000, il s'agit de la « plus formidable armada jamais vue en opération sur un territoire colonial ». Ces troupes sont encadrées par un nombre considérable d'officiers : 60 généraux, 600 à 700 colonels et lieutenants-colonels, 1 300 à 1 500 commandants. Face à cette armée d'officiers, dans le meilleur des cas, il n'y avait que six colonels de Armée de libération nationale (ALN) dirigeant les six wilayas et à peine 18 commandants, tous formés sur le tas.
En résumé, les effectifs de l'armée de Terre augmentent continuellement entre 1954 et 1958, restent constants entre 1958 et le second semestre 1961 puis commencent à baisser à partir de cette date. Au contraire, les effectifs de l'armée de l'Air et de la Marine restent assez constants pendant presque tout le conflit. Les unités harkis connaissent un fort développement entre 1959 et 1960, puis une diminution en 1961.

#### Effectifs de l'armée régulière par catégorie de personnel 1959-1961[317]
| Personnels   | 1er juillet 1959 | 1er janvier 1961 | 1er octobre 1961 |
| ------------ | ---------------- | ---------------- | ---------------- |
| Appelés FSE  | 259 411          | 264 301          | 238 721          |
| Appelés FSNA | 24 692           | 39 092           | 35 778           |
| Engagés FSE  | 60 654           | 53 282           | 43 985           |
| Engagés FSNA | 21 128           | 26 525           | 21 842           |
| Légionnaires | 19 010           | 20 632           | 18 310           |
| Africains    | 11 866           | 11 386           | 3 368            |
| PFAT         | ?                | 1 293            | 1 254            |
| Total        | 396 761          | 416 511          | 363 258          |

- Abréviations : FSE : Français de souche européenne ; FSNA : Français de souche nord-africaine ; PFAT : Personnel féminin de l'armée de Terre
- Sources : D'après tableau réalisé par Alban Mahieu à partir des tableaux d'effectifs tirés des archives du SHD, carton 1H 1375 et 1H 1378 D1

#### Harkis

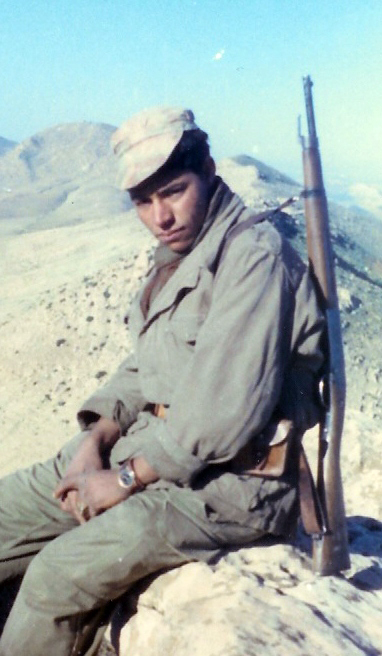
Un jeune harki, en 1961.

« Harki », terme désignant les auxiliaires Algériens de l'armée française servant d'éclaireurs, d'interprètes, se déplaçant sans cesse dans le pays ou pour combattre tout simplement aux côtés des soldats français. Leur destin fut un des aspects douloureux de la guerre d'Algérie. Dès novembre 1954, le préfet Vaujour, directeur de la Sûreté nationale à Alger, obtient du gouverneur Roger Léonard et du ministre de l'Intérieur François Mitterrand l'autorisation de créer un corps spécial principalement composé de musulmans. En 1955, ce corps comprend 35 Groupes mobiles de protection rurale (GMPR). En 1957, ils seront 70 et deviendront l'année suivante les Groupes mobiles de sécurité (GMS). Les Sections administratives spécialisées (SAS) créées par Jacques Soustelle le 5 septembre 1955 sont dirigées par de jeunes officiers d'active ou de réserve. Elles sont protégées par un maghzen, groupe de 20 à 50 guerriers. Les harkas « troupes mobiles » sont officiellement reconnues le 8 février 1956 par le général Lorillot et leurs effectifs ne cessent d'augmenter. Dans son rapport sur le moral de l'armée, le général Salan indique que les harkis sont passés de 4 000 à 17 000 au cours de l'année 1957. Initialement pourvus d'armes de chasse.
Le 13 mars 1962, un rapport transmis à l'ONU évalue le nombre de musulmans pro-français à 263 000 hommes : 20 000 militaires de carrière, 40 000 militaires du contingent, 58 000 harkis, unités supplétives formées à partir de groupes civils d'autodéfense, parfois promus « commandos de chasse » ces unités, prévues à raison d'une par secteur militaire, sont constituées en Kabylie, dans les Aurès et l'Ouarsenis, 20 000 moghaznis, éléments de police constitués à l'échelon des localités, et placés sous les ordres des chefs des sections administratives spéciales (SAS), 15 000 membres des GMPR (groupes mobiles de protection rurale), dénommés plus tard groupes mobiles de sécurité, assimilés aux CRS, 60 000 membres de groupes civils d'autodéfense, 50 000 élus, anciens combattants, fonctionnaires.

#### Armement
Si l'armée française disposait d'un armement désuet en Indochine, en Algérie, elle sera dotée des armes modernes et puisera dans les stocks de l'OTAN de la Seconde Guerre mondiale dans le cadre de la guerre froide. Le matériel fourni par l'OTAN est largement utilisé. Les équipements et les armements sont surtout américains durant les premières années de la guerre.

#### Moyens aéronautiques
Pour les fantassins français opérant au sol dans un pays immense et par des conditions climatiques extrêmes, l'appui de l'aviation s'est vite révélé indispensable. La flotte aérienne est impressionnante : plus de 1 600 avions (800 spéciaux et 600 légers) seront affectés à la Xe région militaire, soit plus de la moitié de la flottille aérienne française totale, ainsi que 250 hélicoptères. Durant les huit ans de guerre, les pilotes et les équipages se sont efforcés d'épauler leurs frères d'armes arpentant les djebels, leur conférant ainsi une supériorité qui compensait l'avantage du terrain dont bénéficiaient parfois les combattants de Front de libération Nationale (ALN).
Avions à réaction comme les Mistral, Ouragan et Mystère IV ou vétérans de la Seconde Guerre mondiale comme le Republic P-47 Thunderbolt ou North American T-6 Texan de l'Armée de l'Air, le Corsair bleu de l'Aéronavale ou les Piper d'observation de l'Armée de terre qui n'hésitaient pas à piquer pour baliser les objectifs, les aviateurs français ont été engagés dans tous les combats, toutes les zones d'opérations : la Kabylie, le Constantinois, l'Ouarsenis ou le sud Oranie au cours desquels les mitrailleuses des combattants Algériens ne les ont pas ménagés.

##### Opérations héliportées
L'opération aéroportée est née durant la guerre d'Algérie. Entre toutes les armes, l'hélicoptère est l'arme anti-guérilla par excellence. Le modèle le plus connu est le Sikorsky H-34, armé d'un canon automatique MG 151/20 et de deux mitrailleuses M 2 de 12,7 mm, qui participera à toute la guerre d'Algérie dans la contre-guérilla. Cette guérilla se développe dans les maquis dès 1955, surtout durant les grandes opérations du plan Challe, avant d'être finalement battue sur son propre terrain. La carrière de cet hélicoptère, au cours de ce conflit, est d'autant plus difficile que le terrain est en majorité montagneux et que les combattants algériens de l'ALN sont de redoutables coureurs de djebels. Ils ont parfaitement assimilé les principes mêmes de leur combat : harceler, disparaître, refuser le combat inégal. Pour les dénicher, il faut des hélicoptères, et dans cette tâche le Sikorsky H-34 s'avère être un outil indispensable.

##### Les bases
Parmi les bases les plus importantes, on peut citer Oran-La Senia, qui couvre la frontière algéro-marocaine et qui est équipée d'avions de chasse, de bombardiers et d'hélicoptères, Bône-Les Salines chargée de la surveillance de la frontière algéro-tunisienne et spécialisée dans l'interception avec avions de chasse et bombardiers, Alger-Maison Blanche, Blida et Boufarik, Hassi Messaoud et Ouargla, pour le transport des troupes.

Un avion français Morane-Saulnier MS.475 abattu par les combattants algériens de l'ALN dans la région de Médéa durant le plan Challe.

#### Surveillance maritime
La Marine française joua également un rôle dans les opérations d'arraisonnement des cargaisons suspectées de trafic d'armes à destination du FLN et dans les opérations terrestres, sur les côtes ou en bombardant à l'artillerie navale gros calibres les zones contrôlées par les combattants de l'Armée de libération nationale (ALN). Les ports d'Alger, d'Oran-Mers el Kébir, de Bône, de Bejaïa et de Skikda ont joué un rôle important dans une guerre qui se déroule sur tous les fronts.
Appelée « Surmar Algérie » dès sa création tout au début des hostilités, puis rapidement simplement « Surmar », la surveillance maritime du littoral algérien est une organisation calquée sur celle que la Marine nationale a mise en œuvre pendant la guerre d'Indochine. Les choses sont toutefois un peu différentes puisque le Việt Minh recevait ses armes par la frontière de Chine, la voie maritime n'étant utilisée que pour des trafics complémentaires. De son côté, l'ALN est entièrement dépendante de l'étranger pour son approvisionnement en armes et en munitions. Avant l'indépendance du Maroc et de la Tunisie, la présence de troupes françaises dans ces deux pays rendait difficile l'établissement de bases relais où seraient stockées les armes avant de passer la frontière. L'ALN voit la situation s'améliorer en 1956, grâce à l'indépendance de la Tunisie et du Maroc, mais l'établissement des barrages aux frontières la ramène à une situation encore plus difficile que précédemment.
L'Armée de libération nationale (ALN) ne peut se contenter d'aussi modestes livraisons. Elle fait venir des cargaisons importantes par des bâtiments de fort tonnage naviguant sous divers pavillons. Ces navires ne peuvent pas utiliser les ports d'Algérie, trop étroitement surveillés par la marine, aussi leurs capitaines préfèrent-ils rejoindre les ports du Maroc et de la Tunisie en évitant de pénétrer dans les eaux territoriales algériennes. Il est alors nécessaire de les intercepter en haute mer, ce qui aurait d'ailleurs pu poser un problème lors de la capture de l'Athos.
Dès le 31 mai 1955, une « instruction provisoire sur la surveillance des frontières maritimes » est publiée. Elle est suivie d'un arrêté interdisant la navigation et la pêche dans certaines zones côtières propices à la contrebande. Le 17 mars 1956 enfin, un décret étend la zone de visite douanière à 50 km de la côte. Sont également définies les mesures pouvant être prises par les bâtiments ou les aéronefs de la « Surmar » à l'encontre d'un navire suspect. Elles sont au nombre de cinq :
1. Observation du pavillon, du nom et du port d'attache figurants à l'arrière.
2. Demande par porte-voix, ou plus fréquemment par signaux optiques, de la nationalité, de l'identité, de la provenance et de la destination du navire. En cas de refus, le bâtiment suspect peut faire l'objet d'une enquête de pavillon mais cette mesure n'est autorisée pour les navires étrangers que s'ils se trouvent dans les eaux territoriales.
3. Enquête de pavillon dans laquelle une équipe est envoyée à bord du navire suspect pour examiner ses documents réglementaires (acte de nationalité, rôle d'équipage, liste des passagers, journaux de bord, manifeste de la cargaison…).
4. Visite du navire et de sa cargaison à l'issue de l'enquête de pavillon.
5. Poursuite en haute mer si le navire suspect tente de se dérober alors qu'il se trouvait dans les eaux territoriales algériennes au moment du contrôle.

Selon les règles du droit international, la poursuite ne doit pas être interrompue mais elle peut être menée par plusieurs bâtiments et aéronefs se relayant.

## Les intellectuels et la guerre d'Algérie

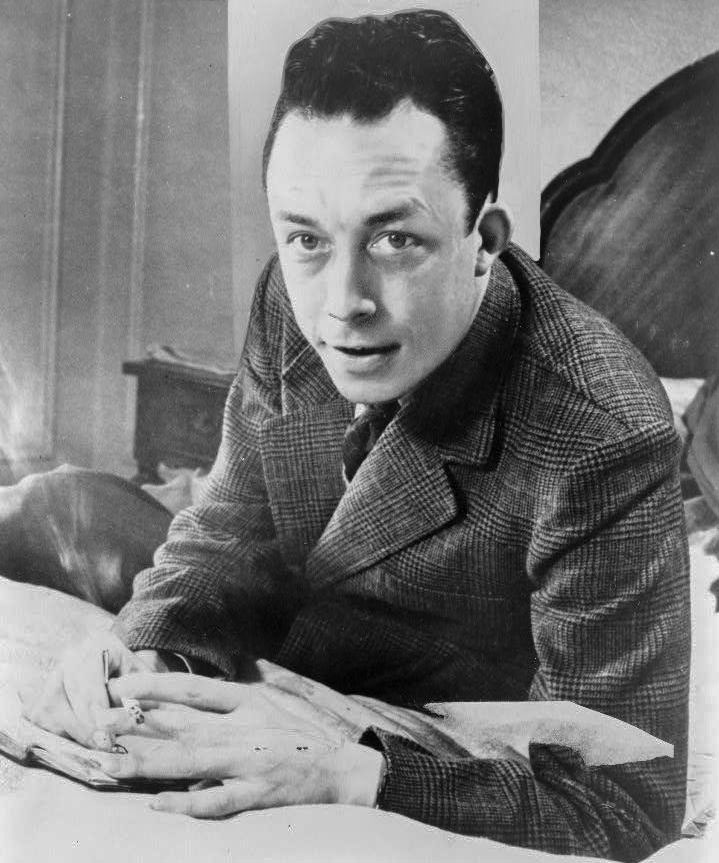
Albert Camus en 1957.

Devant la guerre d'Algérie, les intellectuels français sont partagés.
Albert Camus, prix Nobel, lance à Alger, le 22 janvier 1956, L'Appel pour une Trêve Civile, tandis que dehors sont proférées à son encontre des menaces de mort. Son plaidoyer pacifique pour une solution équitable du conflit est alors très mal compris, ce qui lui vaudra de rester méconnu de son vivant par ses compatriotes pieds-noirs en Algérie puis, après l'indépendance, par les Algériens qui lui ont reproché de ne pas avoir milité pour cette indépendance. Haï par les défenseurs du colonialisme français, il sera forcé de partir d'Alger sous protection. Il s'efforça toujours de rester entre deux extrêmes dénonçant l'injustice faite aux musulmans d'un côté, tout en déniant la caricature du « pied noir exploiteur » de l'autre.
L'histoire retient cette déclaration faite au lendemain de son obtention du prix Nobel de Littérature : « J'ai toujours condamné la terreur, je dois aussi condamner un terrorisme qui s'exerce aveuglement dans les rues d'Alger et qui peut un jour frapper ma mère ou ma famille. Je crois à la justice, mais je défendrai ma mère avant la justice » Camus proclame sa fidélité à l'« Algérie française » et doute de l’Algérie algérienne.

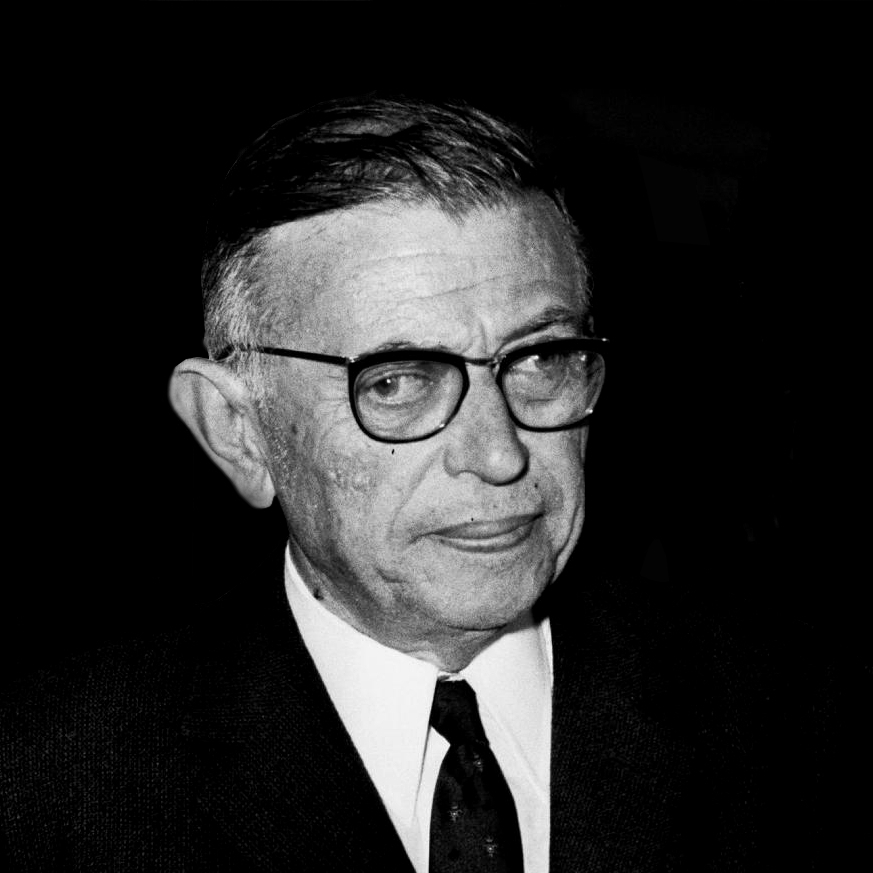
Jean-Paul Sartre milita clairement pour l'indépendance de l'Algérie.

En septembre 1960 le Manifeste des 121, titré « Déclaration sur le droit à l’insoumission dans la guerre d’Algérie », est signé par des intellectuels, universitaires et artistes et publié dans le magazine Vérité-Liberté. Il est né dans le sillage du groupe de la rue Saint-Benoît. Il a été pensé puis rédigé par Dionys Mascolo et Maurice Blanchot. Ce traité a permis de regrouper des personnalités de divers horizons dans un esprit libertaire et orienté à gauche.
Jean-Paul Sartre, signataire du Manifeste des 121, est également un soutien de poids des membres du Réseau Jeanson lors de leur procès en septembre 1960. Il rédigea la préface de l'essai Les Damnés de la Terre de Frantz Fanon, et se prononça clairement pour l'indépendance de l'Algérie. Dans cette célèbre préface, il va jusqu'à écrire : « il faut tuer : abattre un Européen c'est faire d'une pierre deux coups, supprimer en même temps un oppresseur et un opprimé : restent un homme mort et un homme libre ; le survivant… ». Son appartement sera plastiqué deux fois par l'OAS.
Ce texte provoqua rapidement un contre-manifeste, le Manifeste des intellectuels français pour la résistance à l'abandon, paru en octobre 1960 dans l'hebdomadaire Carrefour, dénonçant l'appui apporté au FLN par les signataires du Manifeste des 121 - ces « professeurs de trahison » - et défendant l'Algérie française. Il soutient l'action de la France et de l'armée en Algérie (« L'action de la France consiste, en fait comme en principe, à sauvegarder en Algérie les libertés (…) contre l'installation par la terreur d'un régime de dictature »), taxe le FLN de « minorité de rebelles fanatiques, terroristes et racistes » et dénie « aux apologistes de la désertion le droit de se poser en représentants de l'intelligence française ». Ce contre-manifeste bénéficie de soutiens plus nombreux.
Certains intellectuels, tels Francis Jeanson, mettent en pratique leurs idéaux anticolonialistes en transportant des fonds à destination du FLN. Reconnu coupable de haute trahison, celui-ci sera condamné en octobre 1960 à dix ans de réclusion.
Pour Edgar Morin, qui anima un comité contre la guerre d'Algérie et défendit Messali Hadj, une partie de la gauche française pensait avec Les Temps modernes « que le FLN était l'avant-garde de la révolution mondiale. Il y avait bel et bien une mythologie du FLN et celle-ci écartait tous les éléments gênants qui pouvaient la contredire »
Frantz Fanon, un psychiatre né à la Martinique, s'engage auprès des indépendantistes Algériens dès le début de la guerre d'Algérie, en 1954, et noue des contacts avec certains officiers de l'ALN (Armée de libération nationale) ainsi qu'avec la direction politique du FLN, Ramdane Abane et Benyoucef Benkhedda en particulier. Il théorisa la terreur comme tactique révolutionnaire à travers son livre, Les Damnés de la Terre publié en 1961 et qui deviendra plus tard la bible de tous les mouvements révolutionnaires. En hommage à son soutien à la cause algérienne, deux hôpitaux en Algérie, l'hôpital psychiatrique de Blida, où il a travaillé, et l'hôpital de Béjaïa, portent son nom.

## Divergences de qualification juridique et enjeux politiques

### Remarque historiographique
Les archives officielles de la guerre d'Algérie ne sont encore que partiellement disponibles et accessibles aux chercheurs en France, et inaccessibles en Algérie. La loi française du 15 juillet 2008 relative aux archives a raccourci les délais de communication des archives publiques, y compris pour certaines archives classifiées « secret défense » communicables après un délai de 50 ans. En 2008, au cours de la discussion de ce texte au Parlement, un amendement adopté par le Sénat français visait à prescrire un délai de 75 ans concernant les pièces « susceptibles de porter atteinte à la vie privée ». Cette disposition, vivement critiquée par des historiens car elle aurait accru les délais de communicabilité des archives relatives à la guerre d'Algérie, a finalement été retirée du texte au cours de son examen à l'Assemblée nationale.
Bien que des témoins du conflit écrivent les évènements dès la fin des années 1950, il faut attendre les années 1970 pour que des universitaires s'attaquent à cette histoire et remettent la guerre d'Algérie dans le contexte plus large de l'histoire de la colonisation française. L'ouverture d'une partie des archives en 1992 permet aux historiens d'approfondir l'étude de la guerre d'Algérie et de révéler l'ampleur de la pratique de la torture par l'armée française. On s'intéresse aussi alors davantage aux revendications et aux violences ayant eu cours en métropole. Les travaux historique les plus récents s'intéressent aux effets à long terme de cette guerre dans les sociétés française et algérienne, et à la transmission de l'histoire de ce conflit au sein du cercle familial.

### Terminologie
En Algérie, cette guerre est appelée « révolution algérienne » par analogie avec les révolutions américaine, française et russe[réf. nécessaire]. Elle se nommera très peu de temps après son déclenchement « guerre de libération nationale » ou « guerre d'indépendance ». Le terme « révolution » est massivement adopté par le FLN à partir de 1956, année de son congrès de La Soummam, en Kabylie. Le terme prendra des connotations résolument socialistes dans les premières années d'indépendance. Pour les populations algériennes dans leur ensemble, ce fut « La Guerre ».
Pour des raisons assez complexes[Lesquelles ?], la France a reconnu qu'il s'agissait d'une guerre en 1999, sous la présidence de Jacques Chirac. Toutefois, dans les textes législatifs notamment, l'expression officielle consacrée continue d'être « les événements d'Algérie ». Ce fait demeure unique dans l'époque contemporaine et constitue une exception française.

### Refus français de la qualification de «guerre»
Le 13 décembre 1958 l'ONU ne reconnaît pas le droit de l'Algérie à l'indépendance à la suite du seul vote d'opposition de la France qui considère que le problème algérien est un problème interne,.
Avec la reconnaissance officielle de la guerre par la représentation nationale française, la première position est en passe de disparaître, d'autant plus que l'expression « guerre d'Algérie » était déjà utilisée par les historiens et les journalistes français et étrangers depuis le déclenchement du conflit et que le grand public reconnaissait également cette expression.

### Conséquences du statut
À l'époque même des faits, le gouvernement français, et une bonne partie de l'opinion publique (qui évolua d'ailleurs au cours de la guerre) considéraient qu'il ne s'agissait pas d'une guerre mais de troubles à l'ordre public et plus substantiellement de troubles contre l'ordre établi. Ces mots avaient des conséquences pratiques importantes : les insurgés ne pouvaient bénéficier du statut de prisonnier de guerre, et ce n'est que bien après la guerre que les pensions versées aux soldats français ou à leurs veuves furent alignées sur celles versées dans le cas de guerres officielles.
Concernant les prisonniers français du FLN, des recherches récentes ont montré que la prise de prisonniers par le FLN était liée à sa stratégie visant à se poser en belligérant légitime, du fait de la non-reconnaissance de la guerre par le pouvoir français.

### Reconnaissance des crimes
Côté algérien, à l'occasion du cinquantième anniversaire du congrès de la Soummam et des massacres de Philippeville (actuellement Skikda), le président Abdelaziz Bouteflika a reconnu dans un message du 20 août 2006 que « Notre guerre de libération nationale a été menée par des hommes et des femmes, que l'élan libérateur portait le plus souvent à un haut niveau d'élévation morale, mais elle comporte des zones d'ombre à l'instar de tous les processus de transformation violente et rapide des sociétés humaines ». L’État algérien reconnaissait alors l'existence de faits jusque-là tabous et occultés comme la vérité sur la mort et le testament du colonel Amirouche ou même sur la personne qui a vendu Ali la Pointe… En 2009, il affirme que la révolution a respecté les « conventions internationales, dont celles de Genève ».
Côté français, lors de sa deuxième visite à Alger en février 2017, Emmanuel Macron, en tant que candidat à l'élection présidentielle française, qualifie la colonisation française (dans son ensemble) de « crime contre l'humanité ».

### Guerre des mémoires et relations franco-algériennes
La guerre d'Algérie est devenue l'enjeu d'une bataille mémorielle entre la France et l'Algérie, chaque nation essayant d'imposer à l'autre sa version des faits. De cette « guerre des mémoires » naissent, côté français, en 2005 des polémiques concernant ce que les médias locaux ont appelé, le projet de loi sur « le rôle positif de la colonisation » et le choix de la date du 19 mars pour commémorer la fin de la guerre.
Pour l'historien Guy Pervillé, en dépit de tous les apports de l'histoire récente, « la perception de la guerre d'Algérie par les militants et par les journalistes engagés […] est restée très proche de ce qu’elle était en 1962 ». Loin de se pacifier et de voir les passions s'estomper, en France comme en Algérie, « la mémoire de la guerre d’Algérie a pris le dessus sur l’histoire ».
Cette guerre des mémoires ne repose toutefois pas tant sur un désaccord face aux faits historiques qu'un refus de reconnaître certains éléments historiques notamment du côté français : en 2024, après avoir nié depuis 1962 avoir tué le résistant algérien Larbi Ben M'Hidi, le gouvernement français reconnaît finalement être bien responsable de sa mort.
L'Élysée avait d'ailleurs indiqué que « la reconnaissance de cet assassinat atteste que le travail de vérité historique, que le président de la République a initié avec le président Abdelmadjid Tebboune, se poursuivra. C'est le rôle dévolu à la commission mixte d'historiens, mise en place par les deux chefs de l'État, et dont le président de la République a validé récemment les conclusions ».

#### Relations algéro-françaises

##### En France
La question mémorielle de la guerre d'Algérie a souvent été mobilisée à des fins politiques en France, en particulier par l'extrême droite et certains membres de la droite traditionnelle. Après la défaite française et l'indépendance de l'Algérie en 1962, une partie de la population, principalement composée de colons européens et de terroristes de l'OAS (Organisation de l'Armée Secrète), a cherché à entretenir une mémoire particulière de la guerre.
Ce groupe, dont Jean-Marie Le Pen, le fondateur du Rassemblement National (anciennement Front National), faisait partie, a souvent instrumentalisé cette mémoire pour véhiculer des discours de racisme, d'islamophobie, d'alimentation de la théorie du Grand Remplacement et de démarches politiques racistes.
Le Pen lui-même, accusé de torture pendant la guerre d'Algérie, a utilisé son passé militaire et sa propre vision de la guerre pour légitimer son engagement politique, tout en entretenant une mémoire de la guerre axée sur le « combat contre le terrorisme » et l’« ordonnancement colonial ». Cette réécriture de l’histoire a nourri un sentiment de victimisation, en particulier chez les colons pieds-noirs et les harkis, qui se sentaient abandonnés par la France face à la victoire algérienne et à l’indépendance du pays. Le Pen et d’autres figures de l’extrême droite ont joué sur cette notion de « trahison » pour fédérer autour d’une vision de la guerre d'Algérie perçue comme une lutte « juste » contre un ennemi barbare, et ont souvent amalgamé la question de la décolonisation avec des enjeux de politique intérieure, en exacerbant les tensions raciales et en cultivant la peur de l'autre.
Ainsi, la guerre d'Algérie est devenue un outil de légitimation pour des discours racistes, notamment contre les populations d’origine maghrébine présentes en France, et une base pour la mobilisation de ces groupes contre les politiques d’intégration et d’égalité, renforçant un climat de division sociale et de rejet de l'Autre,.
Par ailleurs le ressentiment des anciens colons et des terroristes de l'OAS a été très vite après l'expulsion de la France d'Algérie mobilisé, nourri et encouragé par des partis d'extrême droite, notamment le Front National, à des fins électoralistes ; la question algérienne est depuis 1962 l'objet de ressentiment et d'obsession par l'extrême droite,,.
« Dès 1962, le milieu des rapatriés constitue un enjeu pour les extrêmes droites. Déjà, avant le 13 mai 1958, la Direction centrale des Renseignements généraux (DCRG) estimait que « par leur nombre et par le dynamisme de leurs dirigeants, les Français rapatriés d’Afrique du Nord sont donc susceptibles de jouer un rôle politique actif qu’il serait dangereux de minimiser. » Les secteurs activistes et rapatriés sont en fait pris tout ensemble par les forces de sécurité qui estiment à ce moment que les « militants de choc » des extrêmes droites et rapatriés nationalistes s’élèvent à 7 500 personnes, le total militant représentant 179 530 personnes. En 1961, alors que le nombre de rapatriés croît, les effectifs supposés des « principales formations nationalistes et de rapatriés d’AFN » descendent à 138 630 personnes, mais avec 7 600 « militants de choc » . L’idée que ce milieu offre la marge de manœuvre politique essentielle se trouve bien sûr aussi parmi les cadres de l’OAS. En son nom, le capitaine Pierre Sergent, responsable de l’OAS-Métro, ordonne d’une part leur encadrement politique par des organisations qui doivent être contrôlées, d’autre part le versement au réseau Organisation-Renseignement-Opération (ORO) de ceux qui veulent poursuivre l’action clandestine ».
« Du côté français, le grand problème de l’historiographie de l’Algérie et de la guerre repose sur le fait que l’on assiste à la fois à une sorte d’absence lancinante, d’amnésie, de refoulement, et à une profusion d’écrits autobiographiques qui ont envahi le champ éditorial pendant une vingtaine d’années. En quelque sorte, l’absence d’histoire a été en partie comblée par des gardiens vigilants de la mémoire, qui interdisaient à tous les autres de prononcer la moindre parole. De l’autre côté, en Algérie, on a été confronté à une sorte de trop-plein de l’histoire, ou plus exactement à une survalorisation de l’imaginaire guerrier qui visait à expliquer le surgissement de l’État-nation par la guerre, et non par la politique ».

#### En Algérie
En Algérie la question mémorielle est très importante, le manque de reconnaissance des crimes de guerres français depuis 1962 découle en une production mémorielle forte : contre les "non-dits" français (racisme, inégalités, tortures, crimes de guerres, viols systématisés des résistantes, spoliation territoriale, vols de terres, impôt "arabe") s'oppose une omniprésence de la mémoire Algérienne,.
« L’indépendance de l’Algérie, en France, sera suivie par une longue période d’abandon et de latence. Le travail universitaire, en ce domaine, restera en friche pendant plusieurs décennies. La plupart des intellectuels français se désintéressent de l’Algérie après 1962. Le dernier grand travail de Pierre Bourdieu sur l’Algérie date justement de 1963. L’Algérie accédant au statut d’acteur de sa propre histoire, curieusement, n’éveille plus l’intérêt. Du coup, on assiste en France à un tarissement de la production du savoir sur l’Algérie et le Maghreb en général, tandis que prolifèrent les livres de témoignage et toute une littérature de la souffrance qui vient souffler sur les braises de l’Algérie française.
En Algérie, après l’indépendance, le rapport à l’histoire se complexifie, marqué par des événements fondateurs et des fractures essentielles, comme celle du rapport à la guerre : comment l’inscrire dans une histoire de longue durée, dans l’histoire immédiate, alors que les acteurs du champ politique sont également les acteurs de l’histoire ? D’autre part, concernant l’histoire de la guerre d’indépendance, les autorités algériennes, après la crise de juillet 1962, ont fait un certain nombre de choix. En particulier, celui de la mise en place d’un imaginaire guerrier comme ultime référence. Cela a permis l’occultation de la dimension politique du combat, des acteurs et des événements. Le référent guerrier a dominé le champ intellectuel et le champ politique, produisant un impossible oubli. L’existence d’une amnésie impossible particularise, par-dessus tout, la société algérienne dans ses rapports à cette guerre. Cette occultation, qui visait à légitimer les pouvoirs établis en Algérie, a désormais historiquement atteint ses limites. Depuis quelque temps déjà, à l’intérieur même des institutions, dans les universités algériennes, les travaux d’historiens ont brisé cet encerclement du champ historique ».
La guerre mémorielle a été un facteur constant des relations franco-algériennes depuis l'indépendance, relancée à chaque fois par le pouvoir algérien quand celui-ci souhaitait faire pression sur la France. Elle ressuscite lors de la crise déclenchée par la nationalisation des hydrocarbures sahariens en 1971, et particulièrement lors de la période de froid diplomatique entre les deux pays voulue par Houari Boumédiène en réponse au soutien accordé par Giscard d'Estaing au Maroc dans la répression du Front Polisario, soutenu par Alger dans le cadre du conflit du Sahara ex-espagnol (1975-1978).

##### Accusations réciproques de «Crimes contre l'humanité»
La querelle franco-française liée à la date 19 mars se prolonge, le 29 avril 2010, avec la proposition de loi de Thierry Mariani (UMP) « visant à établir la reconnaissance par la France des souffrances subies par les citoyens français d'Algérie, victimes de crimes contre l'humanité du fait de leur appartenance ethnique, religieuse ou politique ».
La question de la repentance est une des constantes des relations franco-algériennes. Dès 1964, des voix se sont élevées pour condamner l'amnistie totale et générale accordée à tous les criminels de guerre et auteurs de crimes contre l'humanité durant le conflit. Cette amnistie est prévue par le texte même des accords d'Évian (deux fois : titre II, chapitre 1 §K pour les personnes déjà jugées et emprisonnées à l'époque et chapitre 2 §A, « Dispositions communes » pour tous les faits jusqu'à la date des accords), et aurait été confirmée en France par la loi du 31 juillet 1968 et en Algérie par son intégration dans le Code pénal bien que cela soit contesté par quelques avocats du côté algérien et FLN et du côté de certains Français d'Algérie.
Au niveau des manuels scolaires en usage en Algérie, les crimes colonialistes français en Algérie sont qualifiés de génocide et de crimes contre l'humanité depuis 1979. Un manuel d'histoire datant de 1985, retiré depuis une dizaine d'années, va encore plus loin en qualifiant la colonisation de vaste processus de destruction de la vie et de la culture de l'homme sur terre.
En 1999, 2004 et en 2007, le président algérien Abdelaziz Bouteflika a, en différentes occasions, qualifié la colonisation française de génocide culturel et appelé la France à assumer son histoire en présentant des excuses formelles.
Le 13 janvier 2010, le député FLN Moussa Abdi, l'un des deux cents députés de la chambre basse du parlement algérien, dans une proposition de loi au parlement algérien, déclare : « nous envisageons de créer des tribunaux spéciaux pour juger les responsables de crimes coloniaux ou de les poursuivre devant les tribunaux internationaux ».
En février 2010, cent vingt-cinq députés de différents partis politiques Algériens, dont le FLN au pouvoir, signent une proposition de loi criminalisant le colonialisme français en Algérie.

#### Qualification des combattants
Le conflit armé qui débute le 1er novembre 1954 est qualifié de « Glorieuse Révolution » dans les discours officiels de la Présidence algérienne,. Les agents du FLN se définissent comme des « résistants », alors que les autorités politiques françaises les qualifient de « rebelles ».
Parallèlement, en France, les manifestations d'hommage aux anti-indépendantistes, désignés dans la presse de l'époque comme des « activistes » mais qualifiés par l'ADIMAD (association proche de l'OAS) de « partisans patriotes de l’Algérie française », créent des controverses notamment en 2005 lors de l'affaire de la stèle de Marignane et 2006 lors de l'affaire de la flamme du soldat inconnu.

#### En Algérie
L'Algérie a eu depuis l'indépendance une politique mémorielle très active, politique qui s'inscrit dans continuité de « la propagande du PPA-MTLD et du FLN, et orchestrée par l’État ». Dès 1966, l'usage de la torture par l'Armée française contre le FLN et les communistes est dénoncé dans le film produit par Yacef Saâdi, membre du FLN (La Bataille d'Alger).
Selon Guy Pervillé, « l'histoire officielle algérienne, qui est en réalité une mémoire officielle, n'a pas cessé de conditionner l’opinion publique ». Il estime qu'au-delà du crédit que les Algériens ont pu accorder à cette présentation officielle de l'histoire, « il faut néanmoins constater que la répétition d’une même propagande durant plusieurs générations finit par laisser des traces en effaçant la frontière entre le vrai et le faux ». Mohammed Harbi souligne également le rapport « très problématique » du pays avec son histoire. Selon lui, dans peu de pays autant qu'en Algérie, « l'Histoire est instrumentalisée pour traiter des problèmes actuels. ».
La modification du régime en 1989, l'instauration du multipartisme et de la liberté de la presse, ne met pas un terme à l’existence d'une mémoire officielle, « qui rappelle ses principes fondamentaux dans son préambule et dans plusieurs de ses articles ». Durant longtemps, les historiens algériens bénéficient d'une liberté très limitée chez eux et publient en dehors de l'Algérie ce qu'il ne leur est pas permis de publier dans leur propre pays. La guerre civile algérienne ravive encore cette politique mémorielle avec la réutilisation par les deux camps d'un vocabulaire hérité de la guerre d'Algérie.
Cette difficulté à sortir de l'histoire officielle se manifeste notamment lors de l’interdiction du film de Jean-Pierre Lledo, Algérie, histoires à ne pas dire (2007),.

#### En France
En France, la mémoire de la guerre se caractérise longtemps par ce que Guy Pervillé décrit comme « une politique de l'oubli », l'incapacité devant un conflit qui avait profondément déchiré les Français entre eux « de reconstituer une mémoire nationale consensuelle ». Pour cette raison, la guerre d’Algérie est demeurée durant des années une guerre sans nom et sans commémoration officielle.
Depuis mars 2021, à l'initiative du président de la République et après le rapport de Benjamin Stora, un groupe de 18 jeunes d'origines différentes travaille sur les « blessures mémorielles » et remet un rapport en novembre 2021, malgré des difficultés qui ont amené certains de ces jeunes à quitter le groupe en octobre, à la suite des déclarations du président, qui qualifiait le gouvernement algérien de « système politico-militaire fatigué ».
Ce rapport contient des propositions qui portent sur la création de lieux de mémoire comme un musée de l'histoire de la France et de l'Algérie, l'intégration dans les programmes scolaires de la totalité de la guerre d'Algérie, ou encore la construction d'œuvres culturelles ainsi que le jumelage de villes françaises et algériennes.

##### Commémoration du 19 mars 1962
En France, une bataille mémorielle et politique divise en deux camps les anciens combattants d'Algérie, mais aussi en partie l'échiquier politique. L'enjeu en est la commémoration - ou pas - de la date du 19 mars 1962 qui est celle du cessez-le-feu bilatéral en Algérie et donc de la fin formelle de la guerre d'Algérie. Ceux qui dénoncent cette date arguent du fait qu'il s'agit en réalité d'un arrêt formel des hostilités mais pas des violences, puisque d'une part l'OAS a poursuivi sa lutte anti-indépendantiste (bataille de Bab El Oued) en ignorant le cessez-le-feu entre la France et le FLN (termes des accords d'Évian du 18 mars 1962) et que, de l'autre, les massacres ont continué telle la fusillade de la rue d'Isly le 26 mars 1962 ou le massacre d'Oran le 5 juillet 1962). Le sénateur Paul Girod (UMP), en quête d'un « consensus », estime à 155 000 le nombre des morts de l'après cessez-le-feu dans la Question écrite no 35405 publiée dans le journal officiel du Sénat le 4 octobre 2001.
Les partisans de la commémoration du 19 mars soutiennent la proposition pendant une décennie, comme l'atteste le dossier de 2005 portant sur la « journée nationale du souvenir de la guerre d'Algérie ». Initialement, le 9 février 2000 Bernard Charles (Groupe radical, citoyen et vert) dépose une proposition de loi « tendant à instituer une journée nationale du souvenir des victimes civiles et militaires de la guerre d'Algérie et des combats du Maroc et de Tunisie. » fixée par l'Article 2 au 19 mars, entre 2000 et 2001. Cette proposition est redéposée par Jean-Pierre Soisson (UMP), Alain Bocquet (Parti communiste français), Jean-Pierre Michel (Radical-citoyen-vert), Alain Néri (Parti Socialiste) et Didier Julia (UMP). Le texte no 762 dit « petite loi » est adopté par l'Assemblée nationale en première lecture le 22 janvier 2002.
En 2003, le maire de Paris, Bertrand Delanoë (Parti socialiste), commémore le cessez-le-feu en baptisant une voie « place du Dix-Neuf-Mars-1962 ». De même, il existe des « rue du 19-mars-1962 » et « avenue du 19-mars-1962 » en France.
Depuis une loi française du 6 décembre 2012, le 19 mars, « jour anniversaire du cessez-le-feu en Algérie », est déclaré « journée nationale du souvenir et de recueillement à la mémoire des victimes civiles et militaires de la guerre d'Algérie et des combats en Tunisie et au Maroc ».

## Archives
En 2023, la France décide d'assouplir les conditions d'accès à ses archives sur la guerre d'Algérie. Un arrêté officiel publié le 27 août 2023 au Journal Officiel annonce que la consultation des dossiers impliquant des mineurs est désormais autorisée.